# Tambor
|  | Per a altres significats, vegeu «Tambor (arquitectura)». |

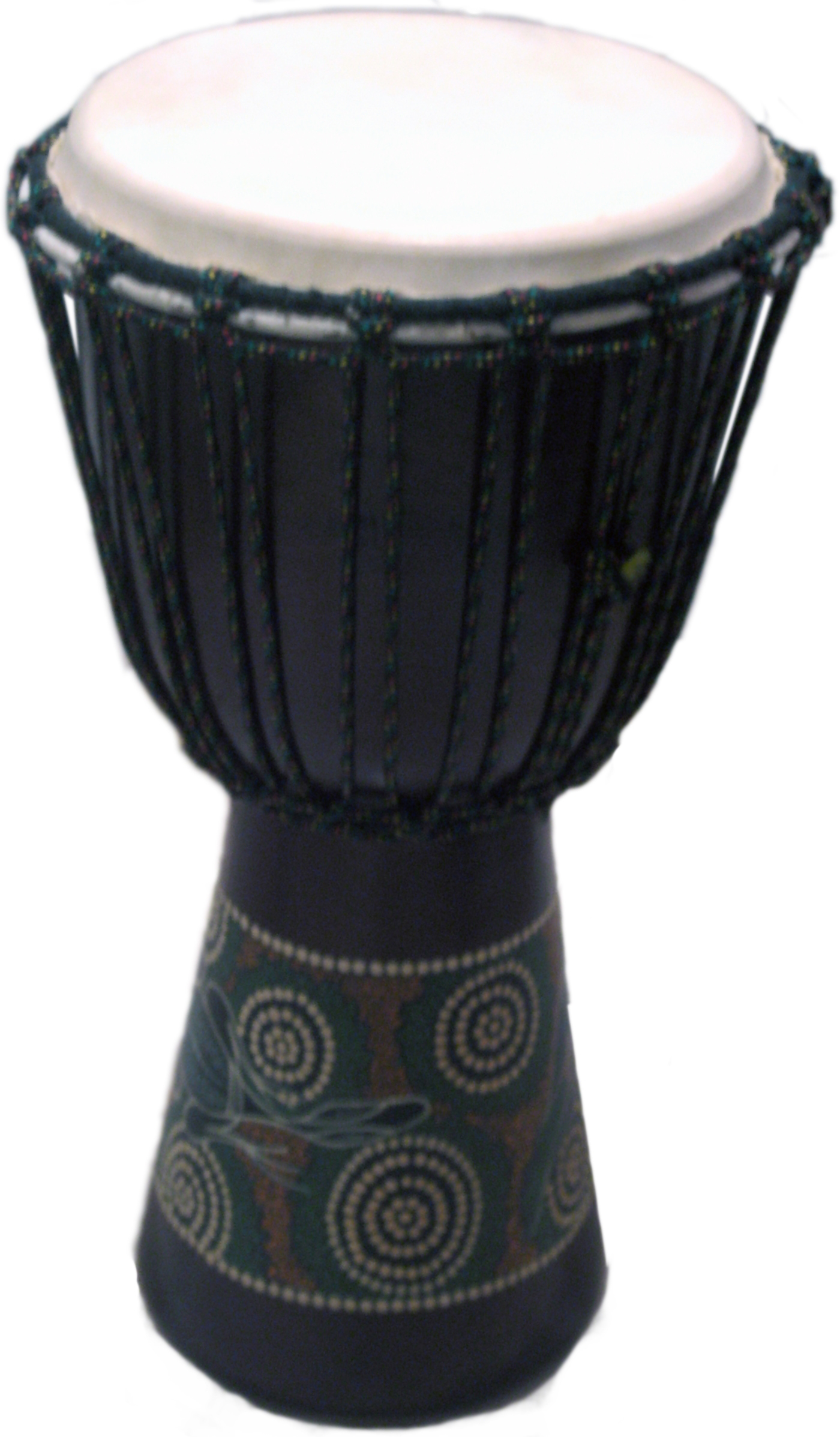
Tambor

Tambor és un terme genèric que designa un instrument de percussió membranòfon que consta d'una caixa de ressonància, generalment de forma cilíndrica, i una (o dues) membrana que cobreix l'obertura de la caixa. Un tambor, doncs, no és tant un instrument com conjunt de tipologies diverses d'instruments membranòfons, en principi percudits.
Generalment, perquè soni, el tambor és colpejat amb la mà (amb diferents zones de la mà per produir diferents sons, en alguns tipus de tambors) o amb algun objecte, comunament baquetes; també se sol percudir la caixa de ressonància. És un dels primers instruments a aparèixer històricament i, a part, del seu ús estrictament musical podia fer-se servir com a mitjà de comunicació per transmetre avisos a persones allunyades.
Tot i que a voltes es considera que timbal i tabal són sinònims de tambor, el fet és que en molts contextos aquestes dues denominacions corresponen a una tipologia determinada i concreta de tambor que continua cobrint un camp semàntic més gran.
D'altra banda, i sobretot en el llenguatge col·loquial, el mot tambor s'aplica també a altres instruments de percussió que no són membranòfons sinó idiòfons; en són exemples el tambor de tall o tambor de fusta que en realitat és un tronc buidat; o també, en anglès, el steel drum (traduït: tambor d'acer) que també és un idiòfon. D'aquí es podria deduir que és més determinant perquè sigui un tambor el fet de la percussió que no pas el de les membranes vibrants.

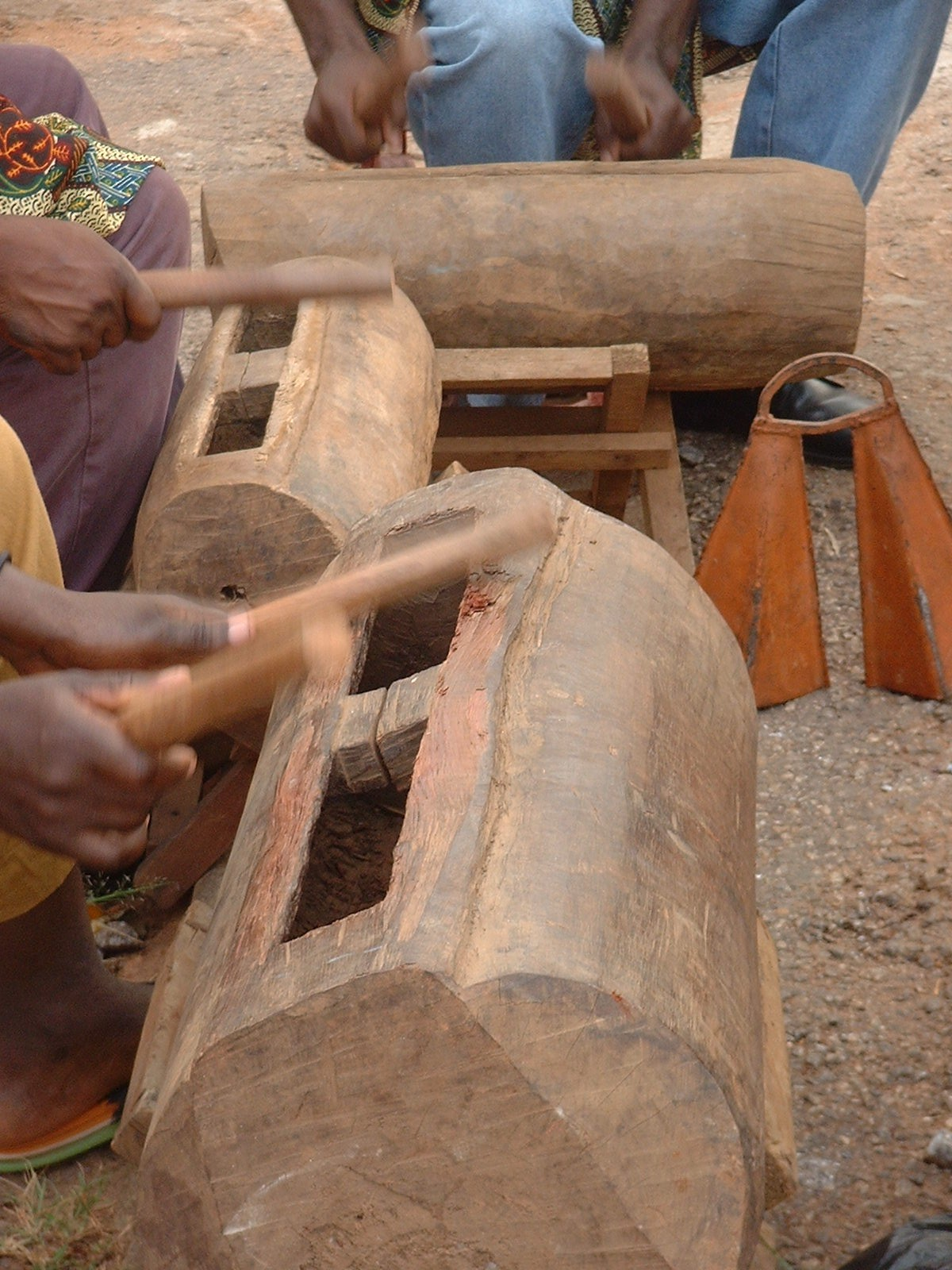
Malgrat que els tam-tams i altres tambors de tall, com aquest del Camerun, s'anomenen sovint tambors, ho són pel fet que són instruments idiòfons i no pas de membrana.

## Tipus

Esquema de la vibració d'una membrana

Segons la classificació de Hornbostel Sachs, hi ha dues grans tipologies de tambors que venen donades segons quina sigui l'acció que hom fa perquè aquesta entri en vibració. En el primer grup hi ha els tambors percudits, mentre que en el segon hi ha els de fricció. En realitat, però, els segons, habitualment, són coneguts com a ximbombes i no són considerats veritables tambors.
Així, doncs, i malgrat el criteri i la classificació sistemàtica de Hornbostel Sachs, dediquem aquest apartat als tambors (membranòfons) de percussió.
Les tipologies venen determinades per elements diversos com són:
- La forma del ressonador.
- Segons que es tracti d'un sol tambor o de grups de tambors (parelles, habitualment)
- Segon que es toqui amb les mans o bé amb algun tipus de baquetes.
- Segons la manera com es fixa i es tensa la membrana.

Atenint-nos a la forma del ressonador, els tipus que apareixen són:
- Tambors en forma de bol, de recipient. Són els únics que poden donar un so determinat, els únics que poden afinar-se de manera precisa. En cultures primitives abunden els que són fets de ceràmica; en altres més avançades és habitual de trobar-ne de fetes en metall. Es troben dins d'aquest grup les timbales orquestrals. Més enllà d'aquestes són molt comuns a Àfrica central, a Costa d'Ivori i, en general, a tot el continent (Sudan, Ghana, etc.). Una de les variants més simples i esteses a Àfrica utilitza com a ressonador una carabassa. Entre els venda és molt utilitzat el tambor ngoma. A Amèrica, se'n troben al Perú, a Nou Mèxic i a la cultura del peyote. També és comú a l'Índia: un dels dos tambors que integra el tabla és d'aquest tipus i fet de metall. La parella de tambors de bol que és comú al món àrab i que és coneguda amb el nom de naqara —i que compta amb abundant iconografia europea medieval— és l'antecessor de les timbales orquestrals que es van desenvolupar a Europa a partir del segle xv.

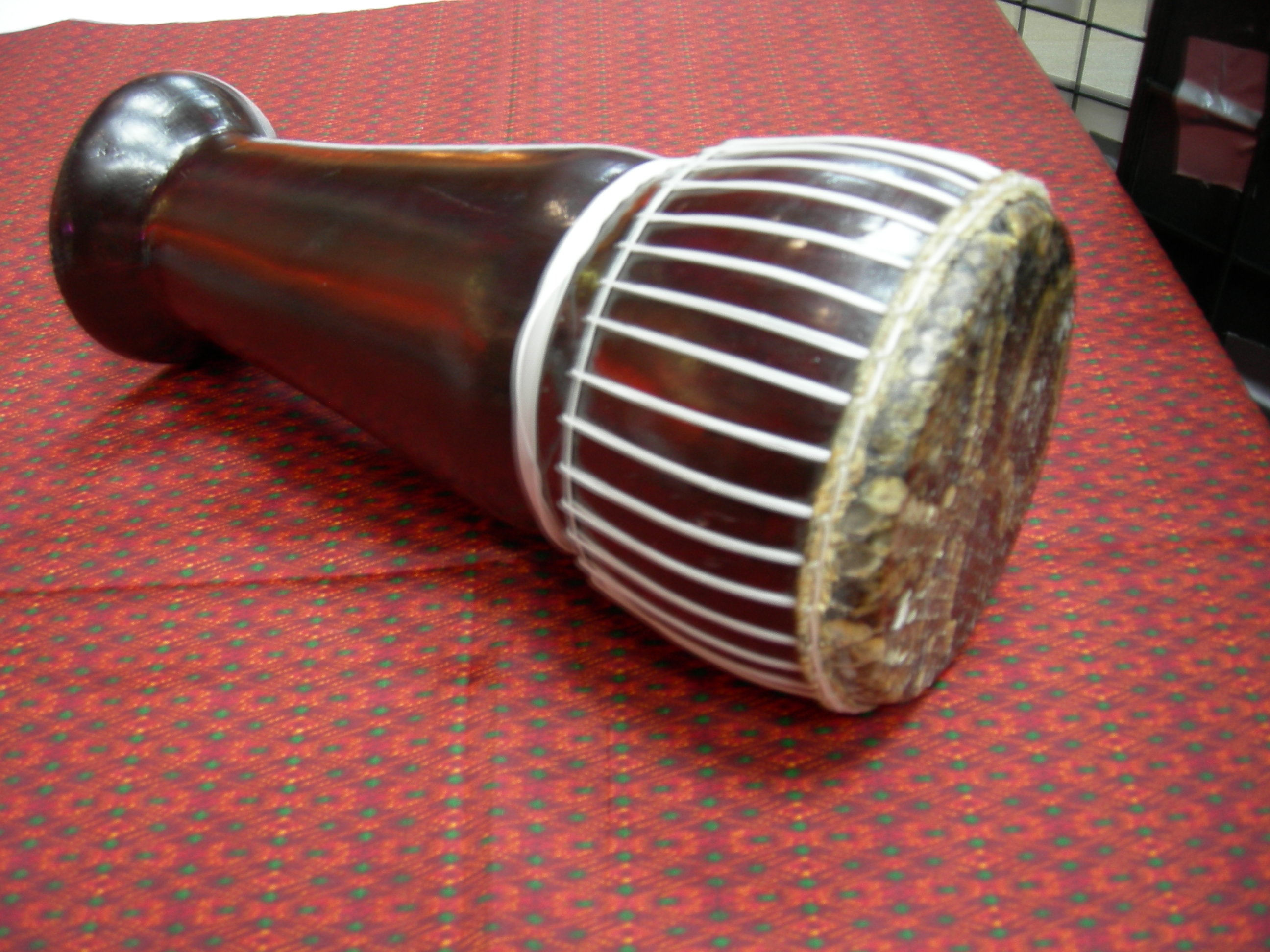
Tambors de Bengala, Índia
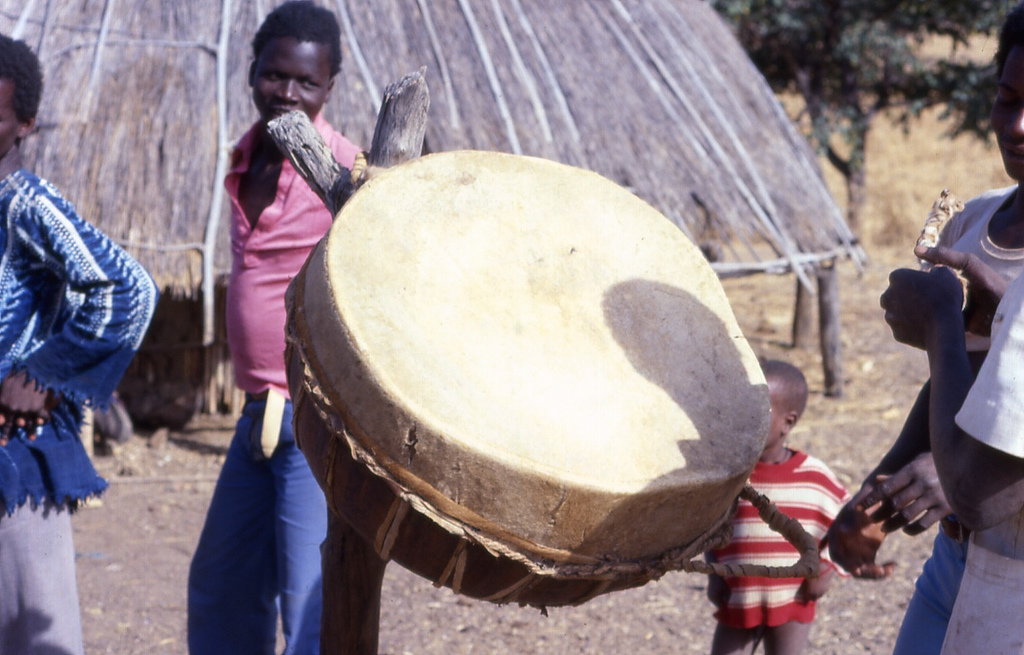
Tambors per enviar senyals, del sud-est del Senegal

- Tambors que alguns anomenen cilíndrics i altres, tubulars. Són els més abundants. Poden tenir una membrana o dues, i poden ser oberts o tancats al seu extrem oposat al de la membrana única. Segons els autors que estem seguint, també es classifiquen dins d'aquest grup alguns tipus que tenen un ressonador que no és exactament cilíndric, mentre que altres autors[5] els consideren com a grups separats. Aquesta denominació ve del fet que la majoria dels tambors tenen una membrana de forma circular; per això també es consideren cilíndrics aquells que tenen les parets rectes, encara que la forma de la membrana no sigui exactament circular, sinó més aviat triangular (com el cas del Isigubu de Sud-àfrica)[6] o fins i tot quadrada. Entre aquests hi ha els següents:

- Tambors exactament cilíndrics. És la imatge més habitual del que és un tambor per a la majoria de les persones, en l'imaginari col·lectiu, i es correspon a la tipologia de la majoria dels tambors que s'utilitzen a la música europea, tant a la tradicional, com a la popular i a la clàssica. En el primer grup hi hauria el tamborí que es toca juntament amb el flabiol a la cobla, el tabal que acompanya la dolçaina a València i la majoria dels tambors que acompanyen les flautes de tres forats. Entre els segons, la majoria dels membranòfons que formen part de la bateria: el goliat, els tom-toms, la caixa i el bombo. I en el tercer grup, tots els membranòfons orquestrals excepte les timbales: la caixa i el bombo, principalment. A part, també es troben en moltes altres cultures: entre els nadius de Sud-amèrica i de Nord-amèrica, arreu del continent africà, amb exemples destacats a Nigèria, Costa d'Ivori o Sud-àfrica. També a Àsia hi ha tambors d'aquest tipus (al Japó, a l'Índia, a Bali…) i a Oceania (a Nova Guinea, per exemple). El més freqüent és que aquests instruments tinguin dues membranes, tot i que s'acostuma a tocar-ne només una, excepte en el cas dels que es disposen amb el cilindre en sentit horitzontal i les membranes als costats, verticalment. A Occident, és el cas del bombo, si més no quan intervé en músiques itinerants.

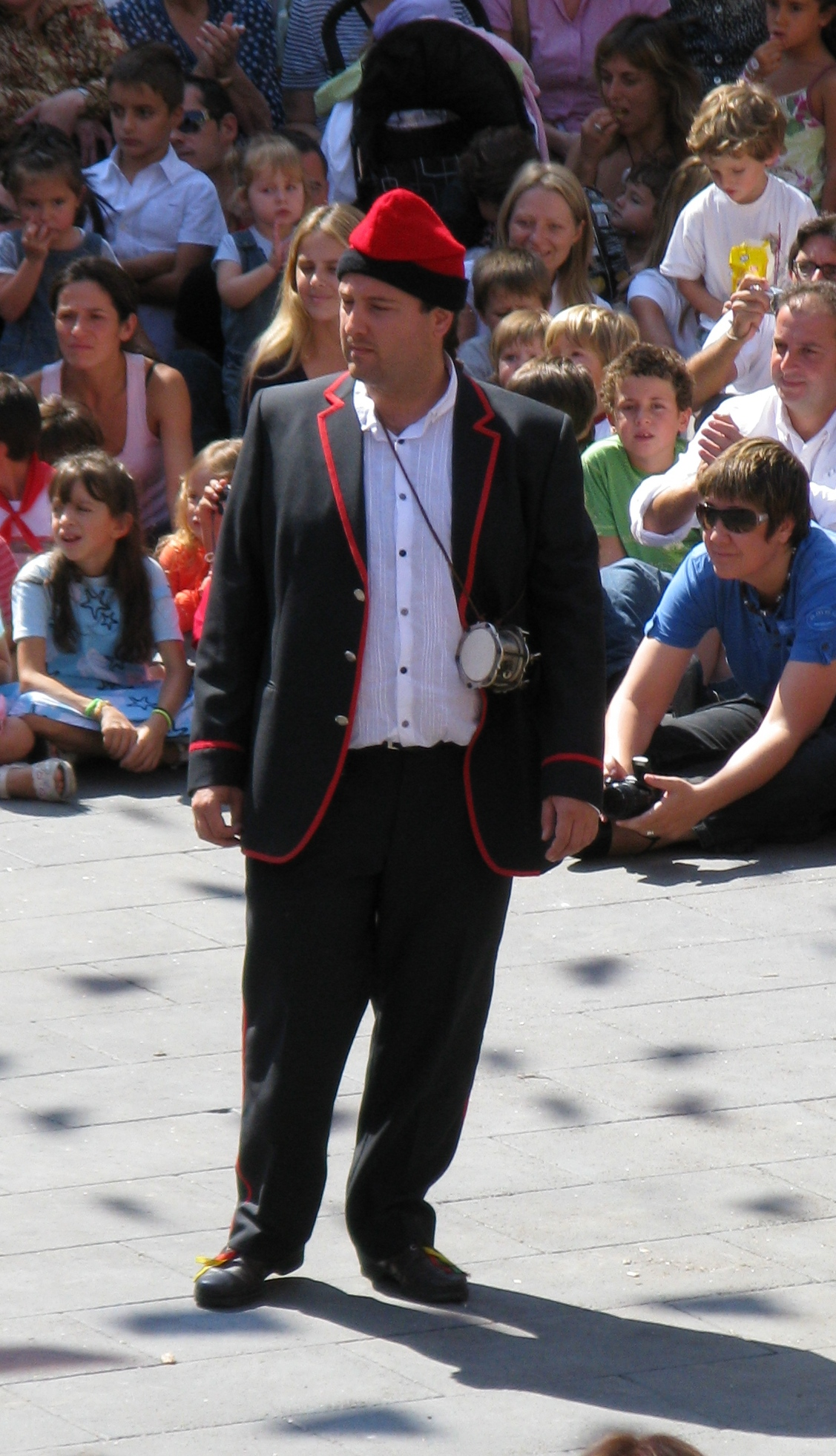
Flabiol i tamborí.
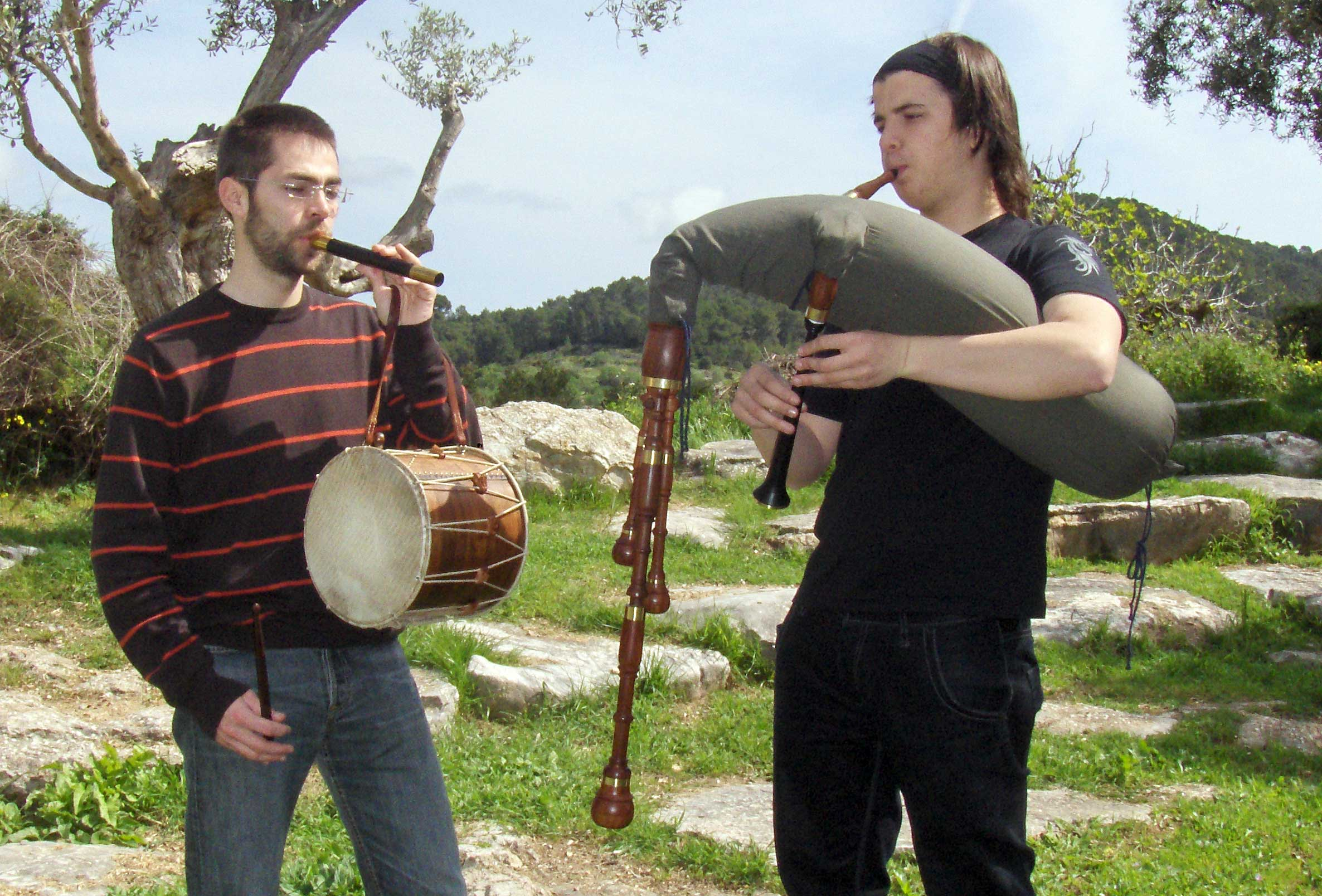
Tamborí (popularment tamborino), de Mallorca.
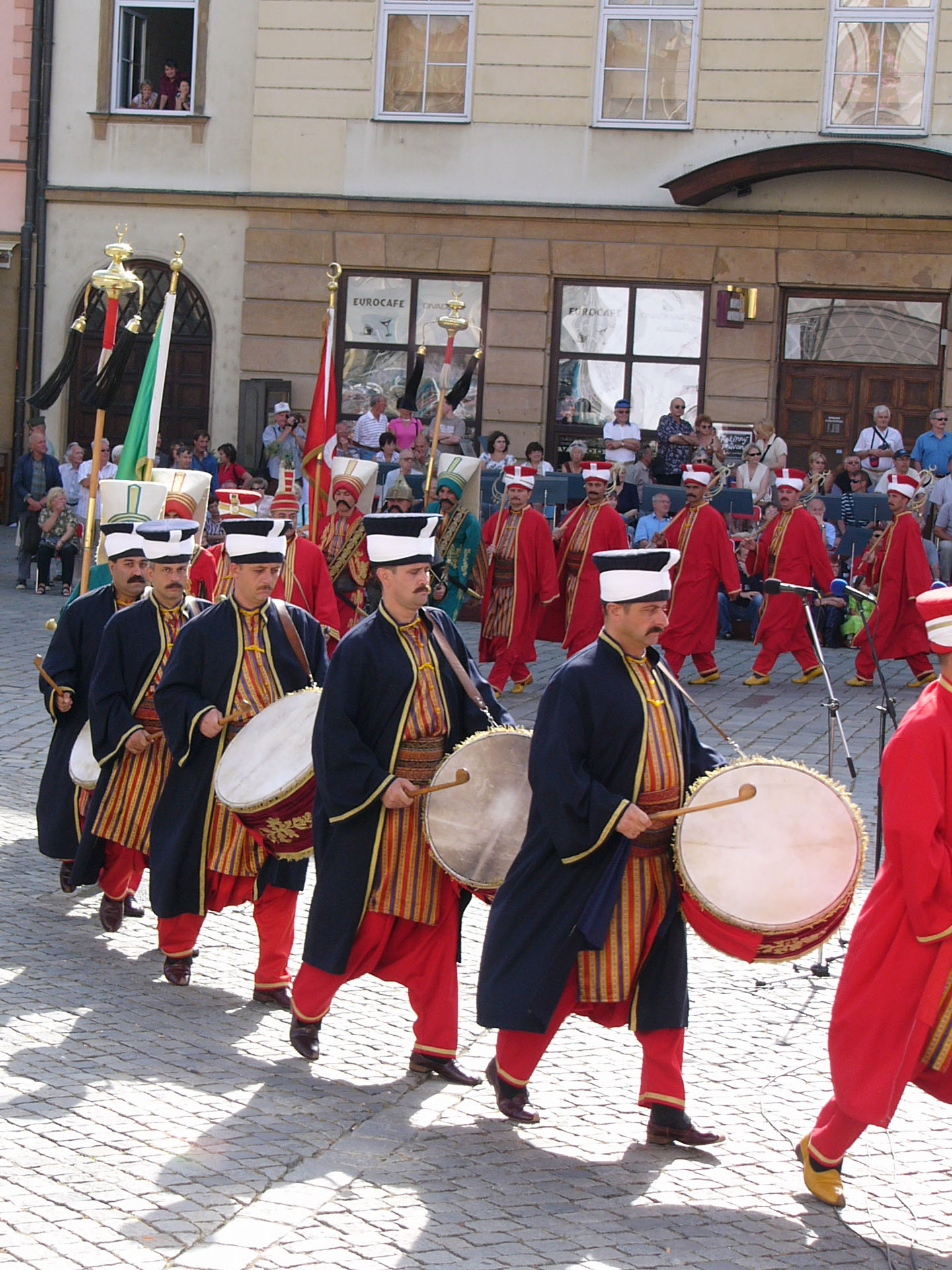
Tambors d'una banda de geníssers turcs.
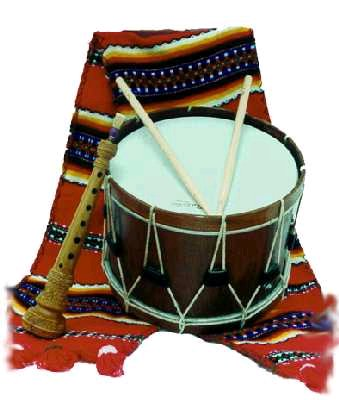
Tabal i dolçaina de València
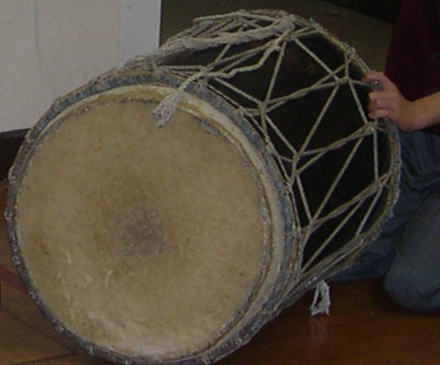
Dundunba, de Gambia
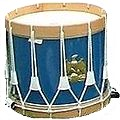
Tambor tradicional francès
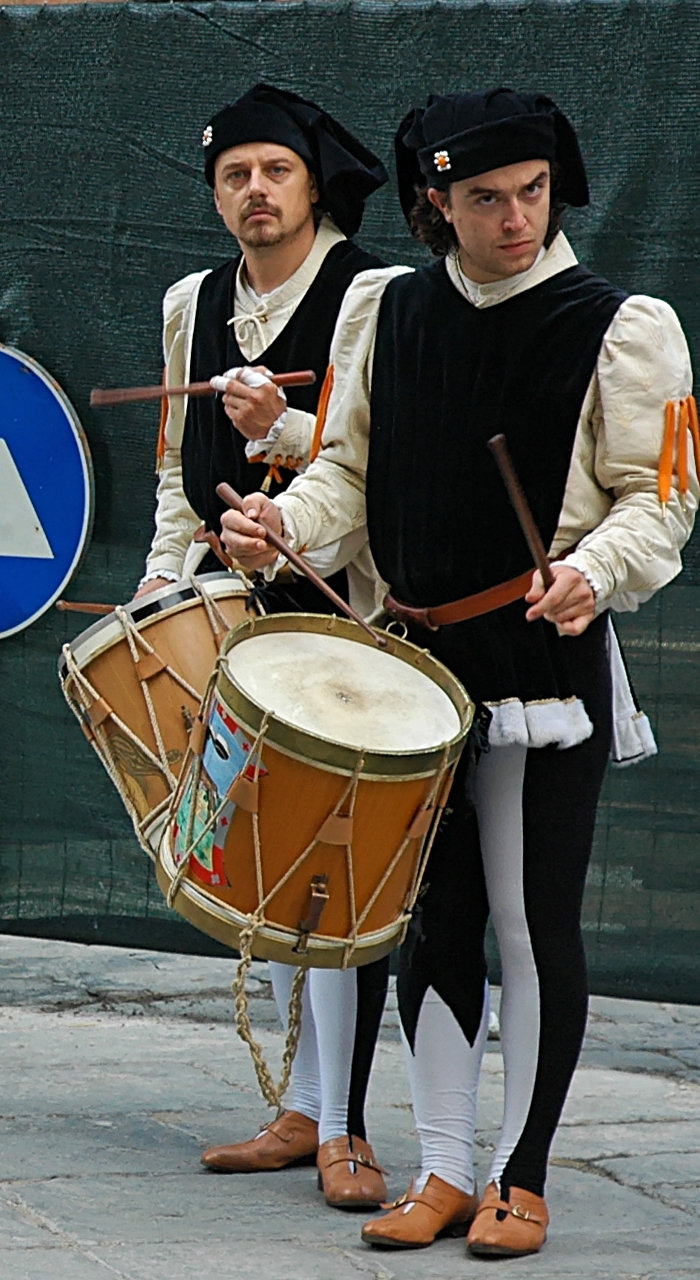
Tambors segons el model renaixentista, en una festa a Siena, Itàlia.
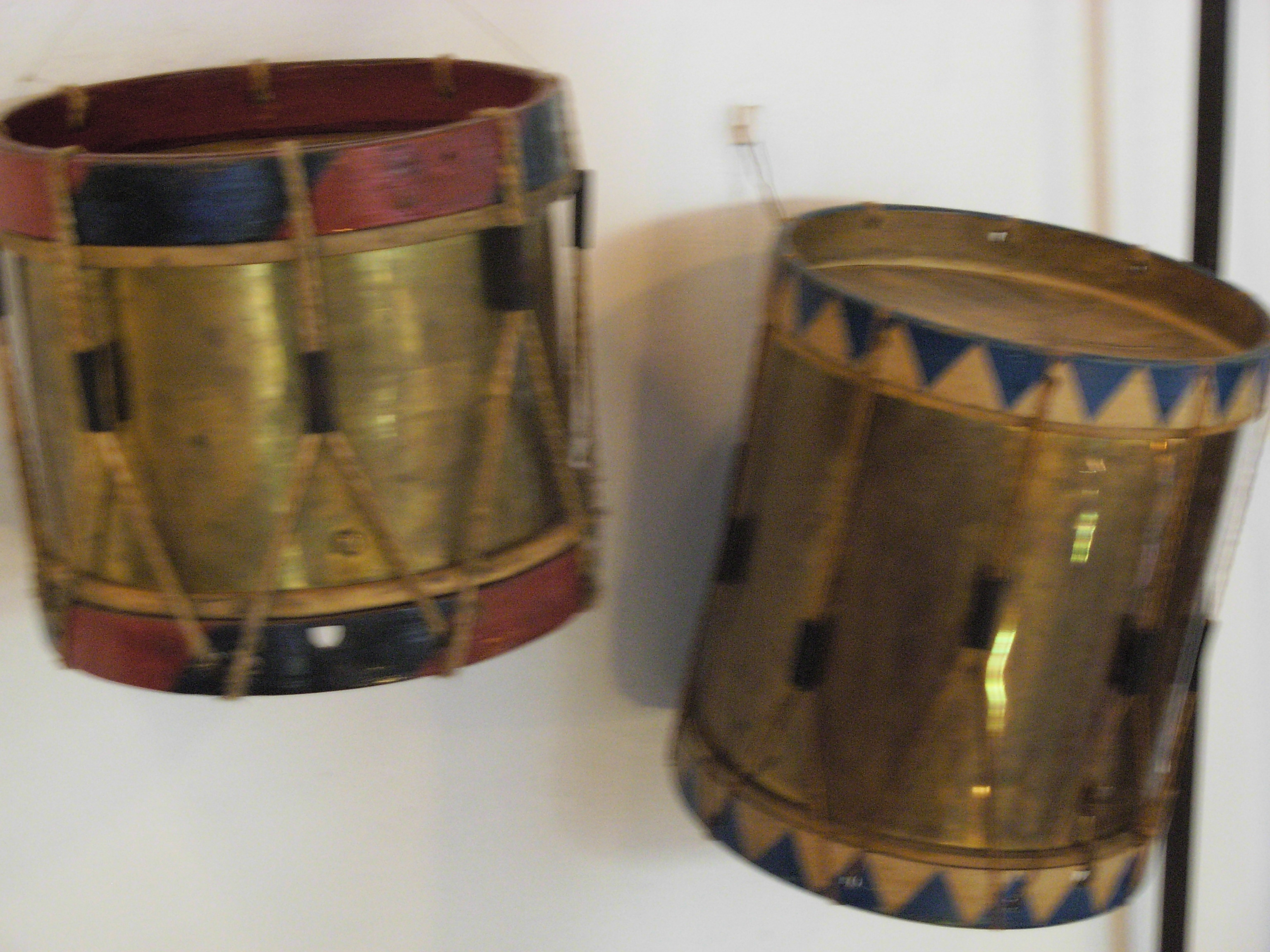
Tambors militars al museu Zagłębia, Polònia.
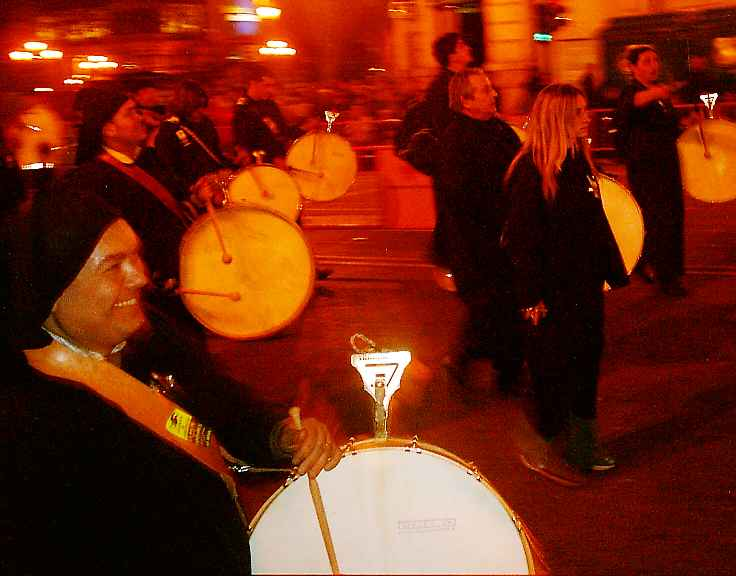
Tambors a les festes de les falles de València.
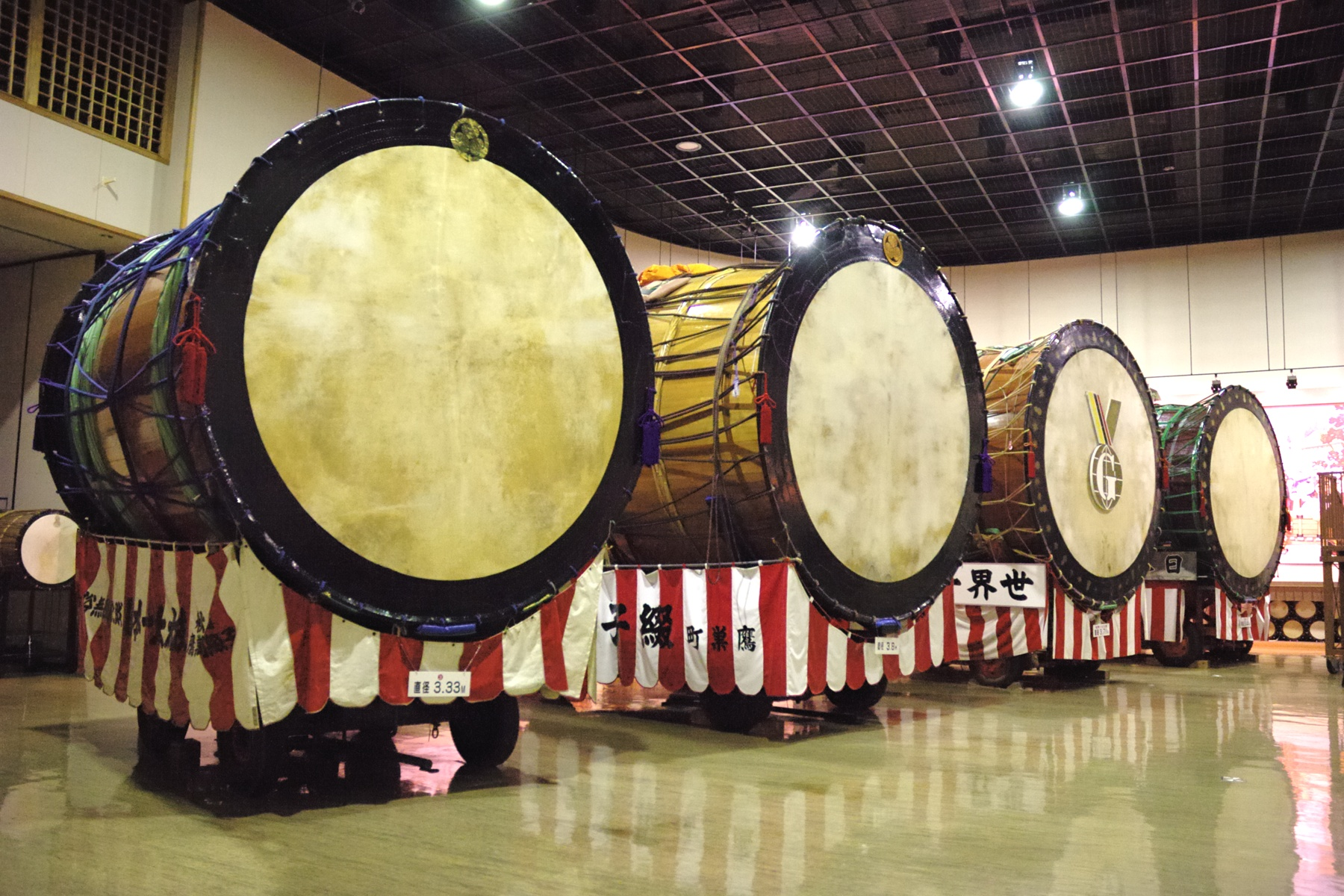
El tambor més gran del món al museu de Takanosu.
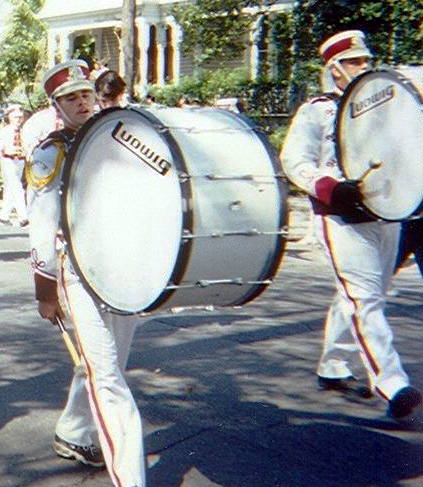
Bombos en una banda al carrer.
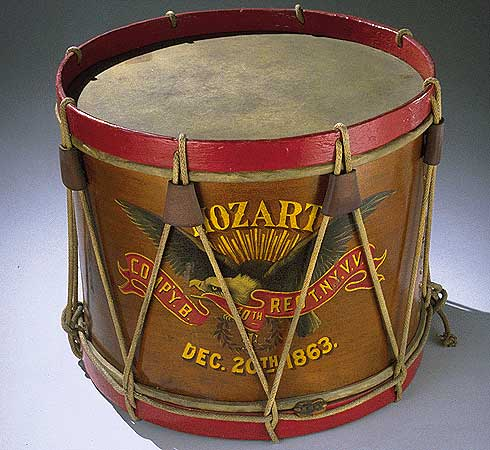
Tambor militar de l'any 1863.
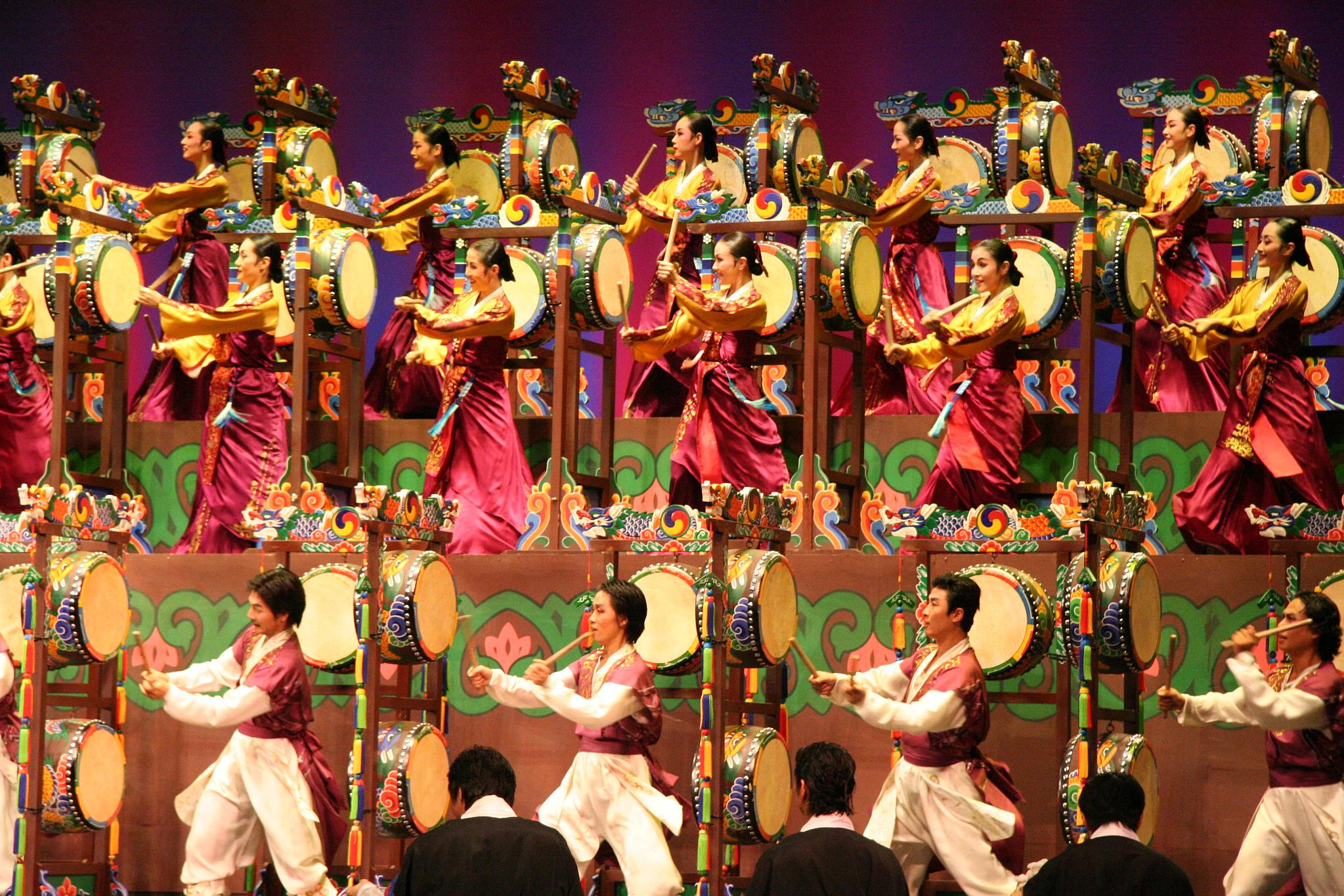
Dansa coreana titulada Samgomu, que s'executa amb un tambor.
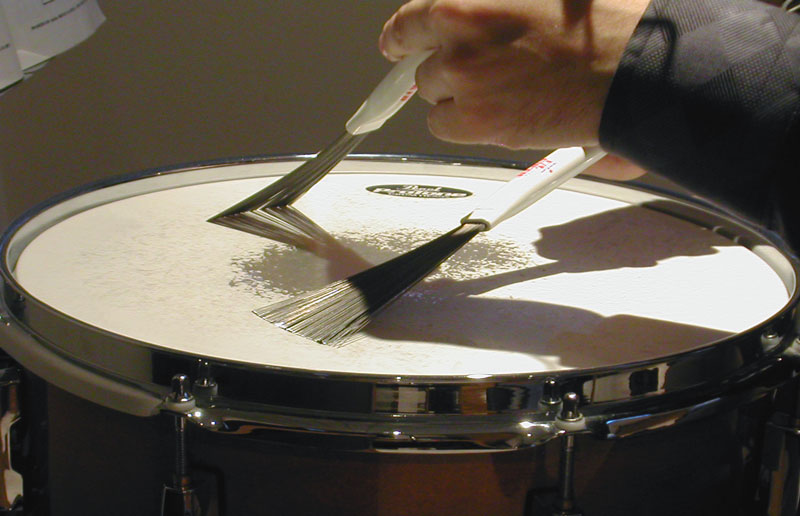
La caixa, en el jazz i altres, esdevé un membranòfon fregat si es fan servir escombretes.
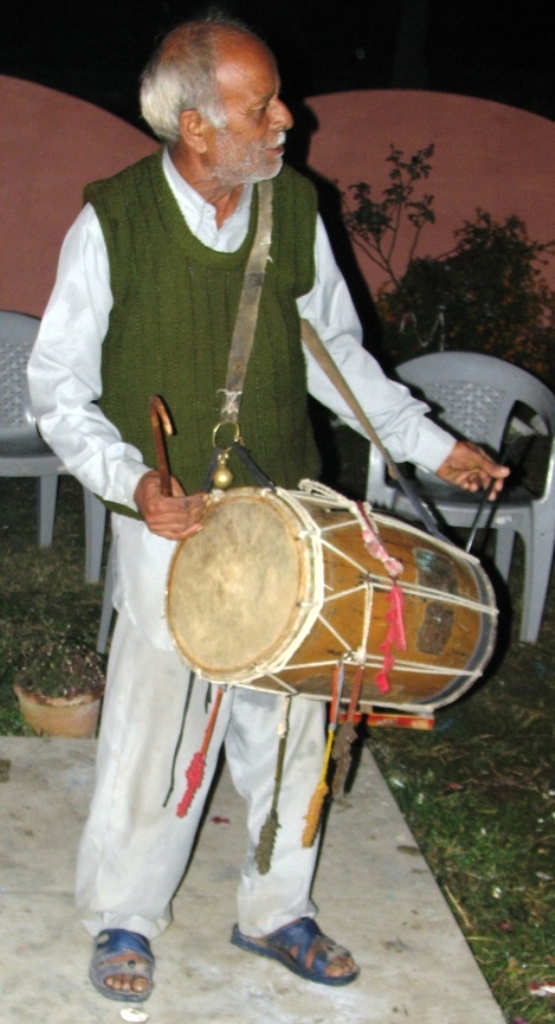
Tambor dholi, de l'Índia.
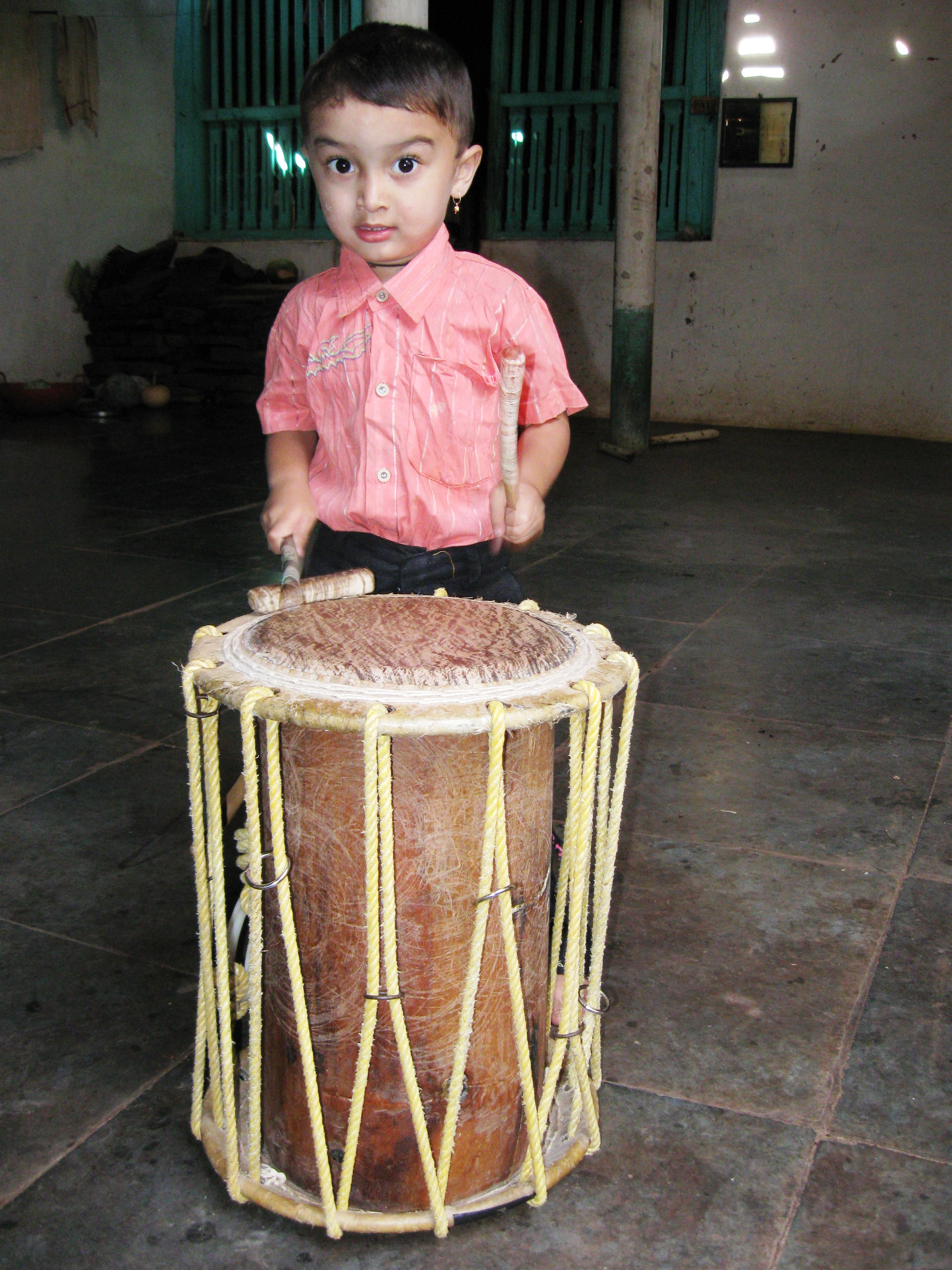
Tamborakshagana, de Chande, a l'Índia.
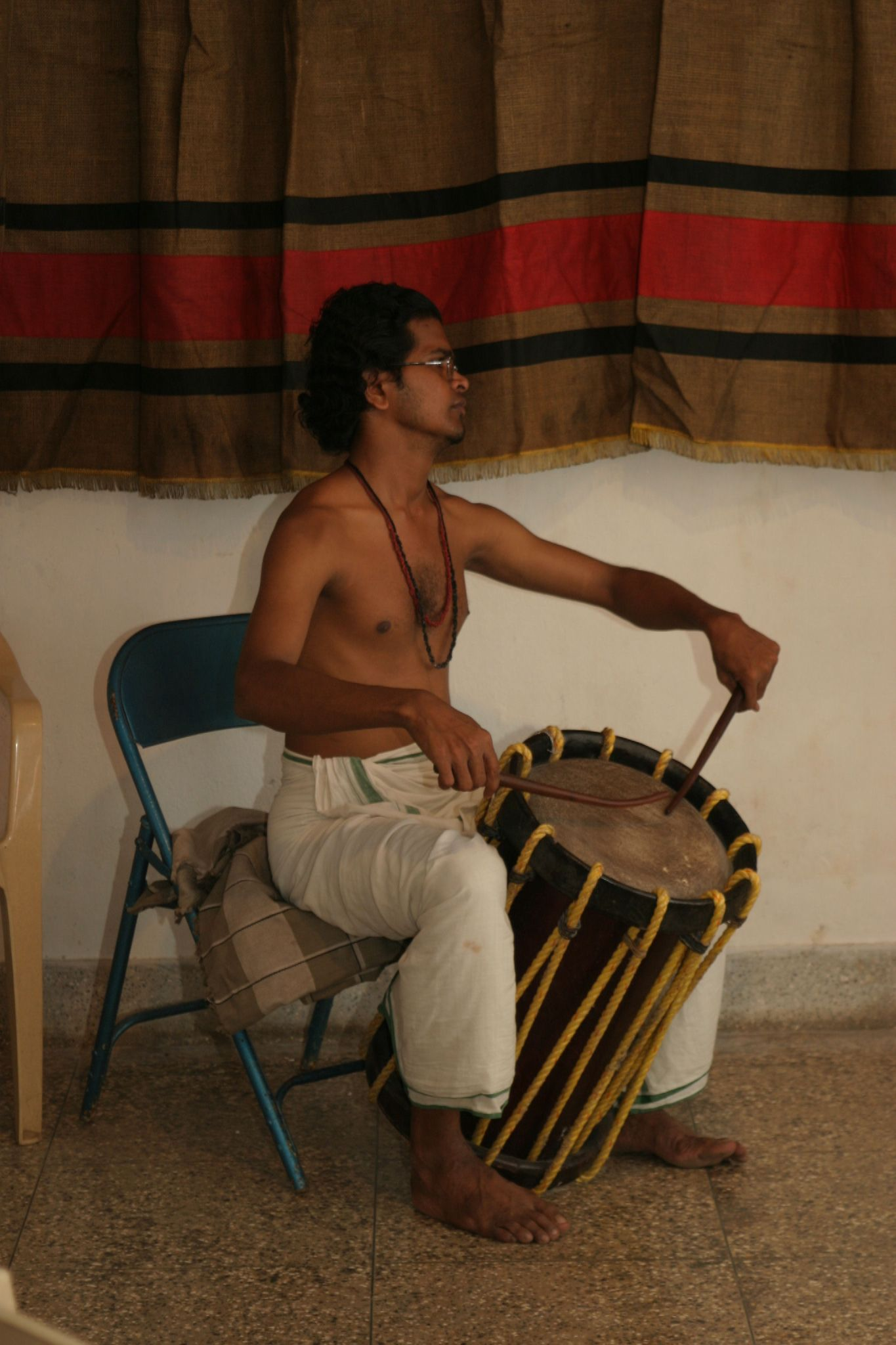
Tambor que s'empra en el gènere musical i de ball Kathakali, de l'Índia.
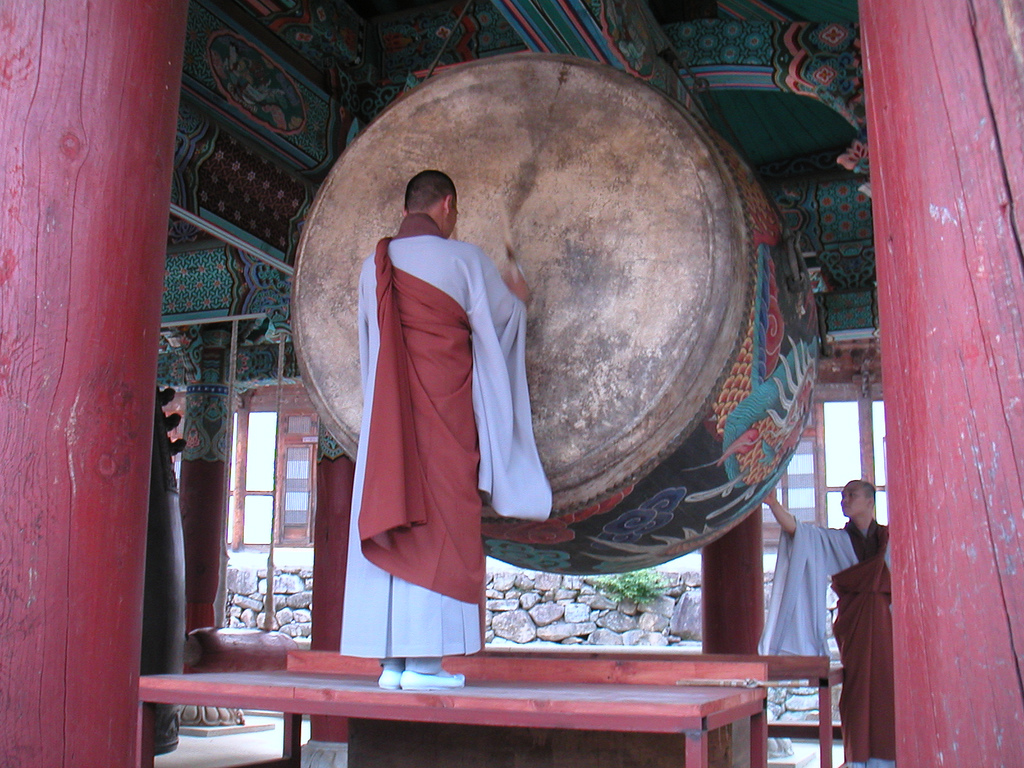
Un monjo toca el tambor abans de la litúrgia en un temple budista Chogye, de Corea.
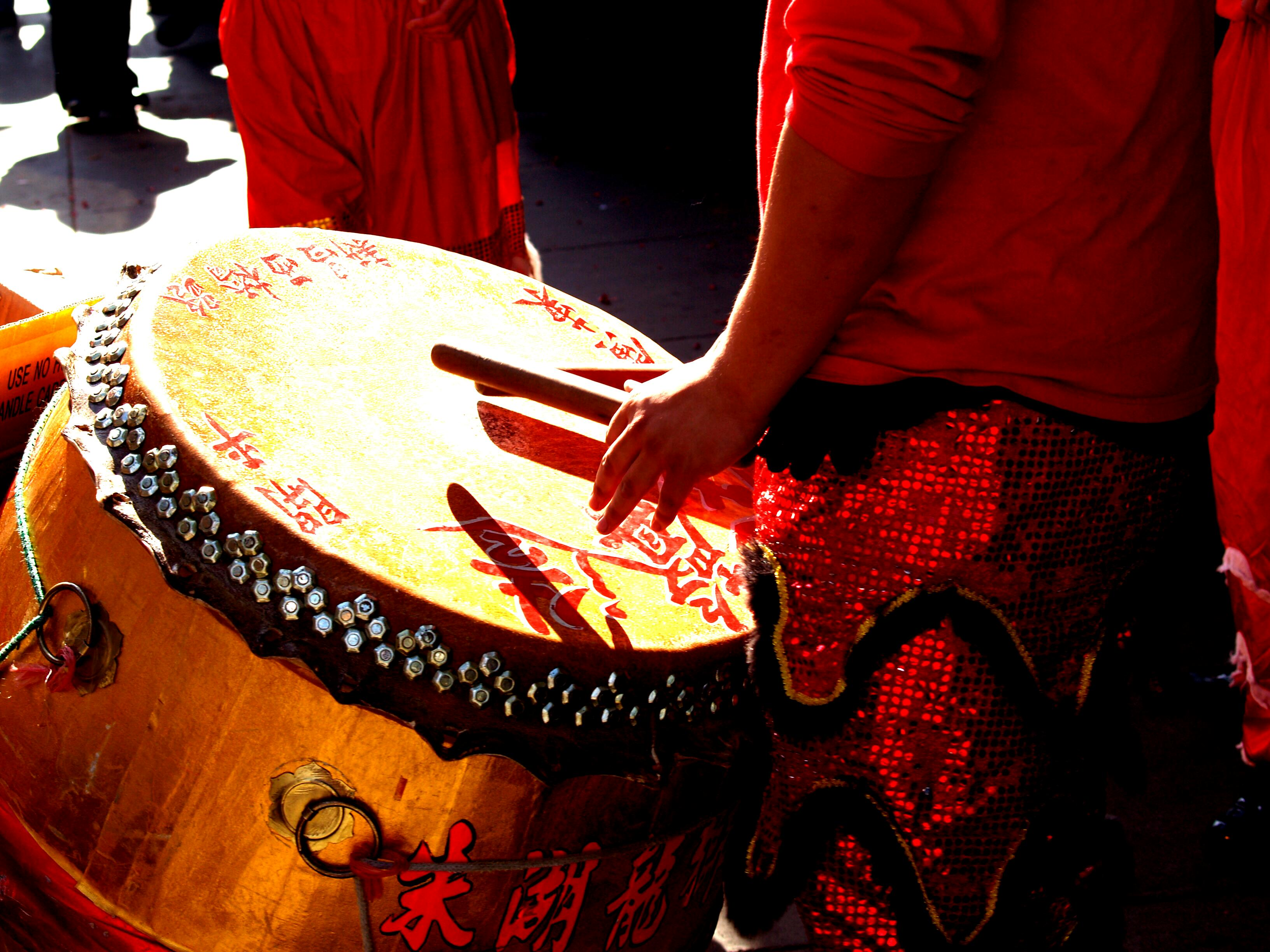
Tambor xinès per a la dansa del Lleó.
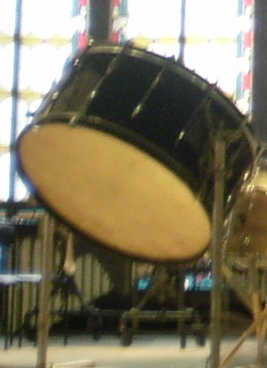
Bombo d'orquestra.
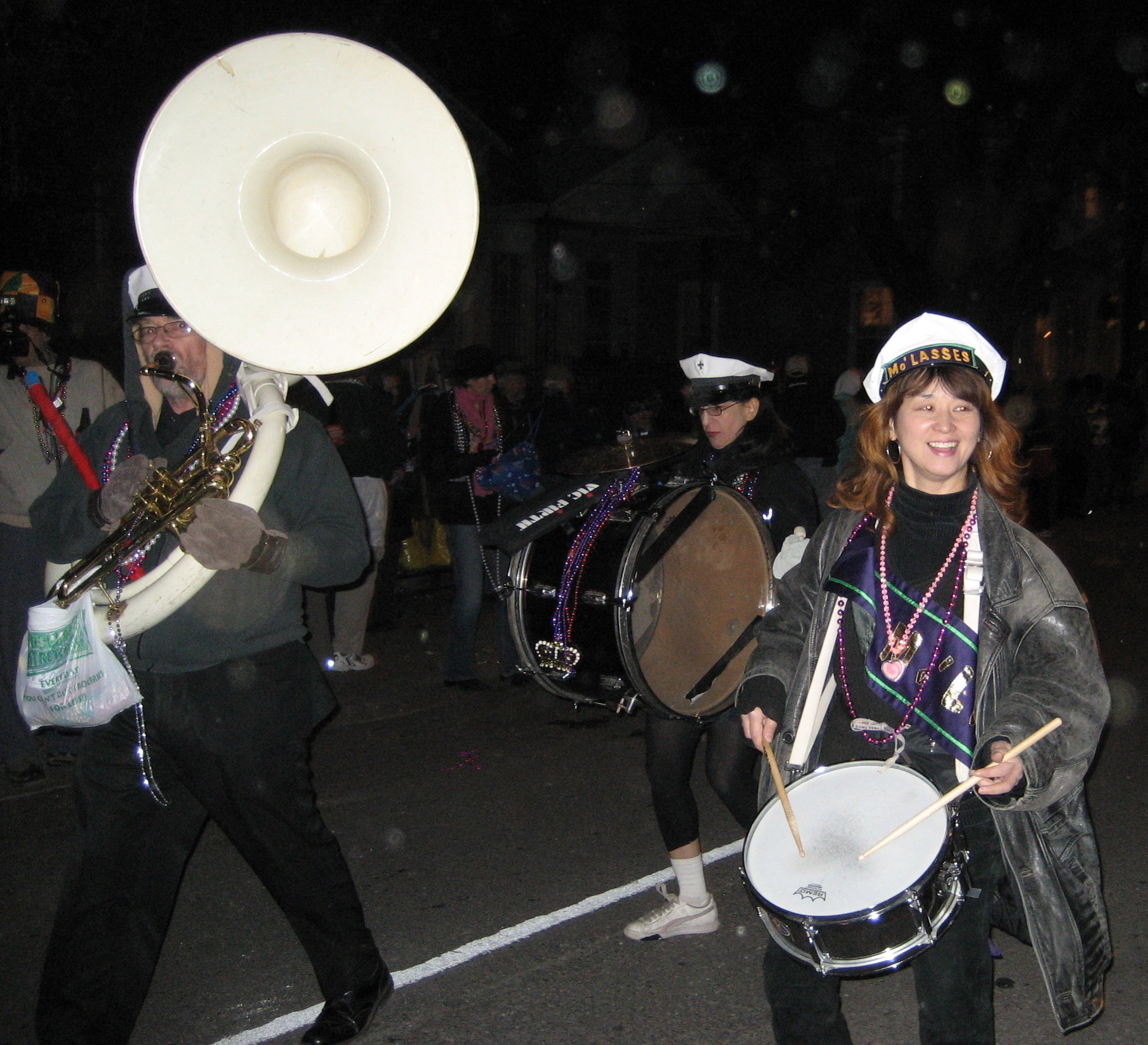
Caixa i bombo en una banda tocant al carrer.
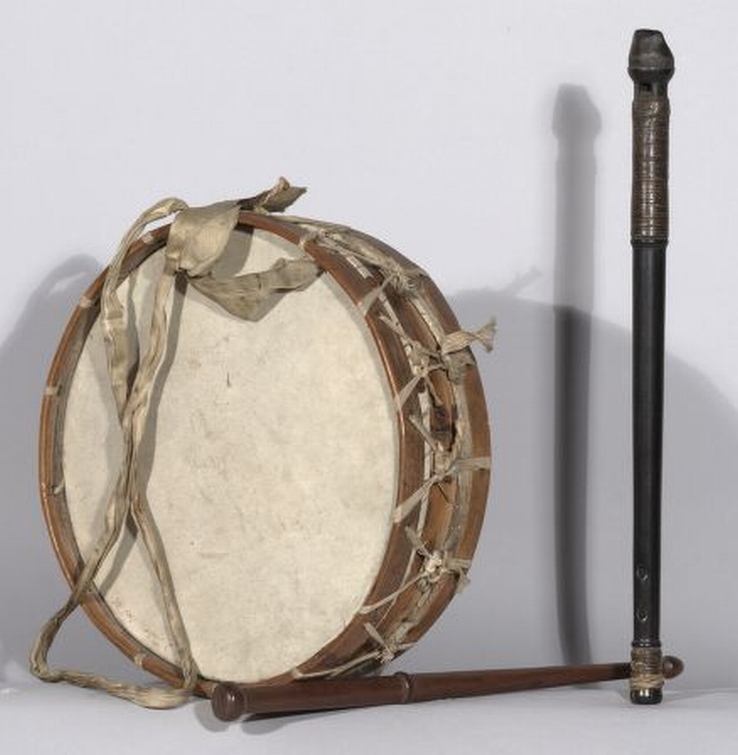
Tambor i flauta de tres forats emprats per tocar la Morris Dance d'Anglaterra.
Tambor militar francès del Segle XVI.
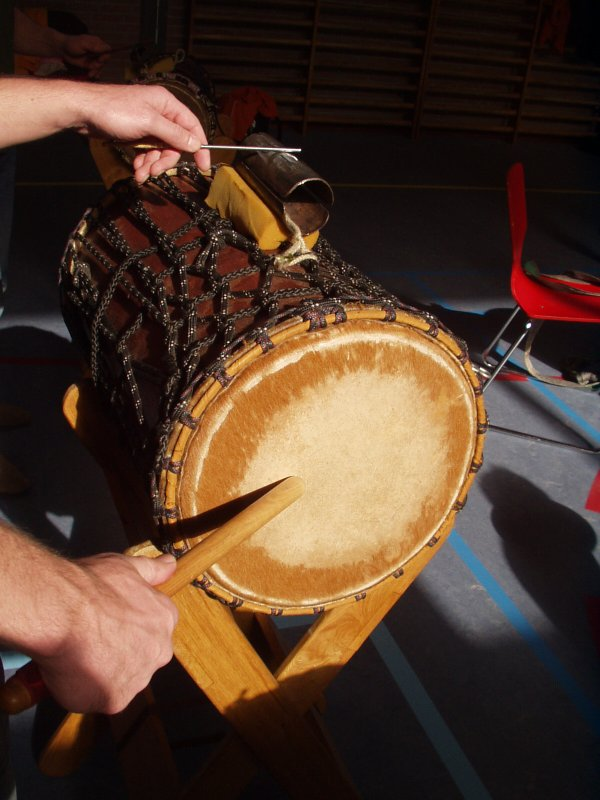
Tambor Sangban, de l'Àfrica occidental.
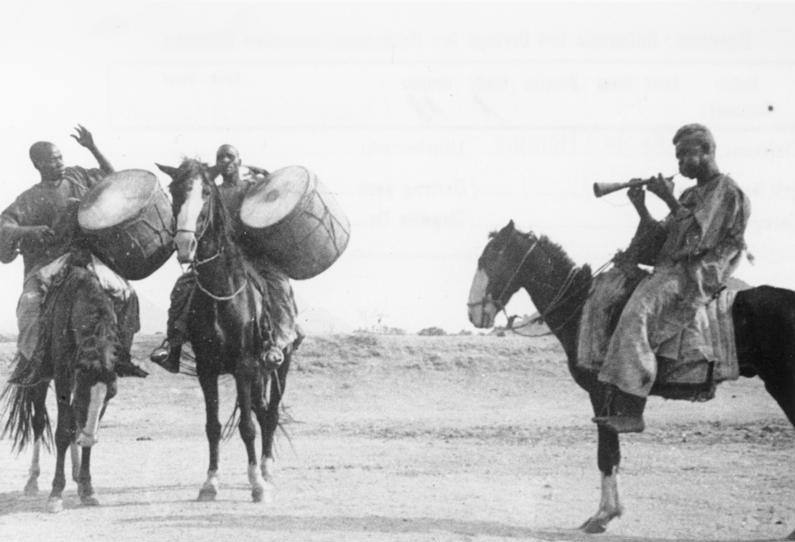
Músics de Mora, Al Camerun en una fotografia del 1911.
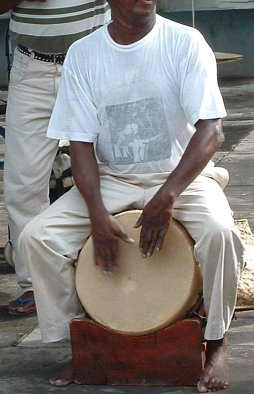
Tambor de l'Illa de Reunió.
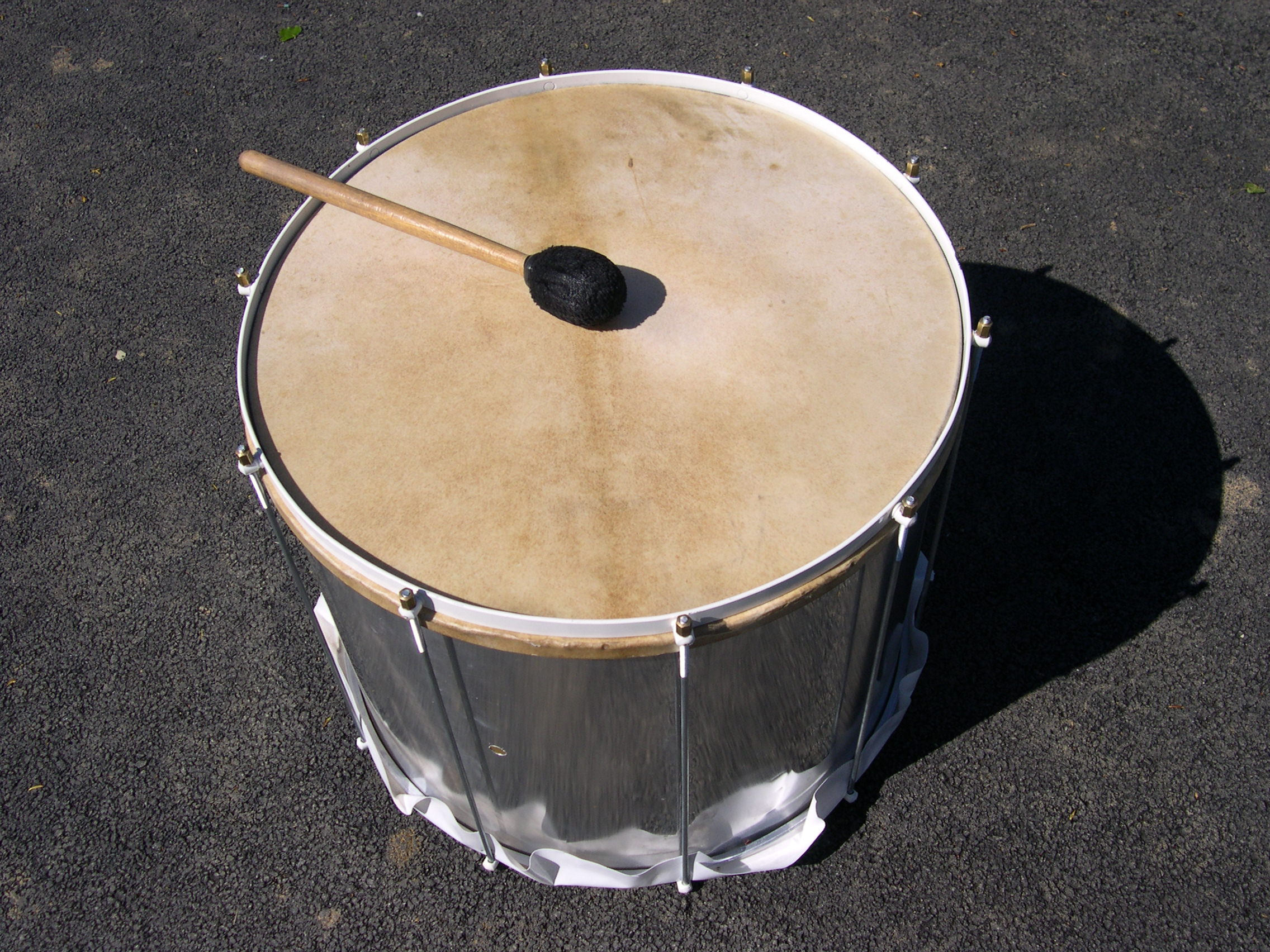
Surdo, un dels tambors emprats a la batucada.
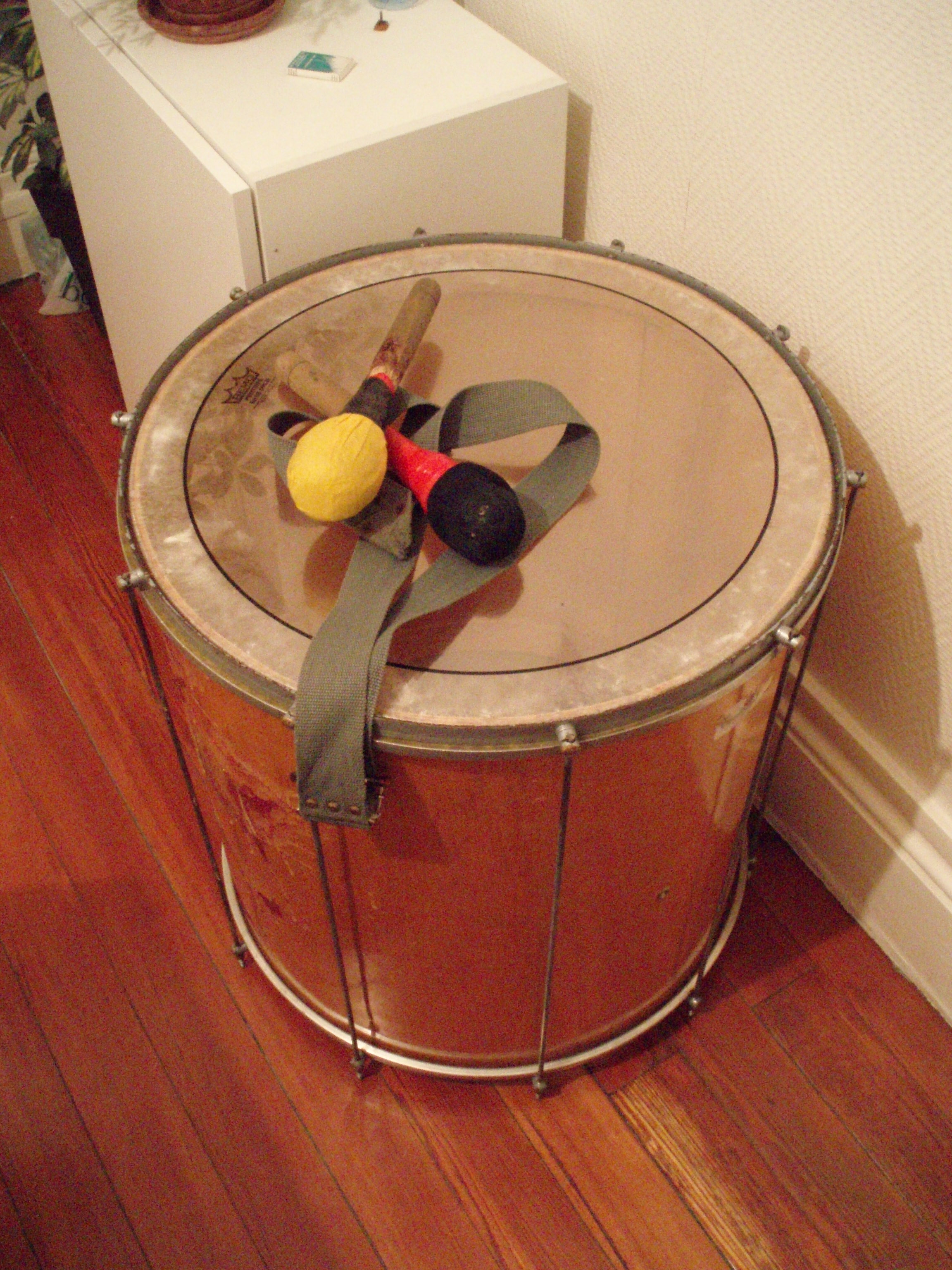
Un altre surdo, aquest amb membrana de plàstic.
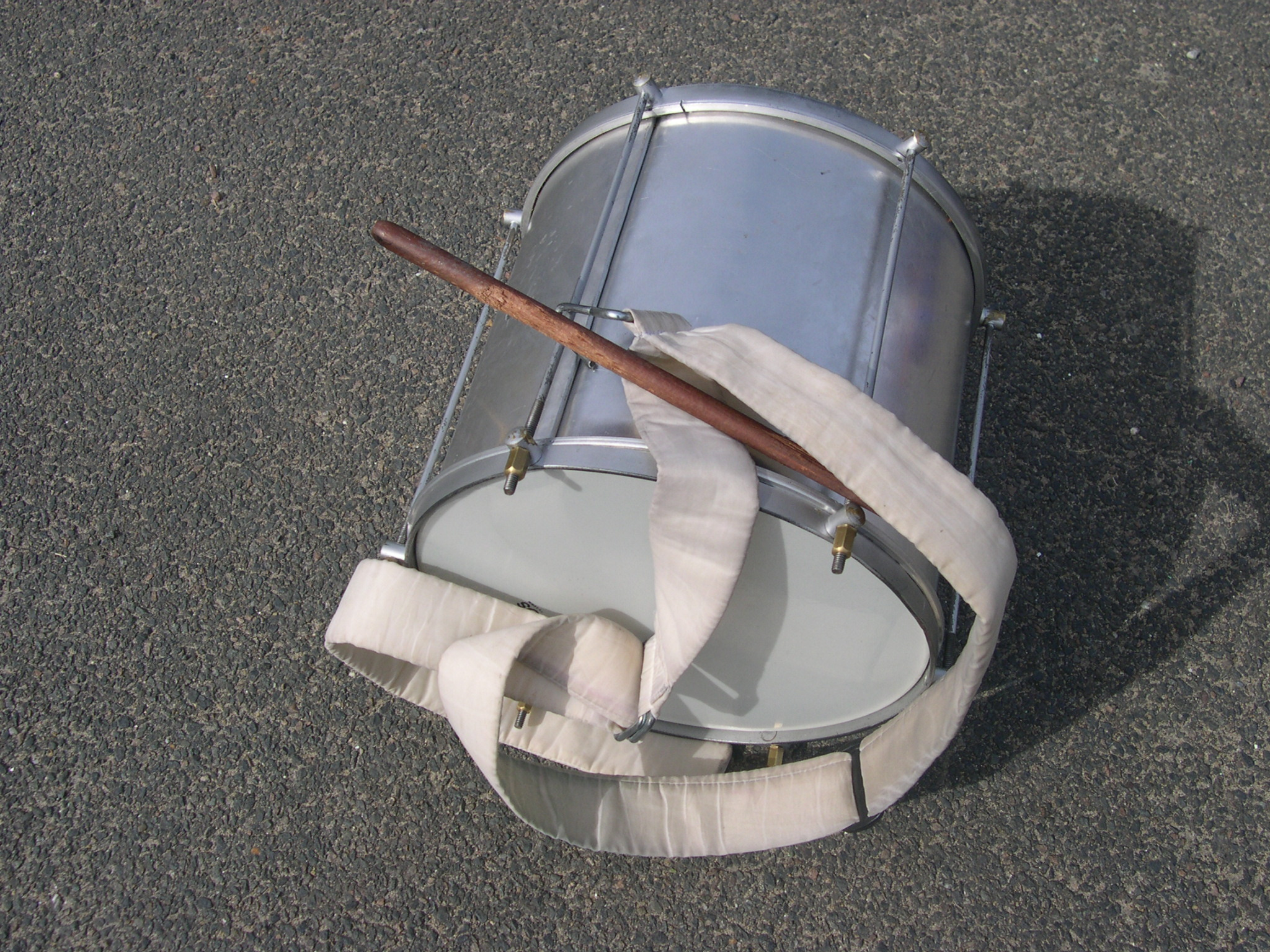
Repinique, un altre dels tambors propis de la batucada.
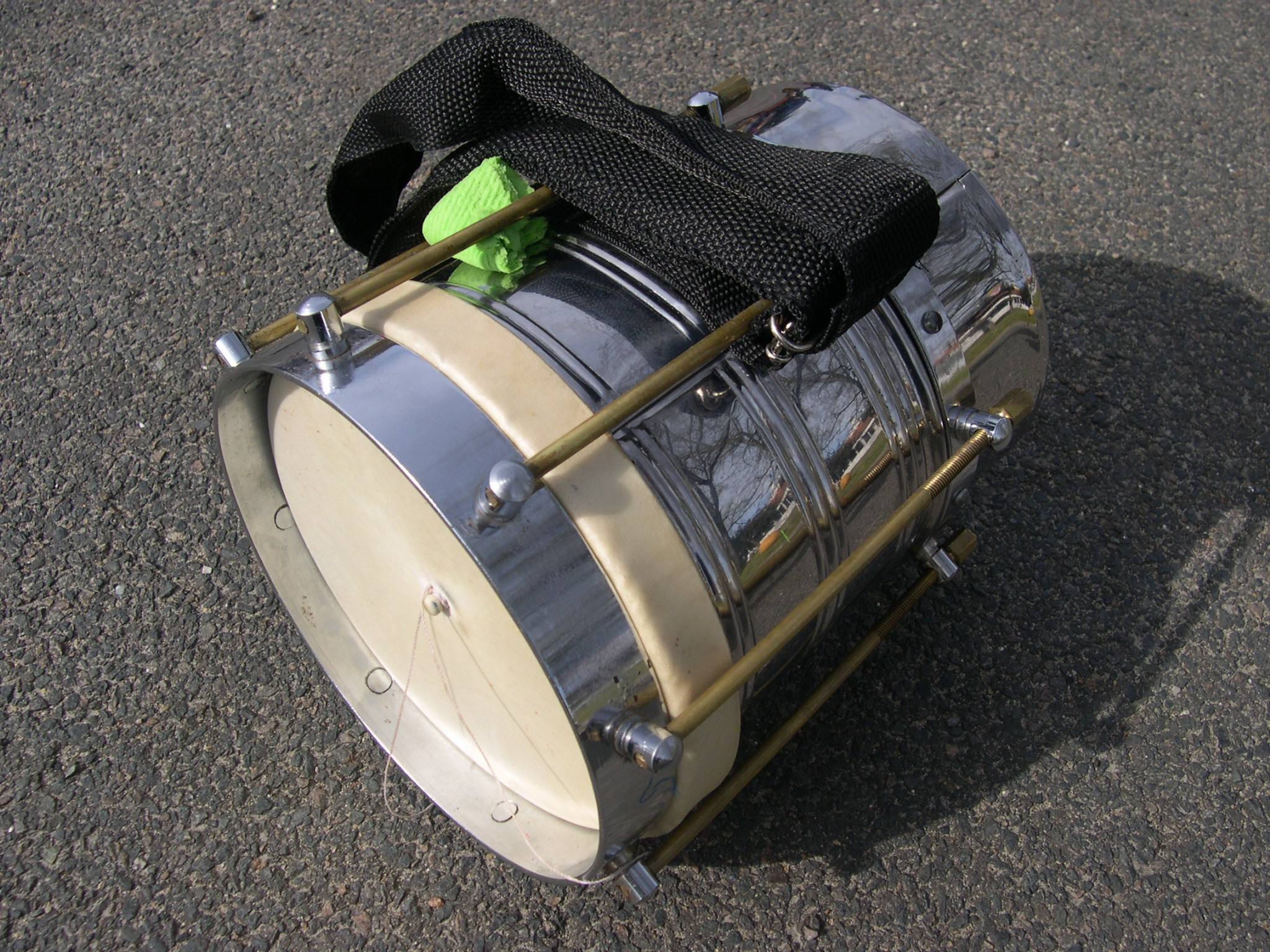
Cuica, també de la batucada.

Tambors cònics, o més exactament troncocònics, amb la base amb un diàmetre més estret que la part superior, en la qual es percudeix. Són molt freqüents al continent africà. Entre ells hi ha el ntenga, d'Uganda o el koboro d'Etiòpia. Igualment a Amèrica s'han desenvolupat tambors cònics (els tambors batá de Cuba o els dels indis ijca, entre altres) als quals s'han unit en els darrers segles els que han estat portats des d'Àfrica pels esclaus. També al Sud-est asiàtic se'n troben, per exemple a Java i a les Illes Nias. És habitual que aquests tambors tinguin una sola membrana percutible.

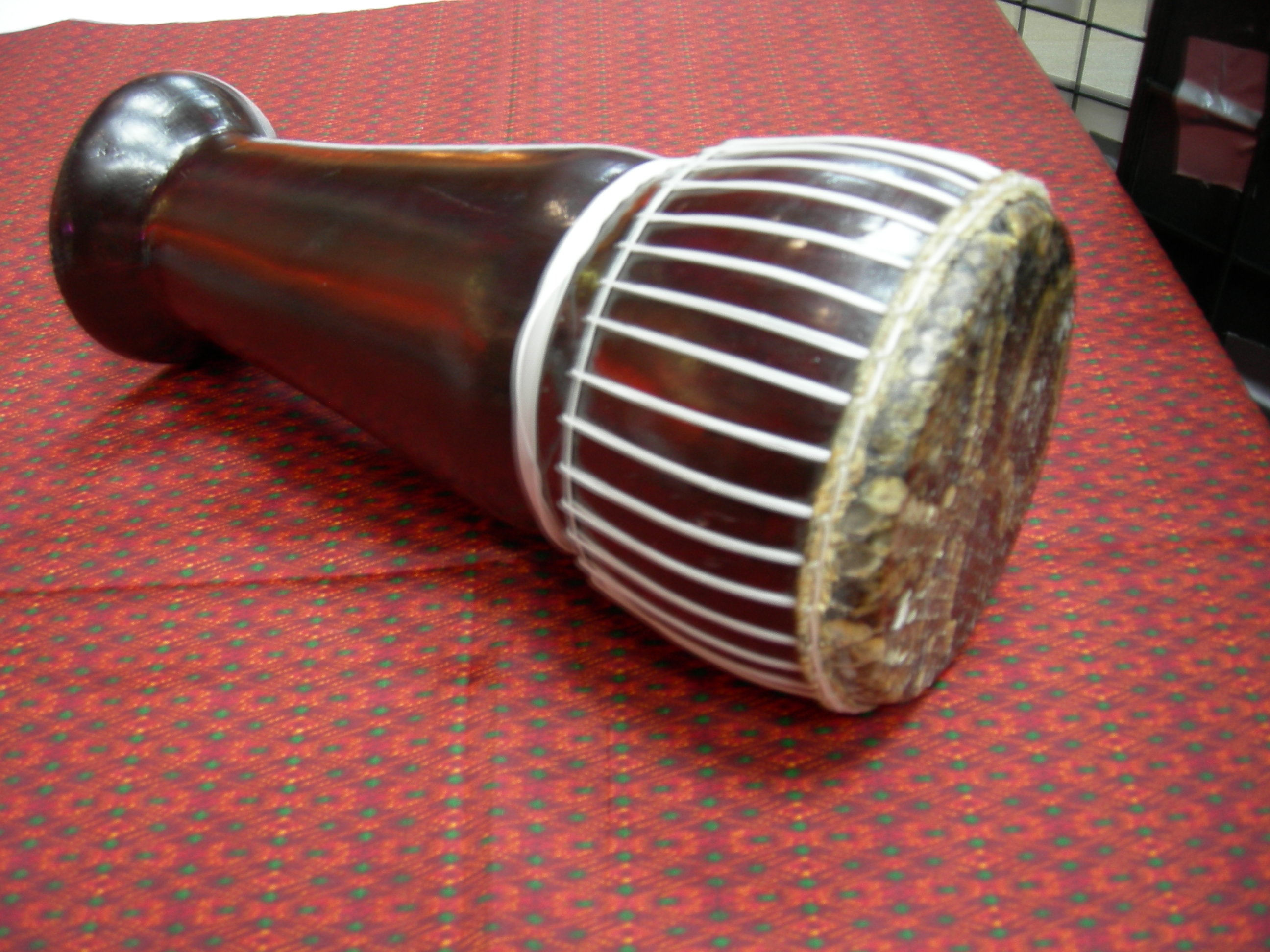
Tambor khmer, anomenat Skor.
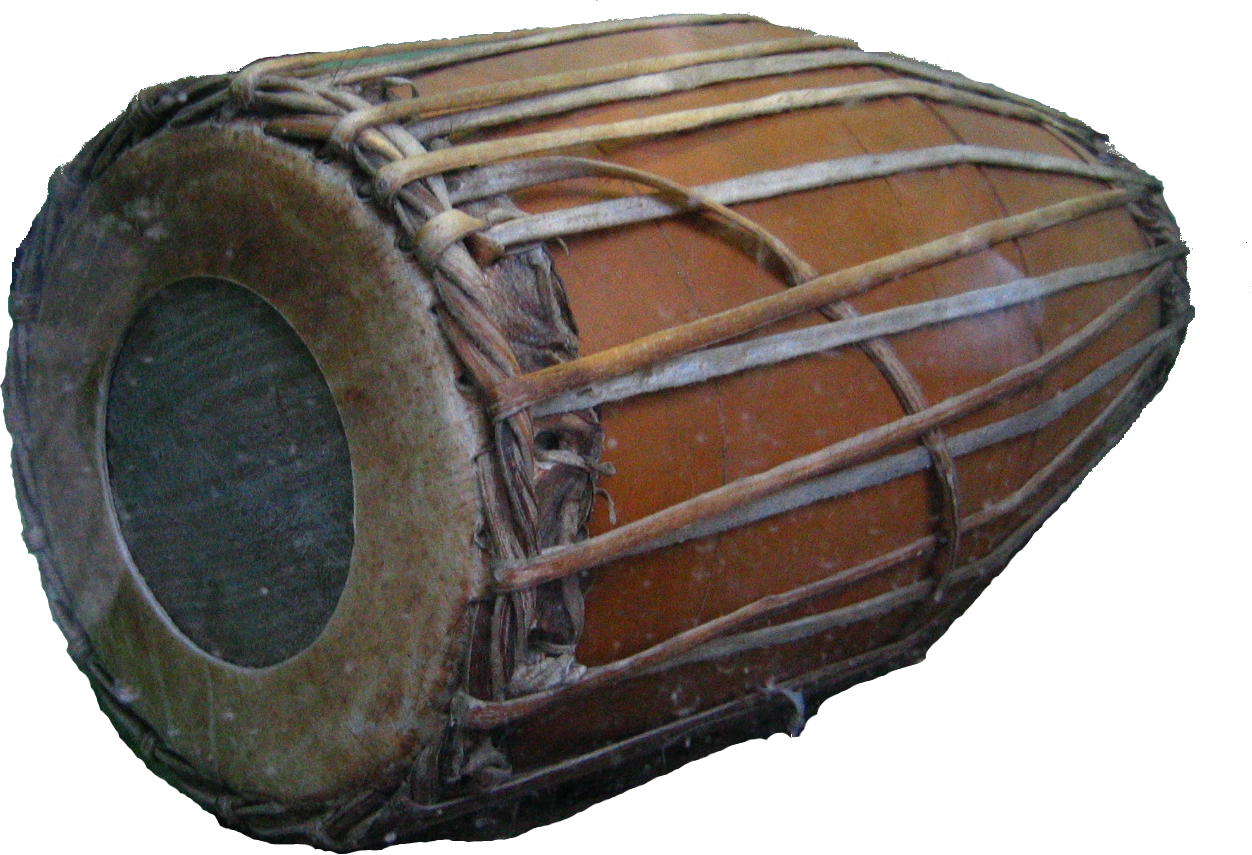
Tambor Mridangam, de la música carnàtica de l'Índia.
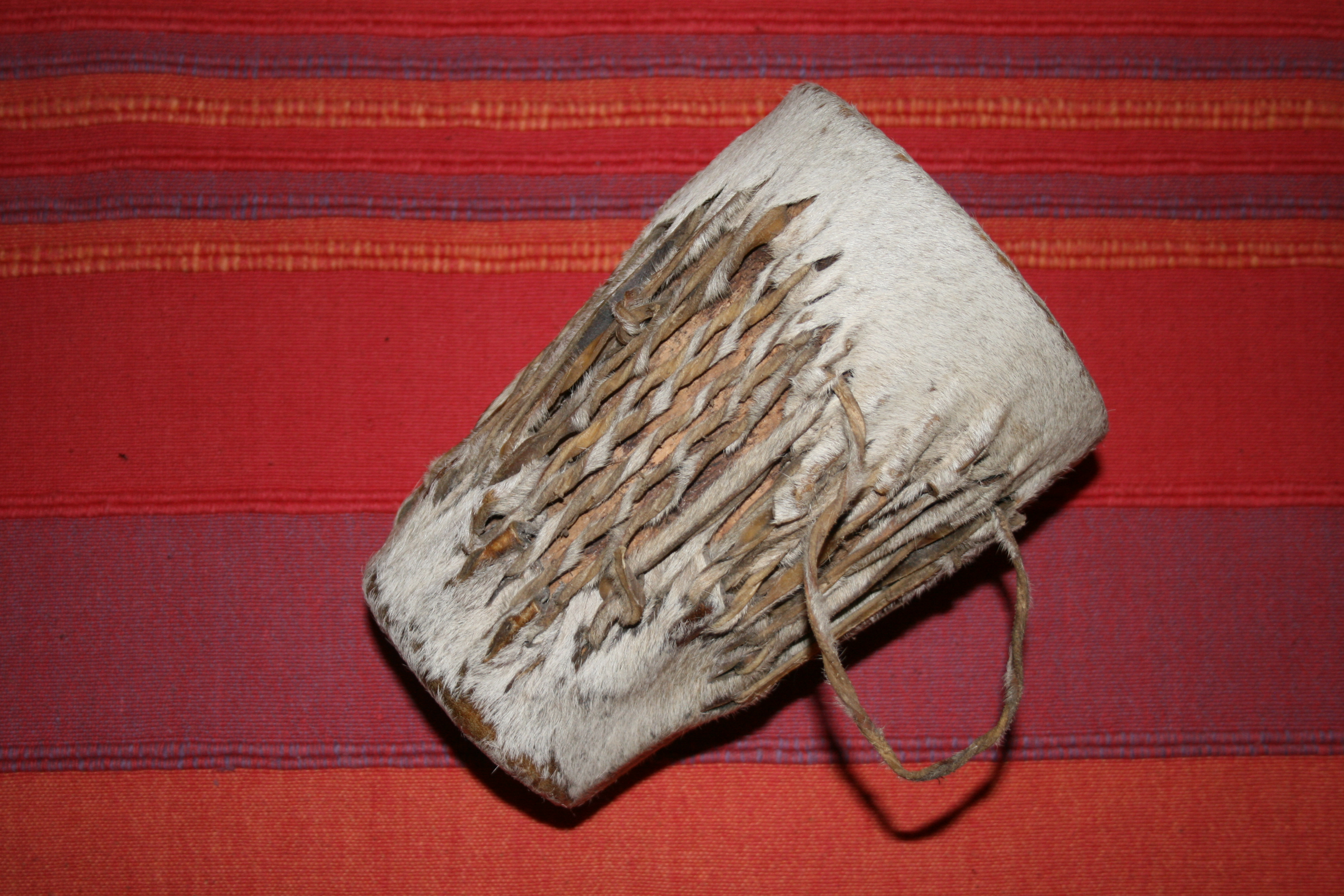
Tambor-sonall o tambor sacsejat africà. En sacsejar-lo, un objecte que hi ha a l'interior pica a les membranes i les fa vibrar.
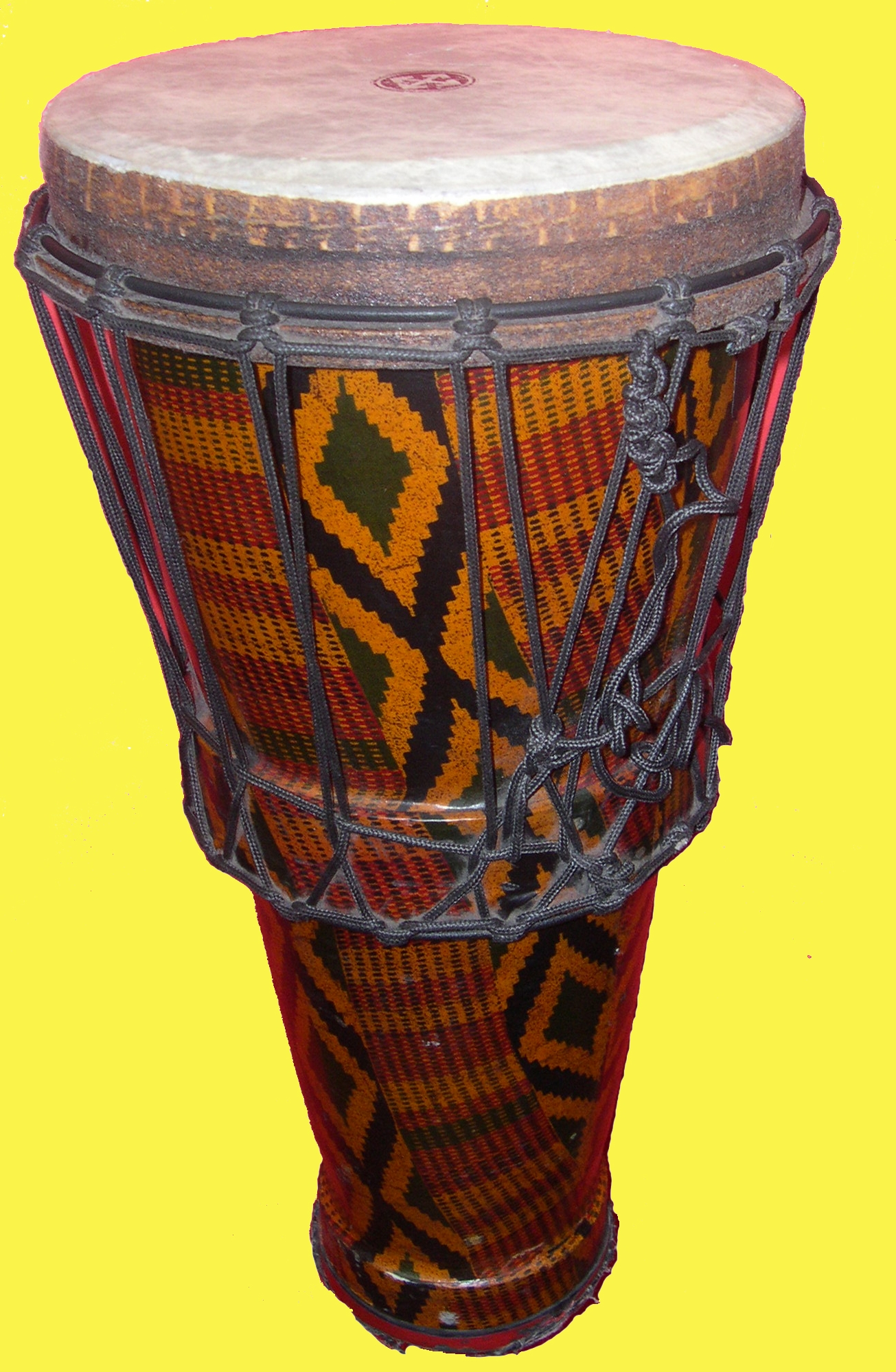
Tambor ashiko, originari d'Àfrica occidental però que es troba a ambdós costats de l'Atlàntic.
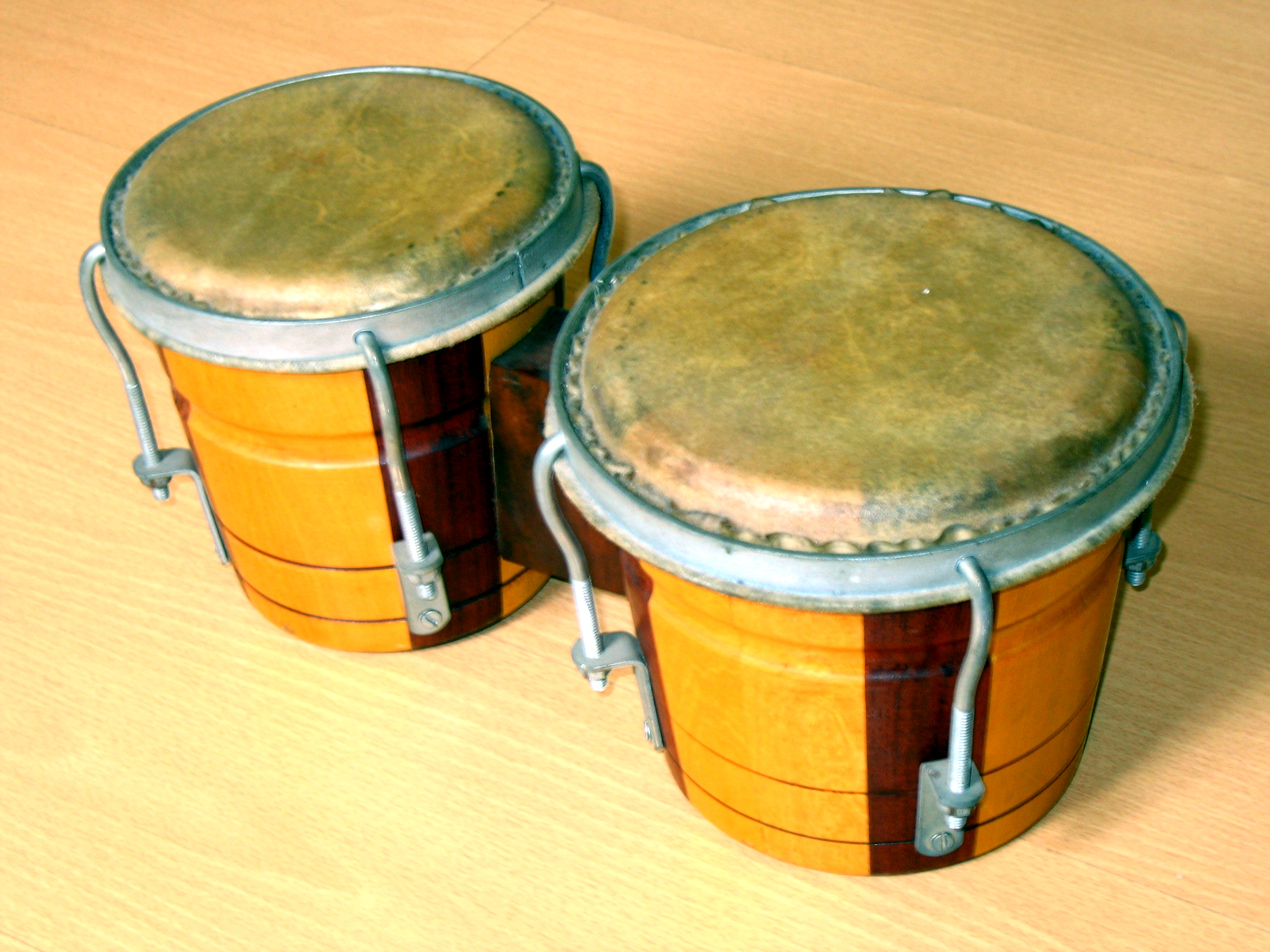
Bongos.

- Tambors en forma de bota o de barril, més amples del centre que no pas de les bores (les membranes), i normalment amb dues membranes que poden ser del mateix diàmetre —si el tambor té un perfil simètric— o de diàmetres diferents, si el té asimètric. Són especialment habituals al Sud-est asiàtic (Cambodja, Java…) i a l'Índia, tot i que també n'hi ha a l'Àfrica, a Amèrica del Sud i al Japó (alguns tambors daiko com el tsuri daiko o l'o-daiko. També es troben entre aquests les congues, pròpies de la música llatinoamericana i els bongos que en són una versió popularitzada i més moderna.

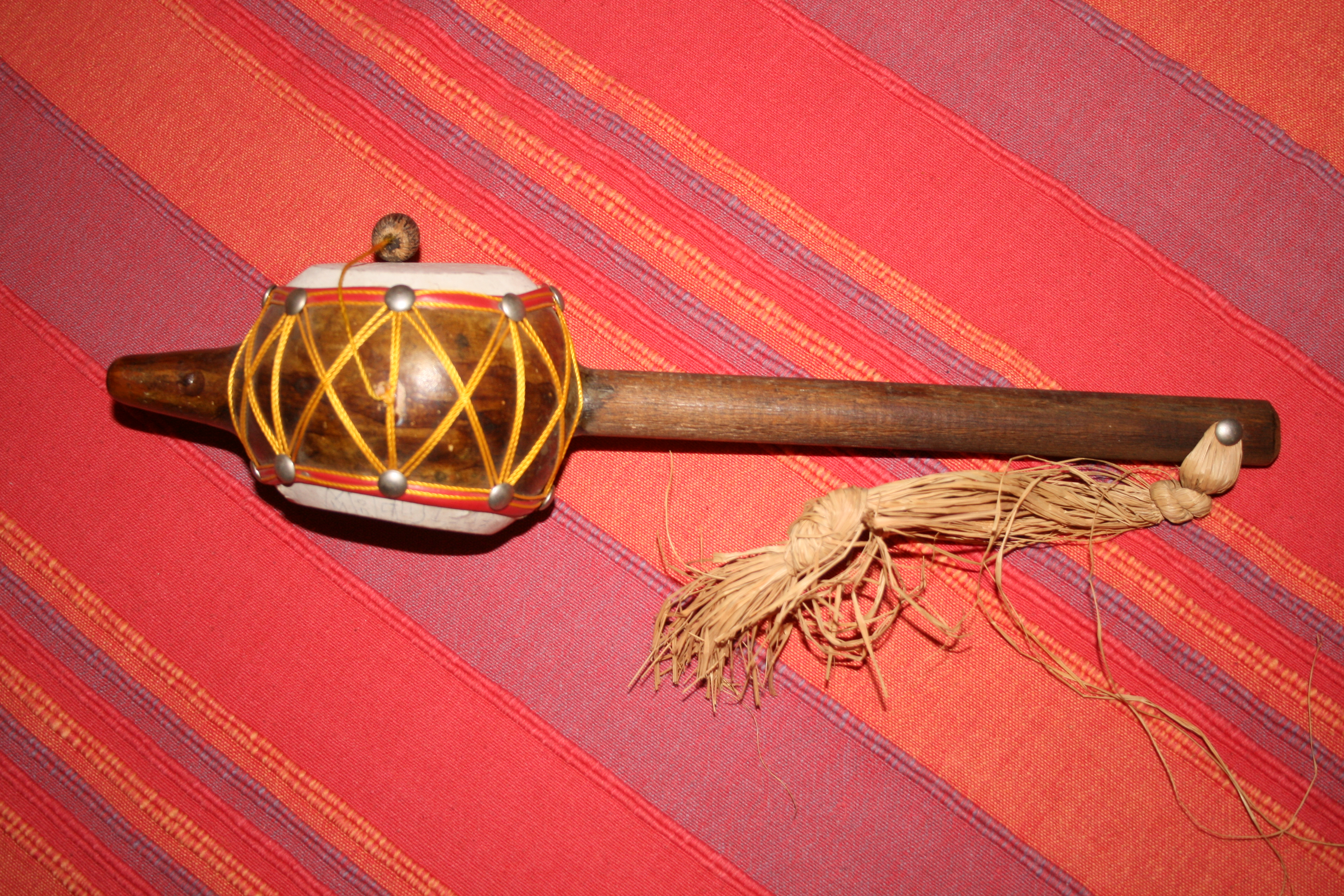
Tambor de mà, amb mànec, del Brasil.
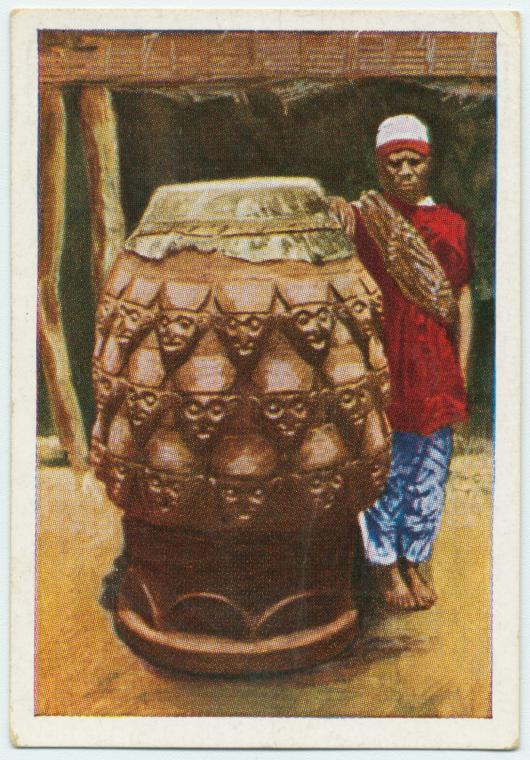
Tambor palaver, de Camerun.
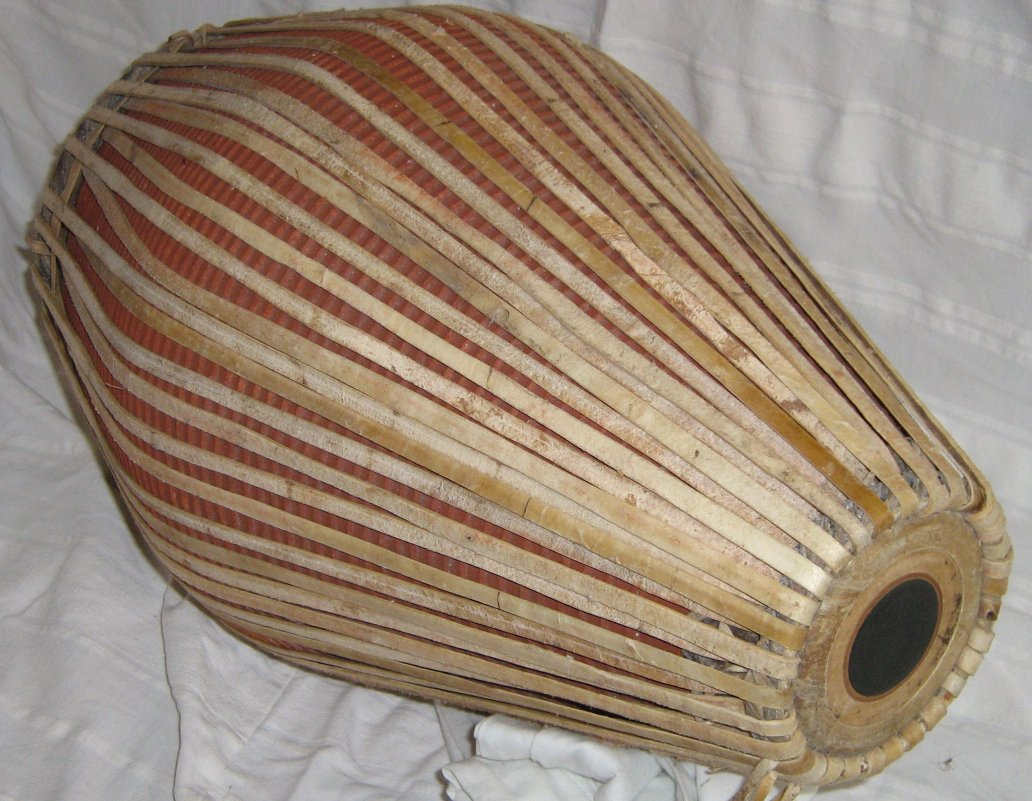
Tambor khol, de Bengala, a l'Índia.
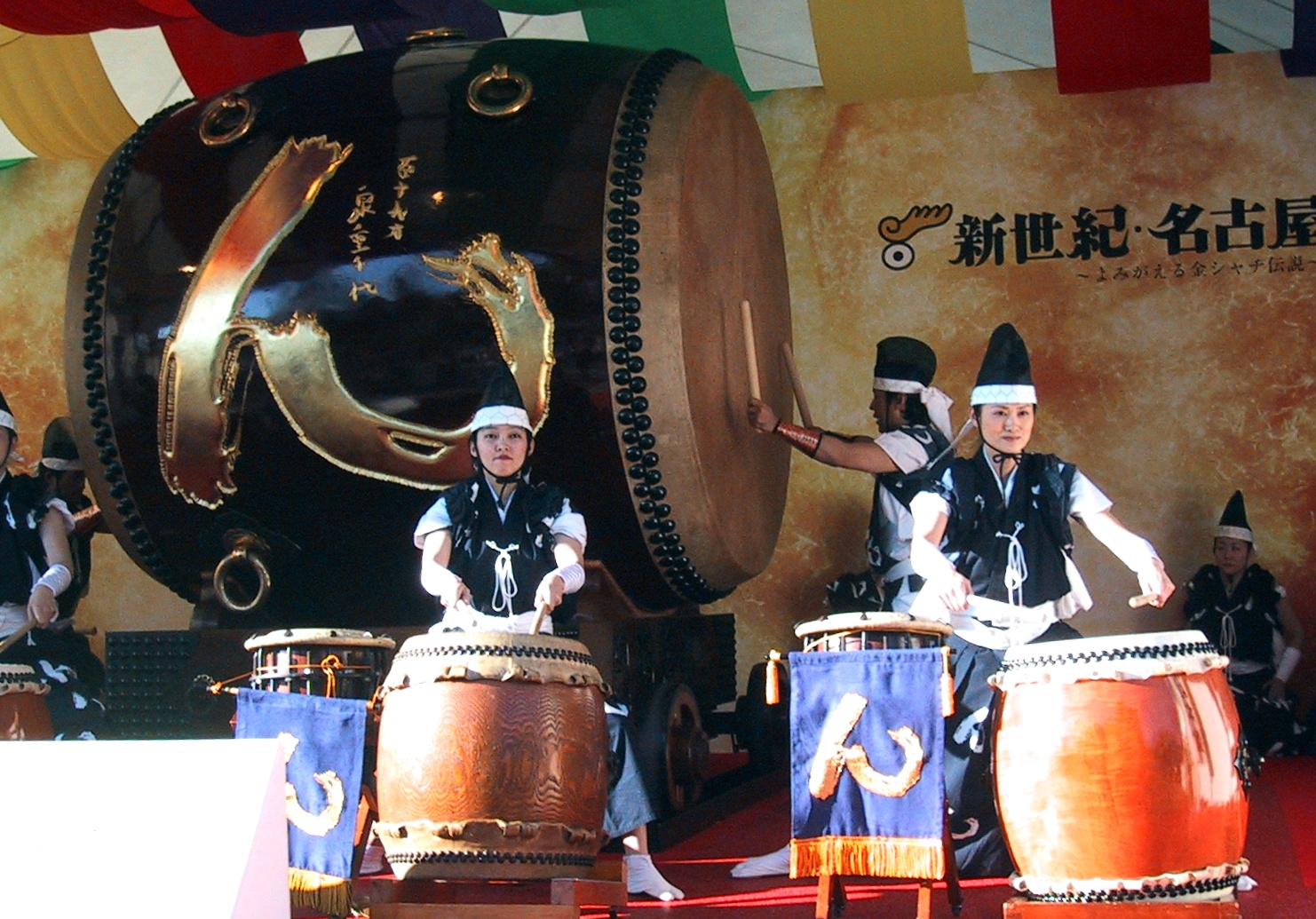
Gran tambor Taiko, a Nagoya, Japó.
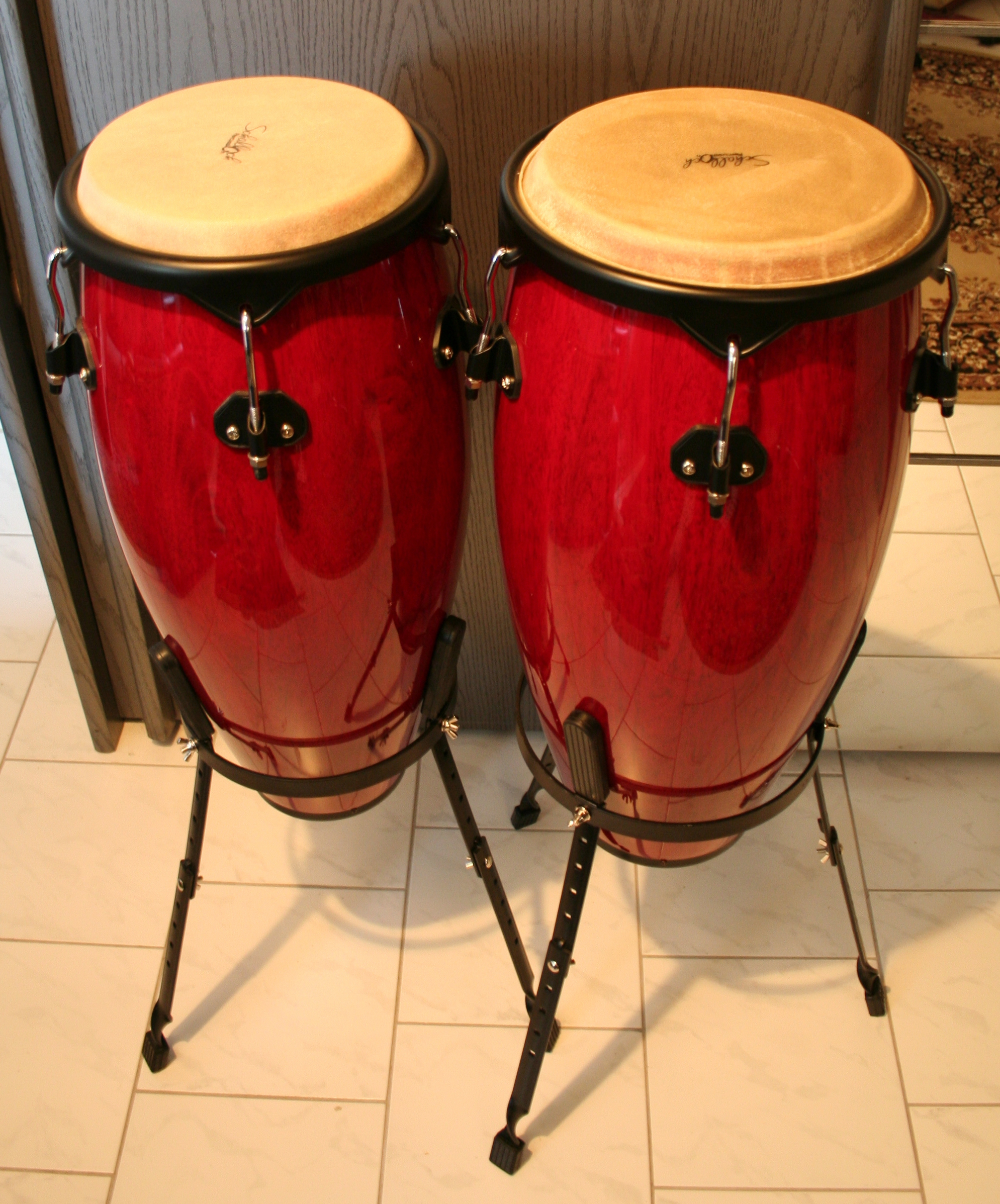
Congas.
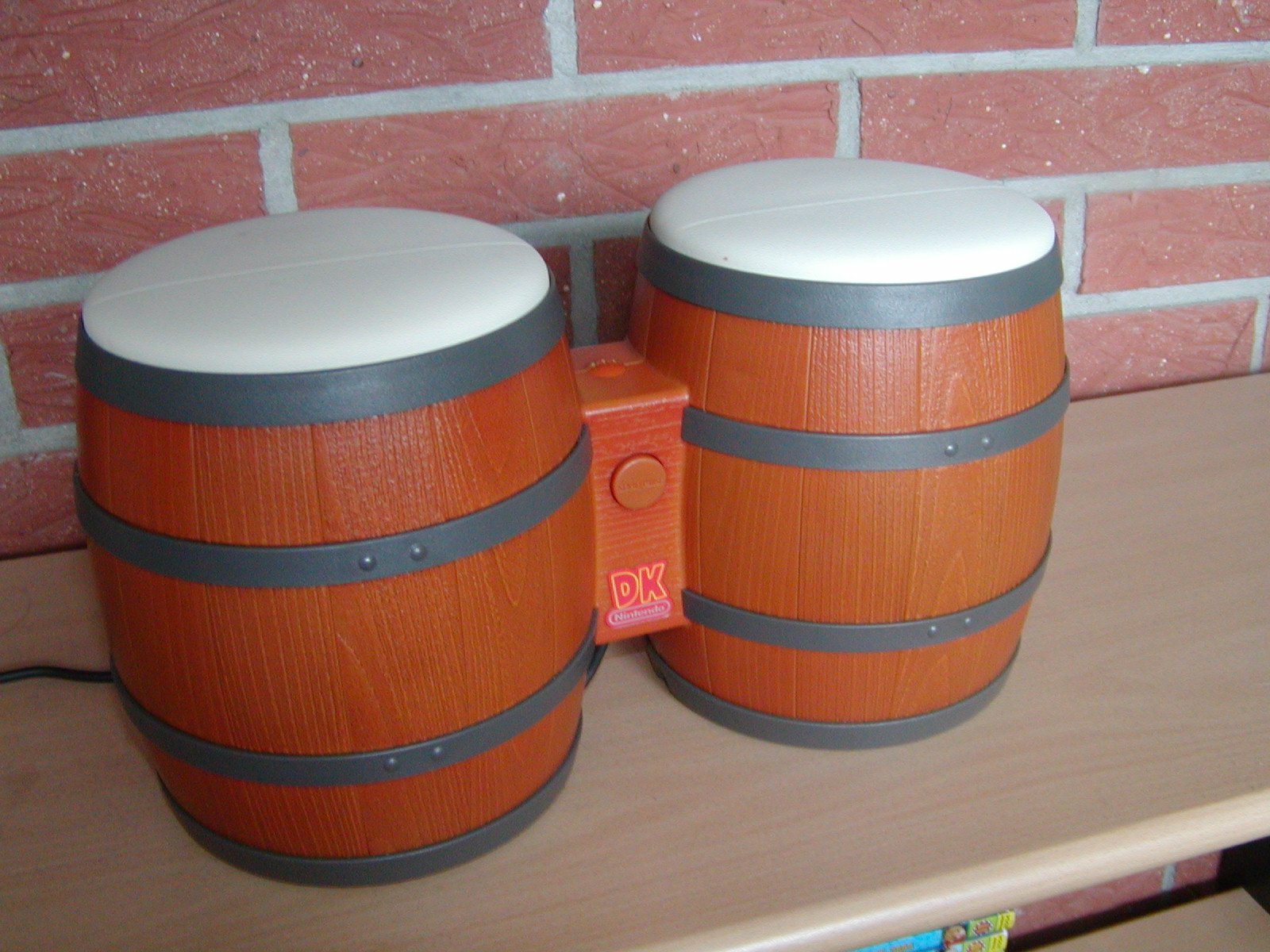
Una nova versió, modificada, d'uns bongos.
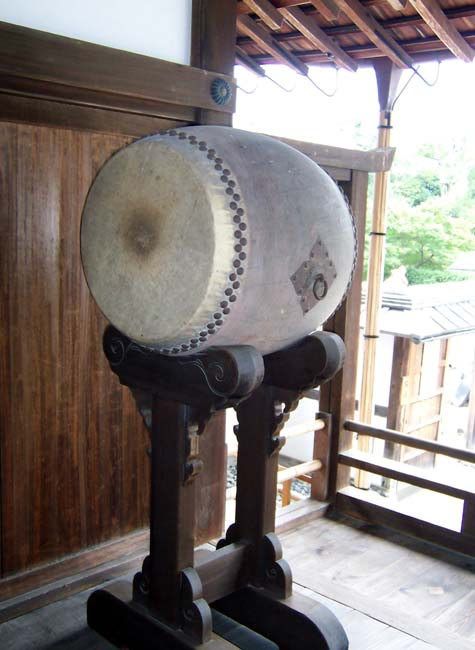
Tambor Tenryuji, del Japó.
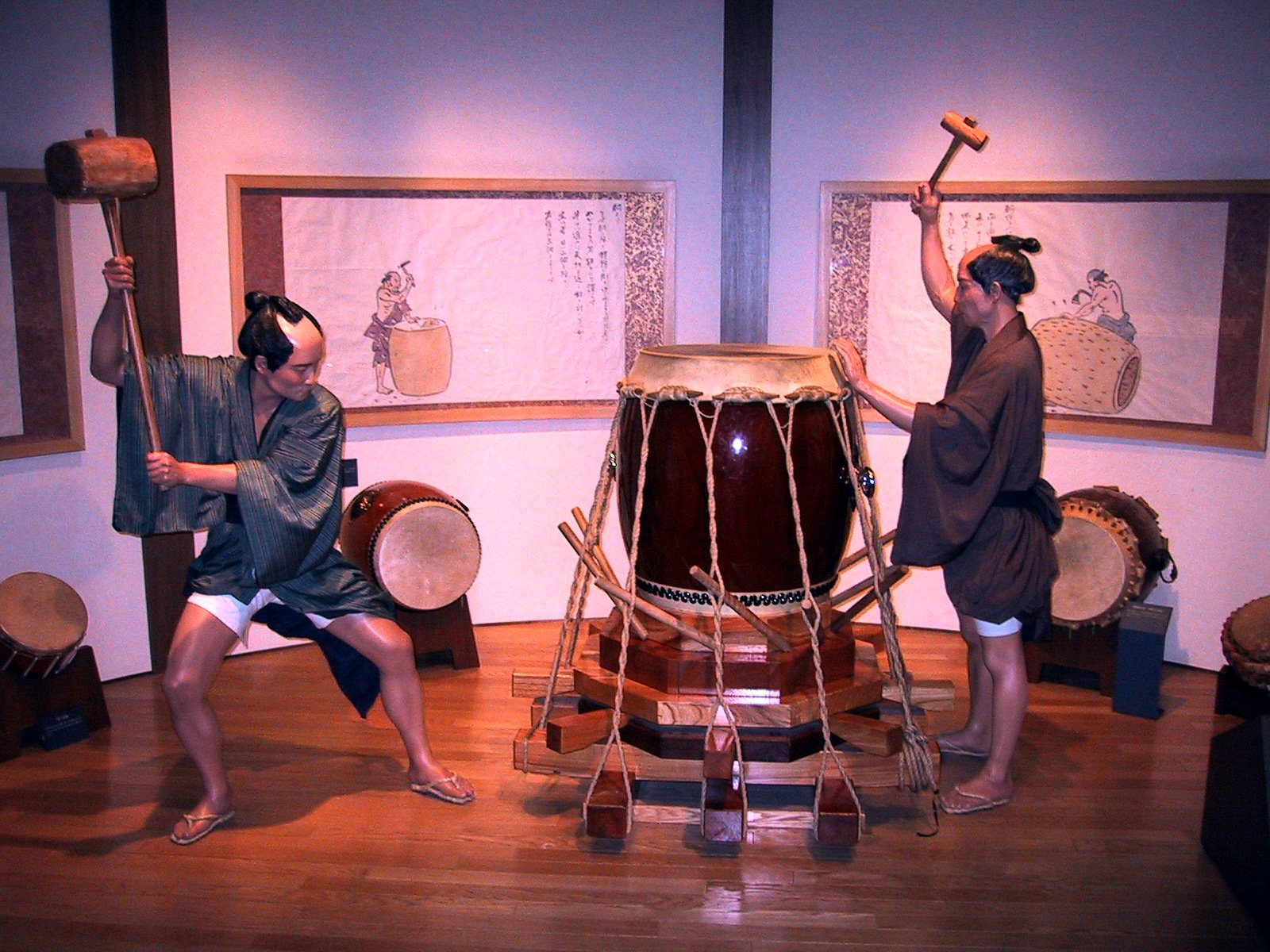
Fabricant un Daiko. Osaka: Museu dels drets:humans..
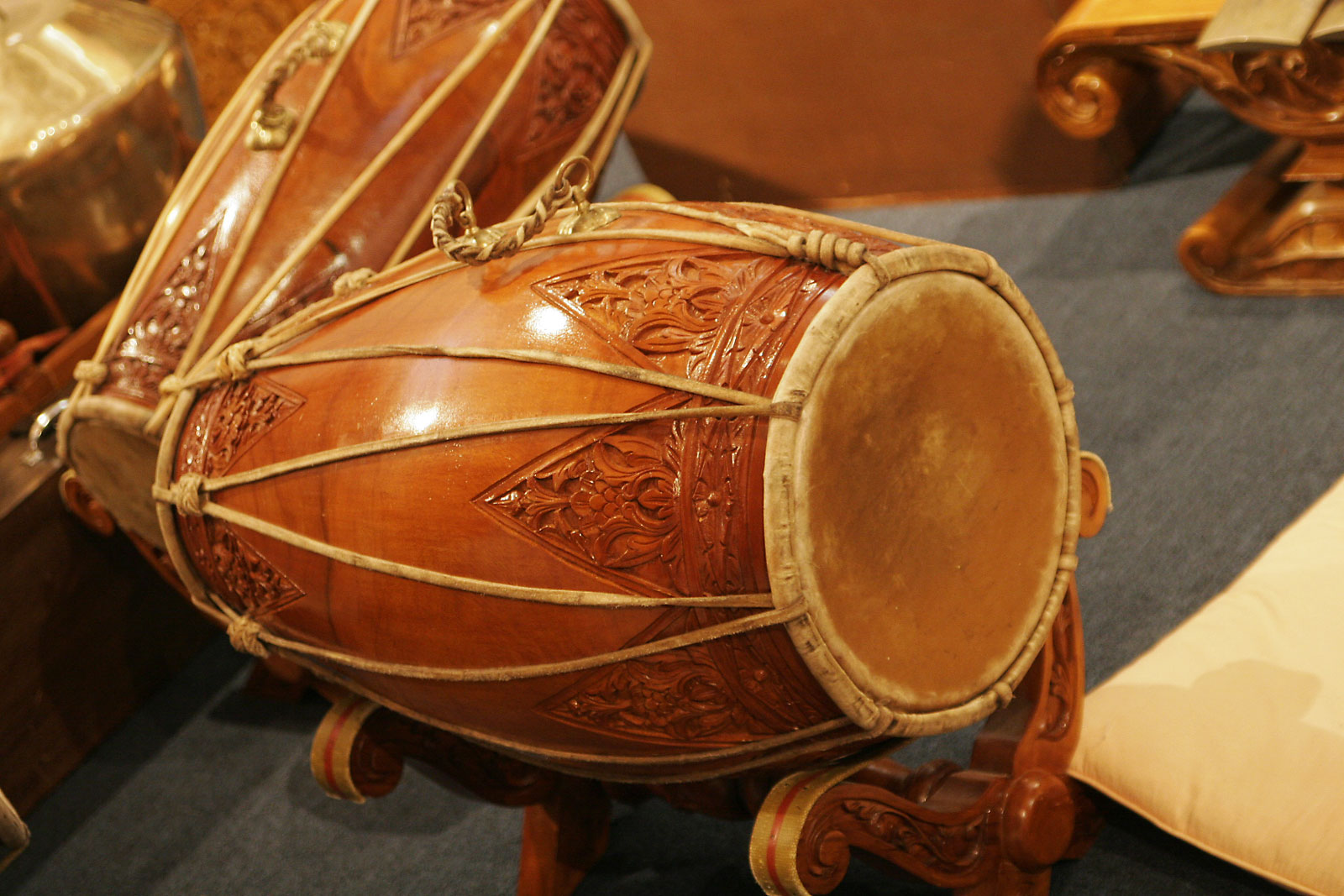
Tambors tradicionals d'Indonèsia.
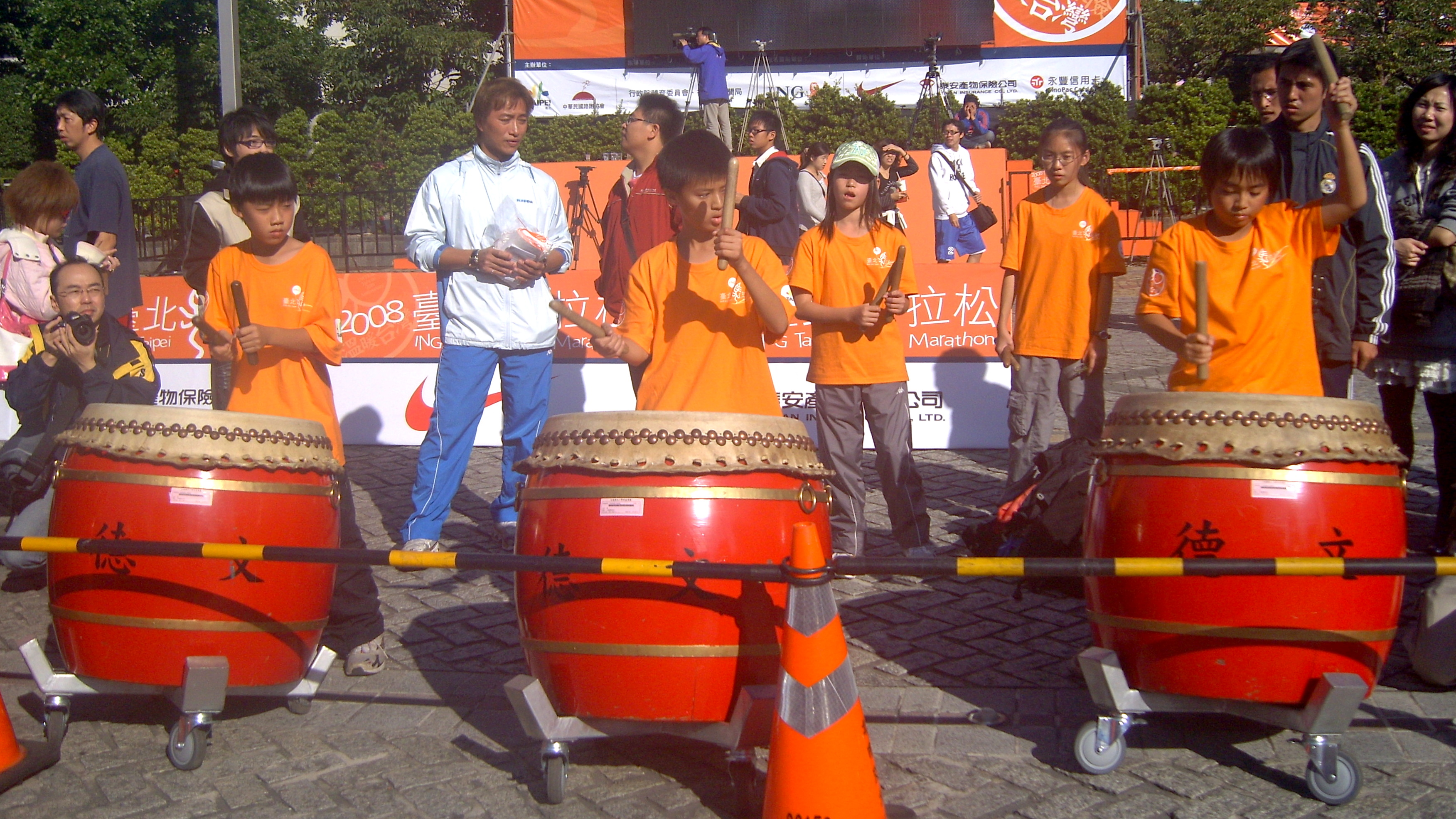
Tambors en una escola elemental de Taipei.
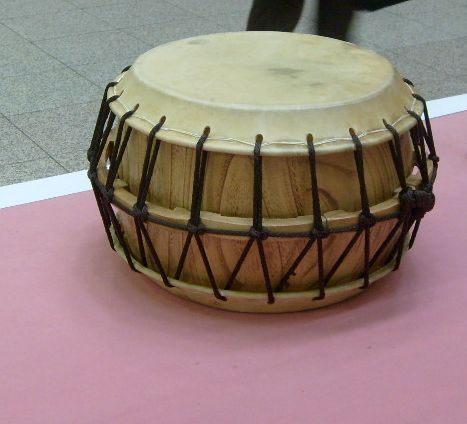
Tambor buk, de Corea.
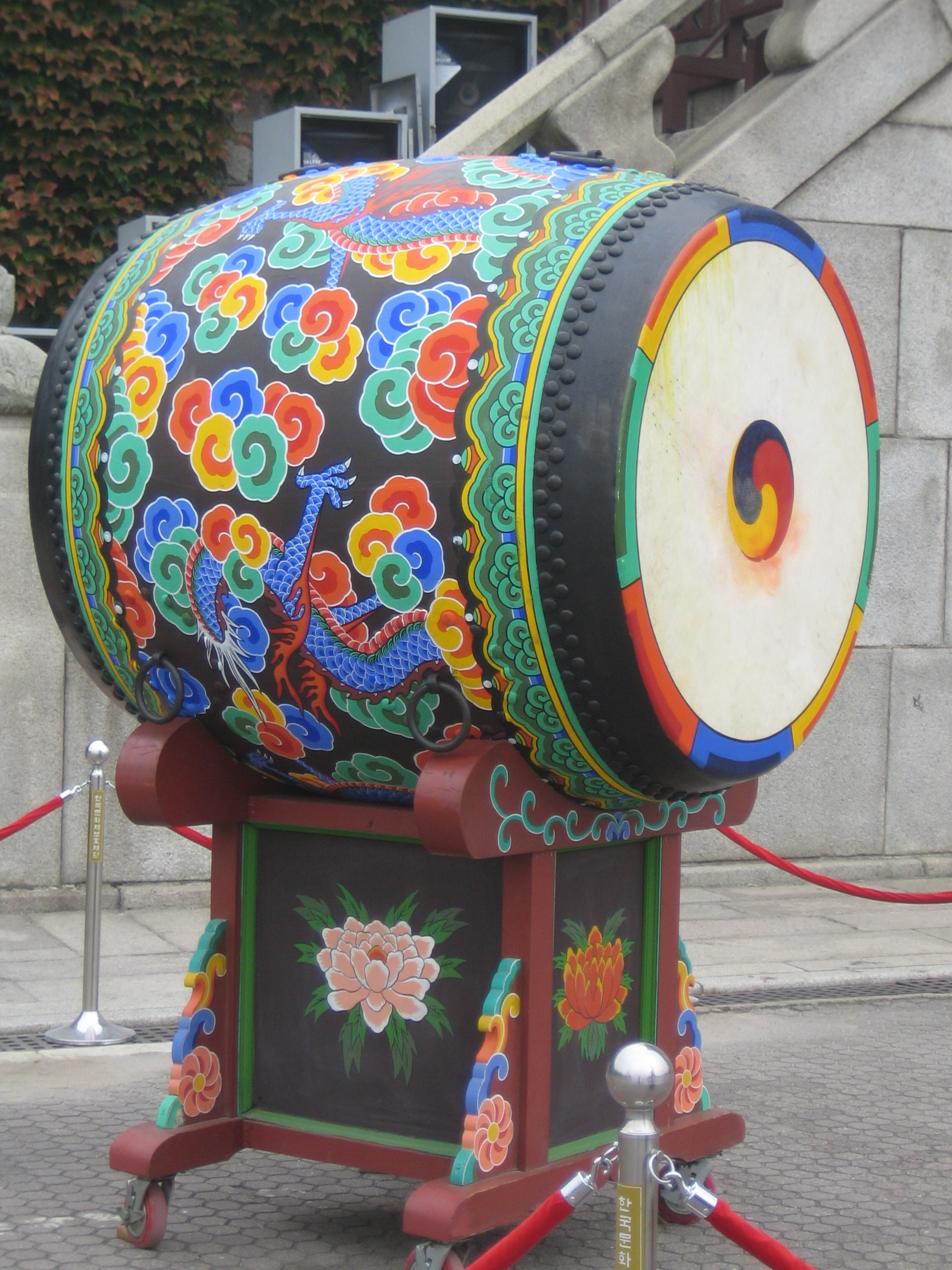
Tambor buk, de Corea.
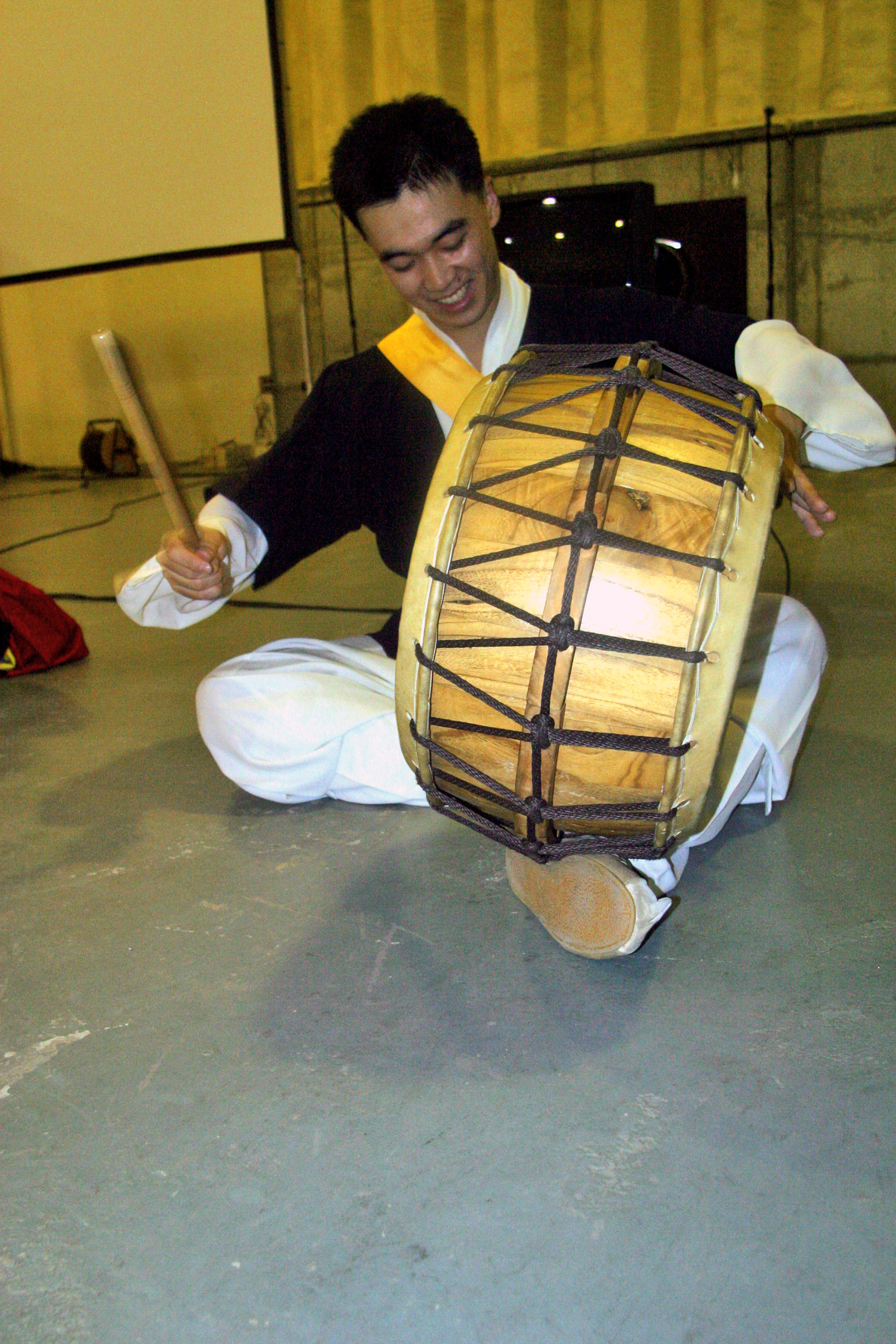
Tambor buk, de Corea.
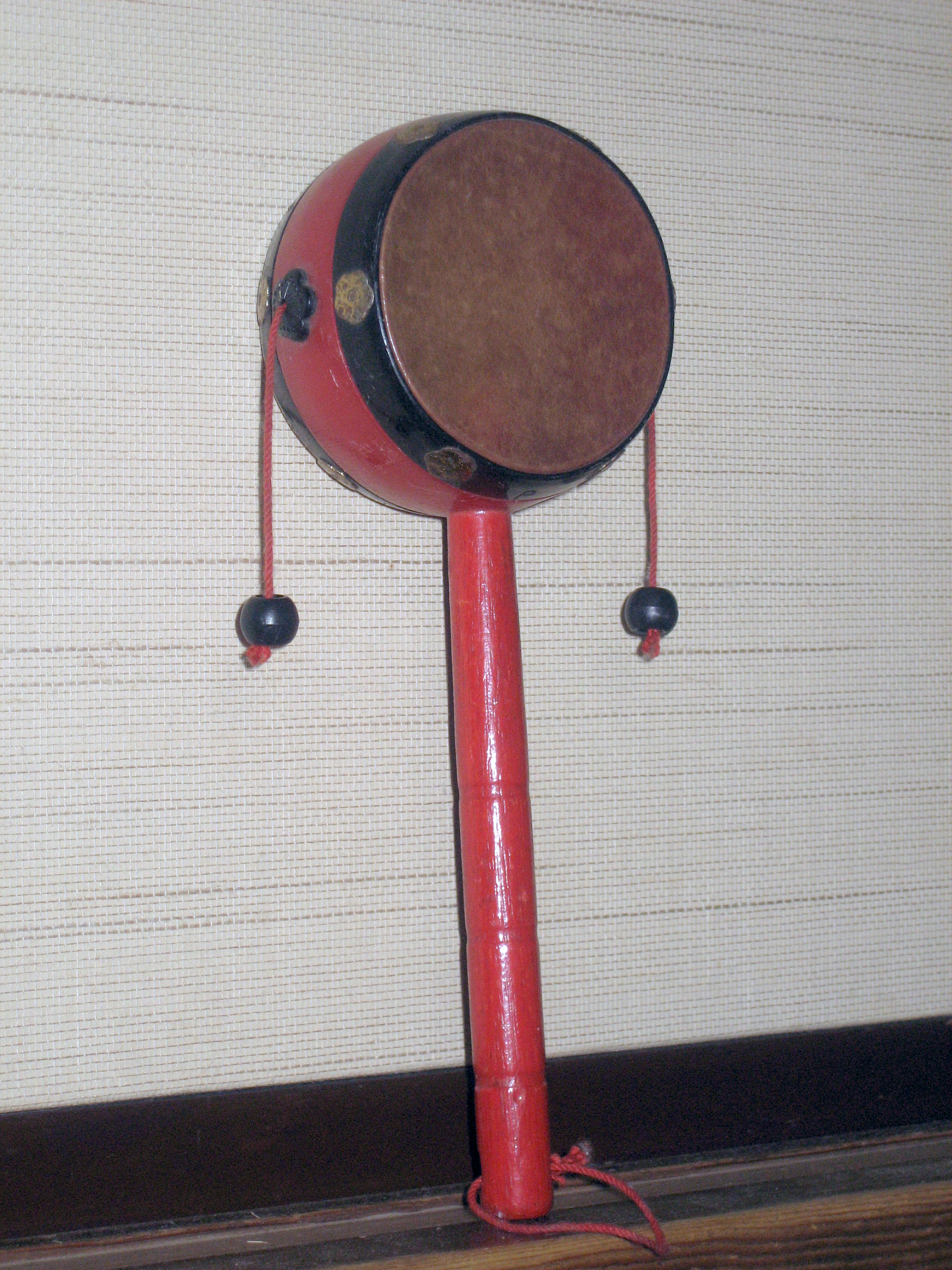
Dedendaiko o tambor d'ones, del Japó.
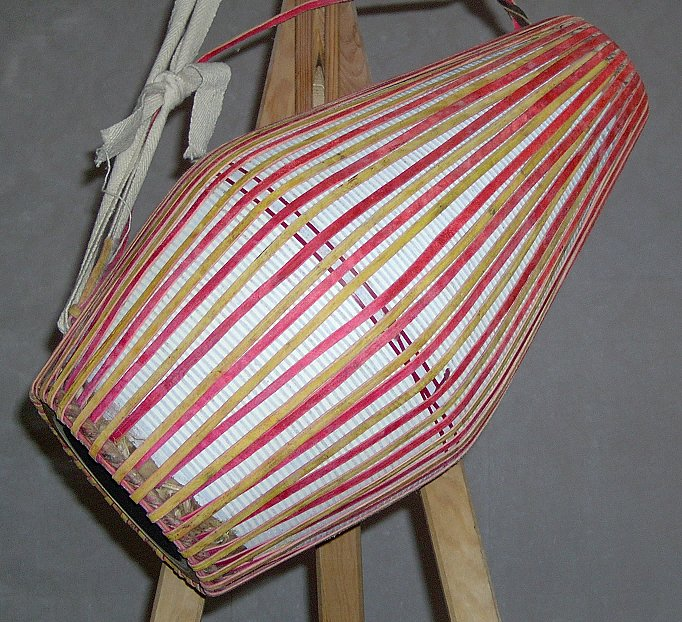
Tambor Mrdunga, de l'Índia.
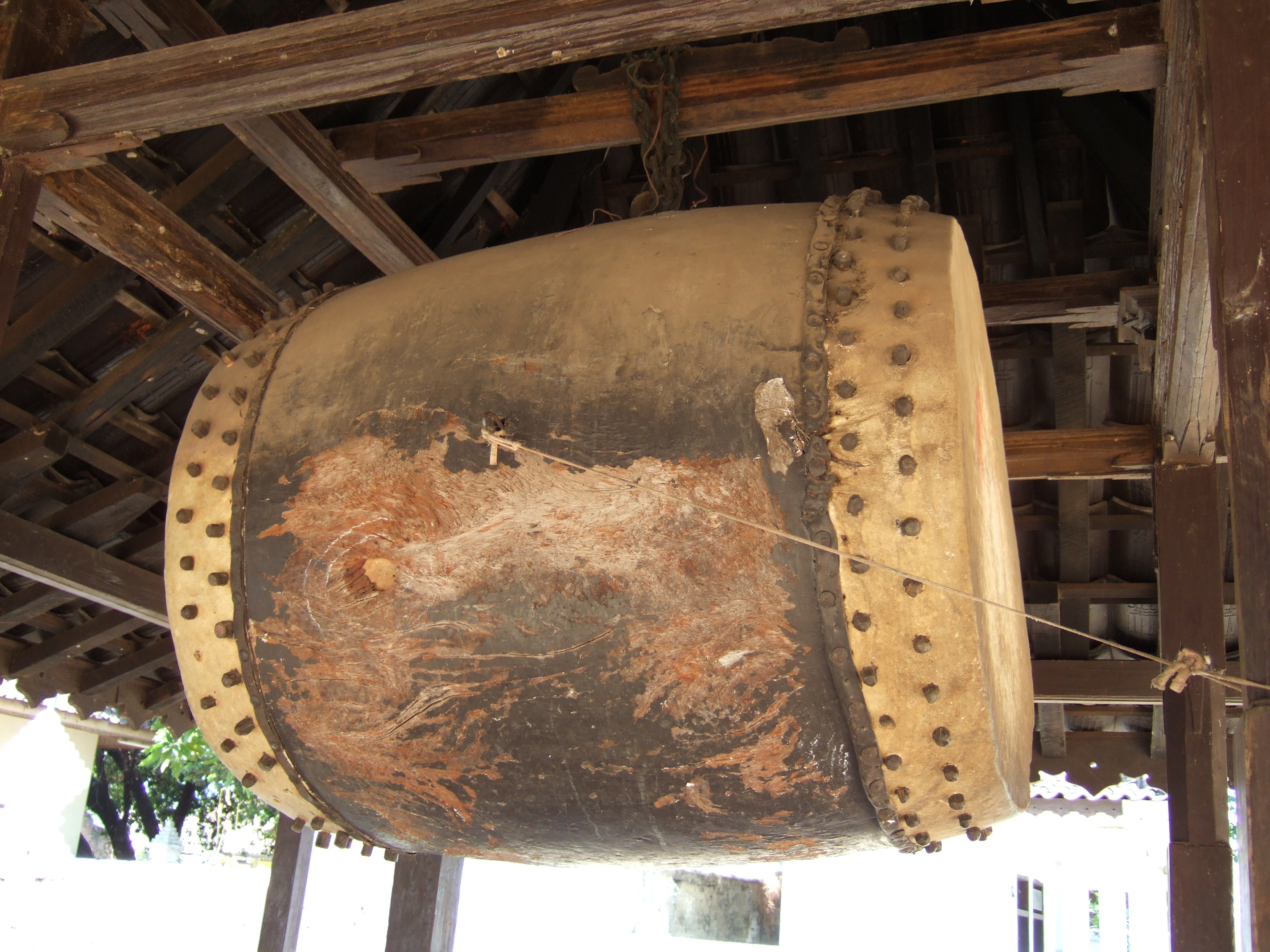
Tambor beduk a Cirebon, Indonèsia.
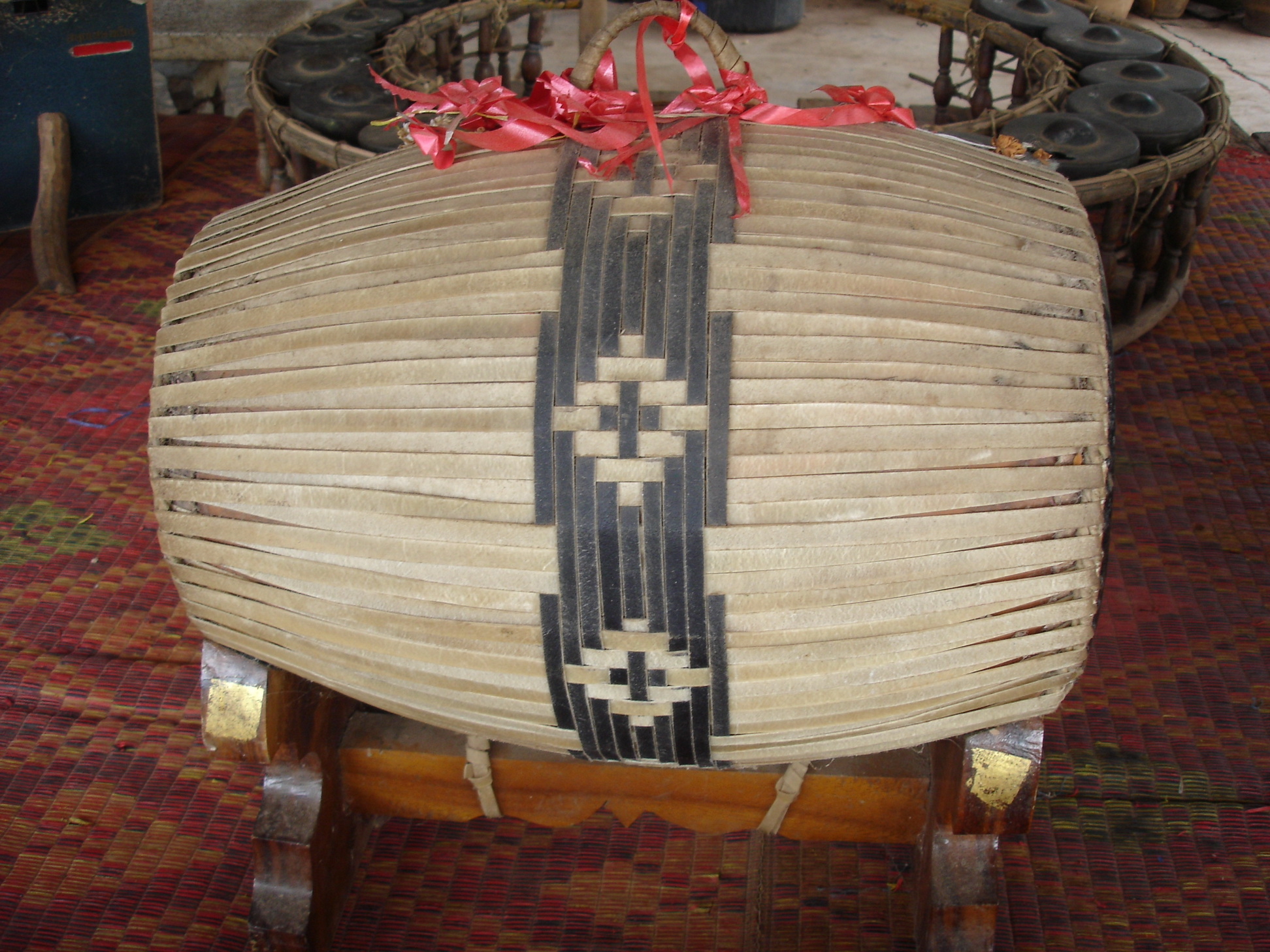
Tambor taphon, de Tailàndia.
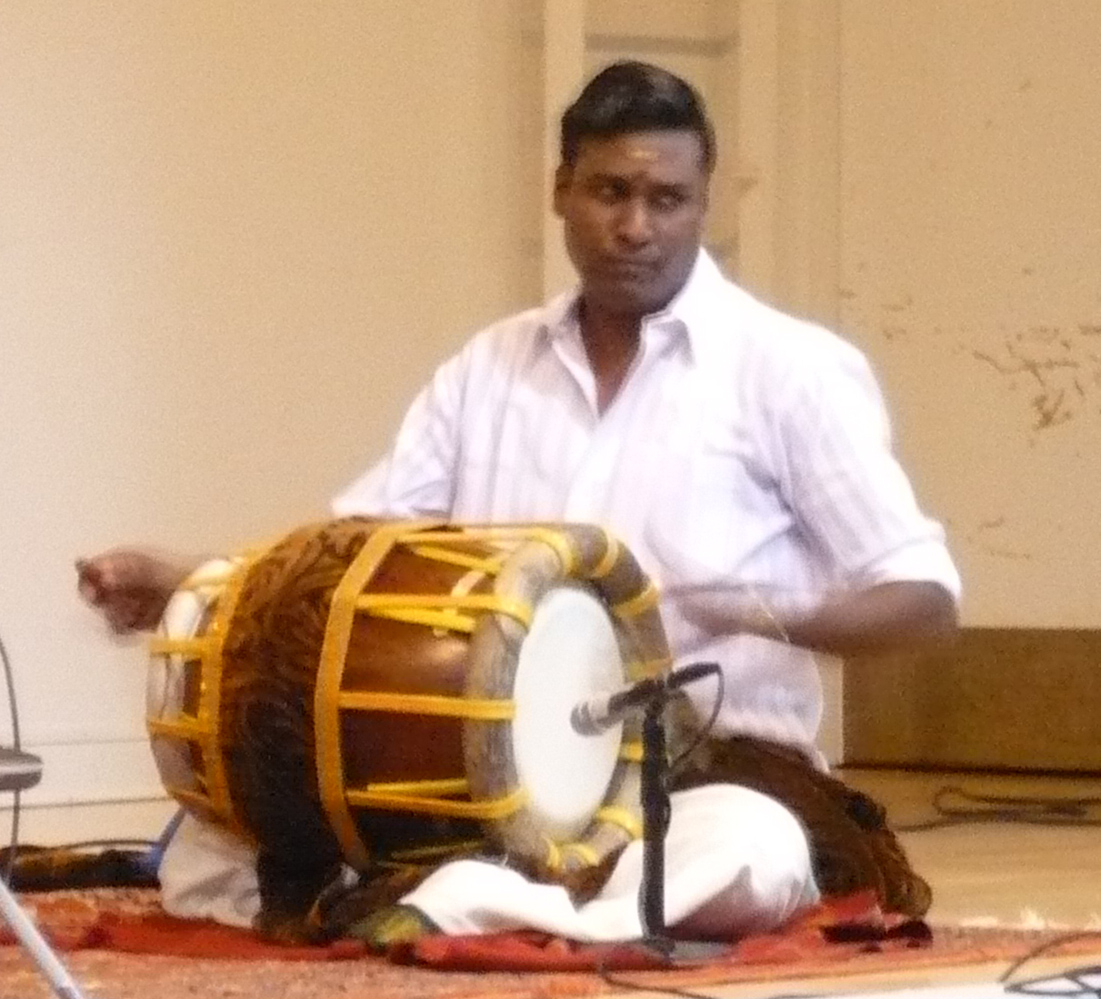
Tambor Thavil, de la música carnàtica de l'Índia.

Tambors en forma de rellotge de sorra, és a dir, més estrets de la part central del 'cilindre' que no pas dels extrems on hi ha les membranes. Són especialment emprats a l'Àfrica occidental i al Japó. Entre els primers hi ha, per exemple, el kalungu de Nigèria i entre els japonesos destaquen el kakko, el tsuzumi i alguns tambors daiko (o taiko) com l'enorme da-daiko. També n'hi ha al món àrab (a Iraq, Turquia, etc.) i a altres zones del continent asiàtic com Corea, Índia o Tibet; aquest últim es construïa tradicionalment amb dos cranis humans retallats i contraposats, fet que li donava unes connotacions màgiques; entremig sihi troba lligada amb una corda la baqueta que pica alternativament una membrana i l'altra quan es fa girar ràpidament el tambor. Finalment, també n'hi ha a Nova Guinea. Alguns consideren que els tambors batá de Cuba estan en aquest grup. Alguns d'aquests tambors aprofiten el fet que la part central de l'instrument sigui més prima per concentrar-hi una part de les cordes que fixen la tensió de les membranes, de manera que fent una pressió variable sobre aquesta secció del centre es pot modificar la tensió de les membranes i amb això es modifica l'altura del so que produeix. Així produeixen i modulen els diferents sons els tambors parlants de Nigèria.

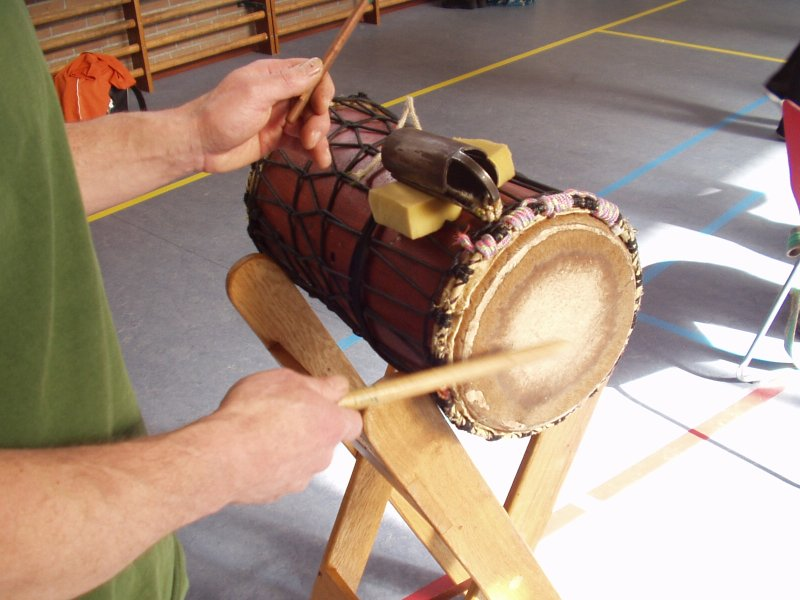
Tambot kenkeni, d'Àfrica.
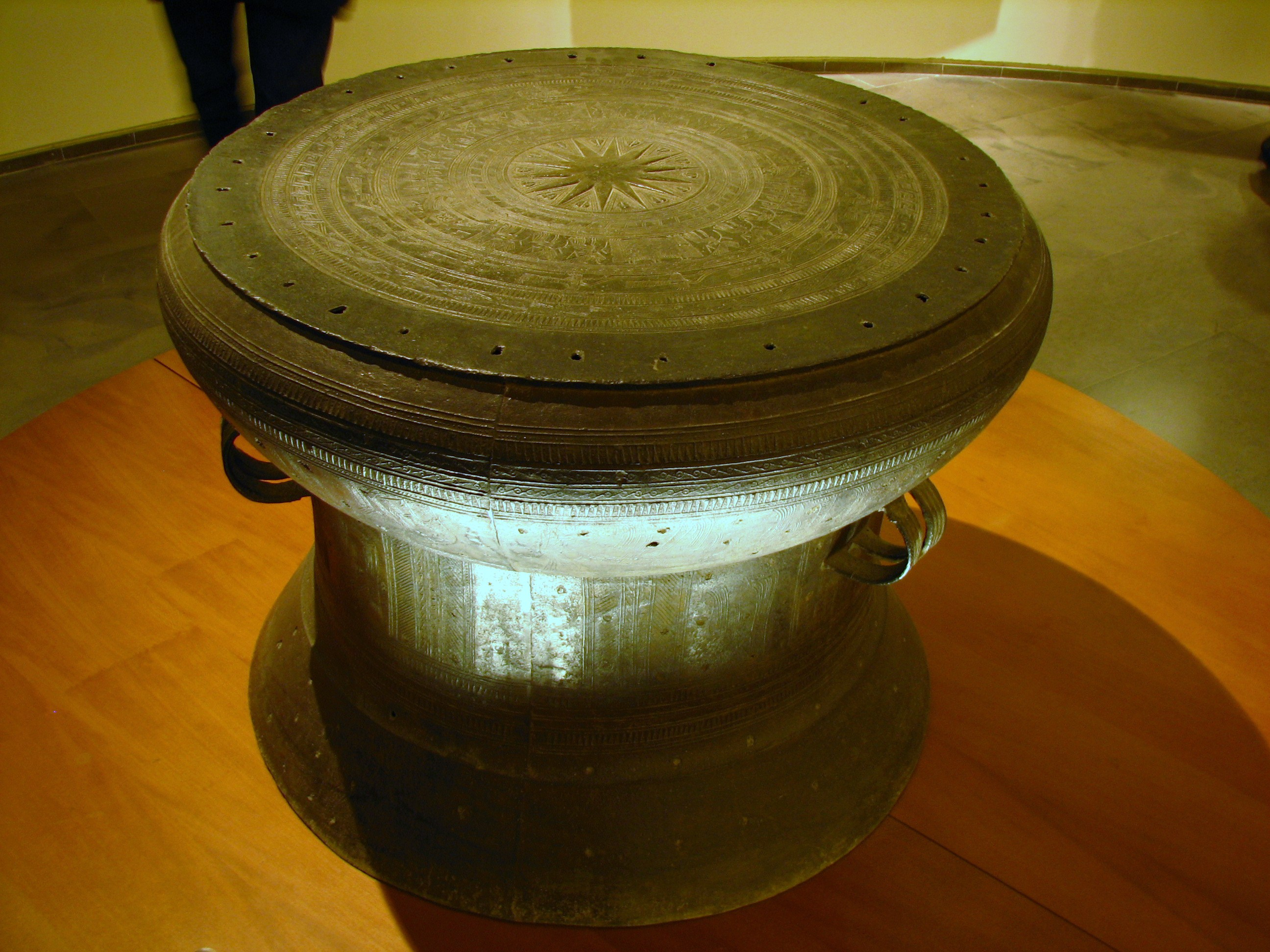
Tambor de la cultura Dong Son, de Vietnam (800 aC) al Museu Guimet, de París.
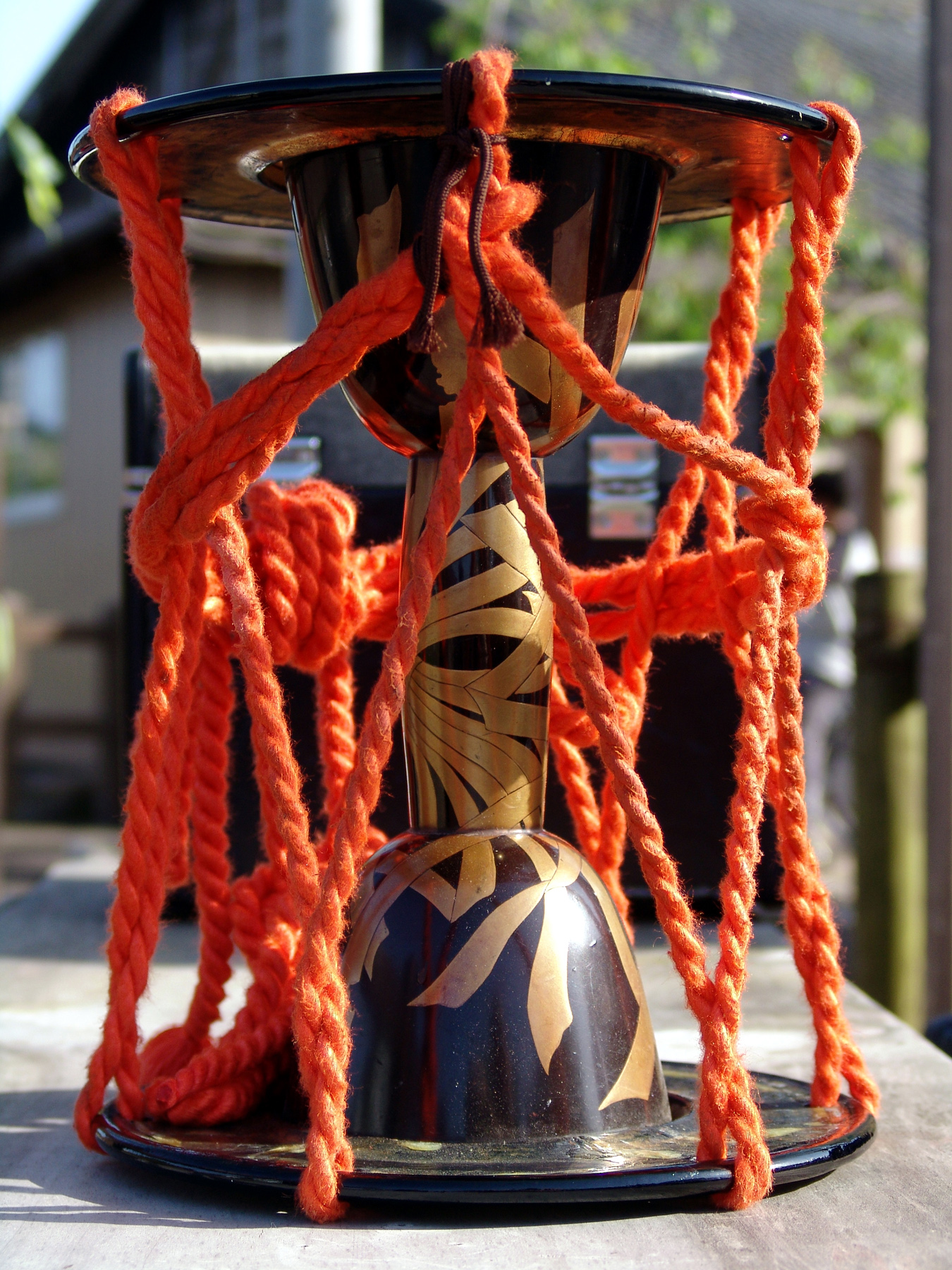
Tambor japonès.
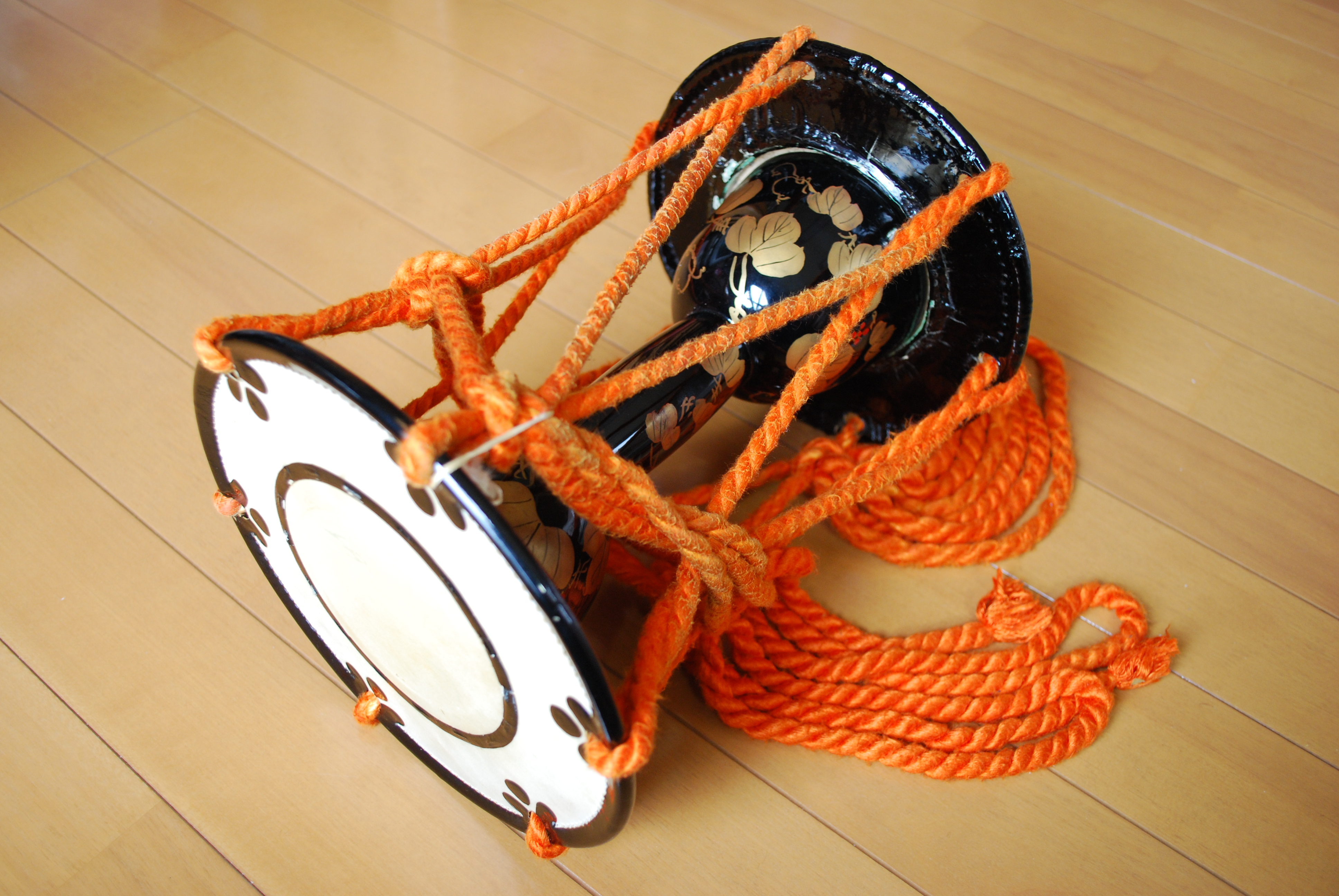
Patit tambor de mà kotsudumi, del Japó.
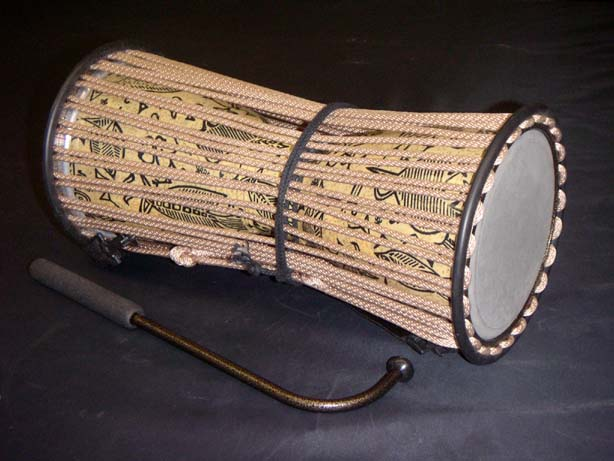
Tambor parlant de Nigèria.
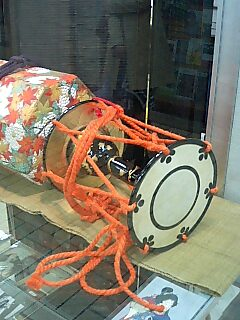
Tambor Tsuzumi, del Japó.
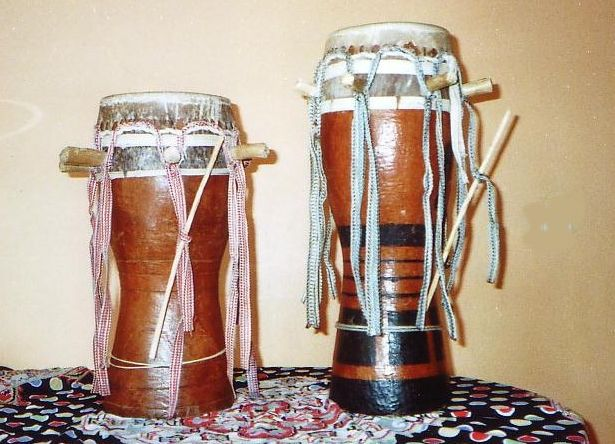
Dos tambors Sabar del Senegal.
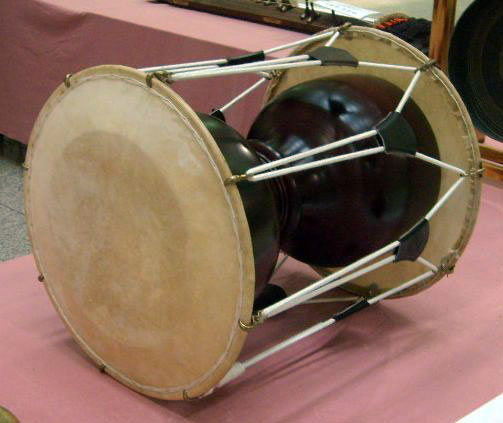
Tambors Janggu, de Corea.
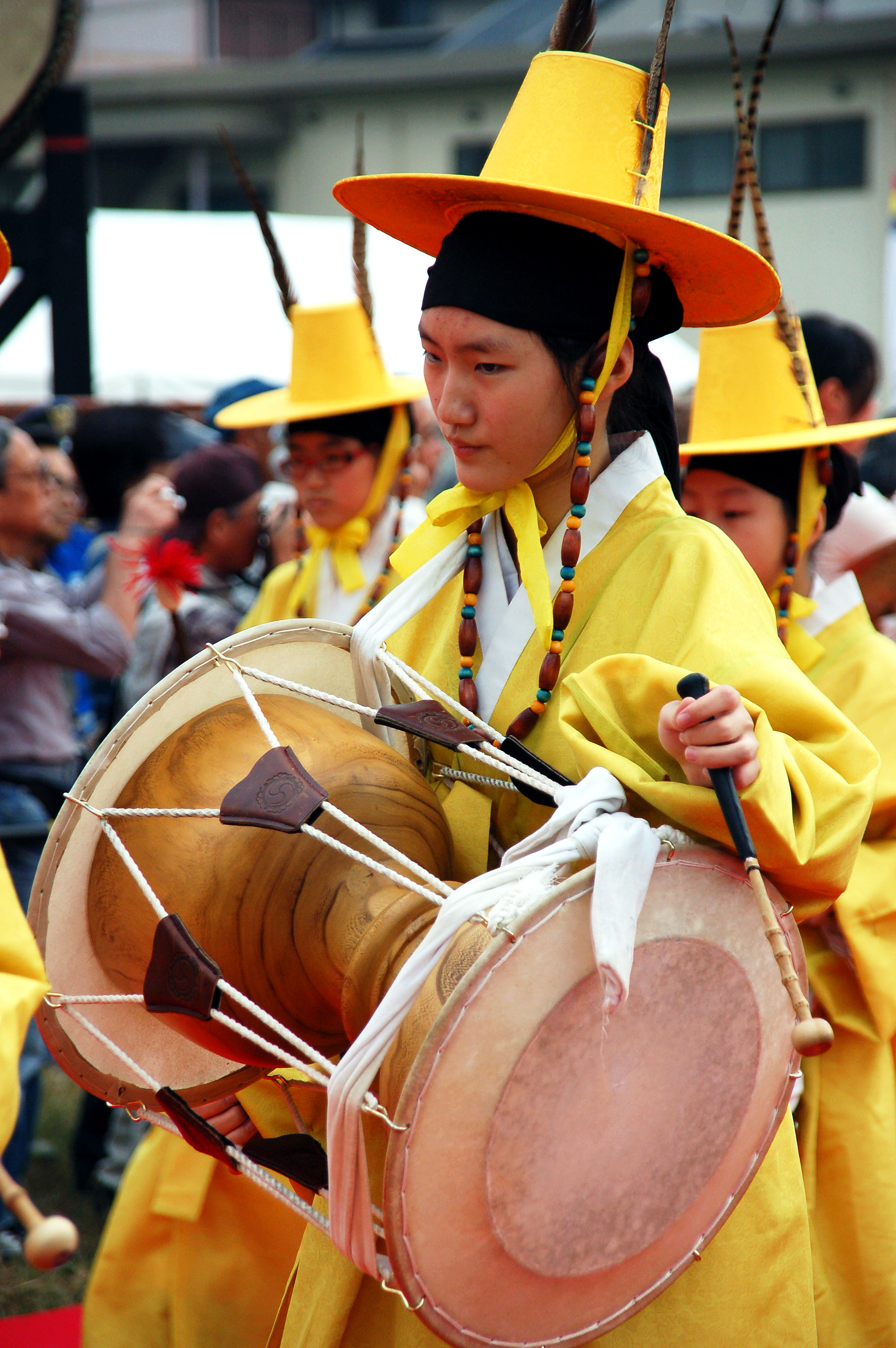
Músics coreans amb vestits típics, tocant el tambor janggu.
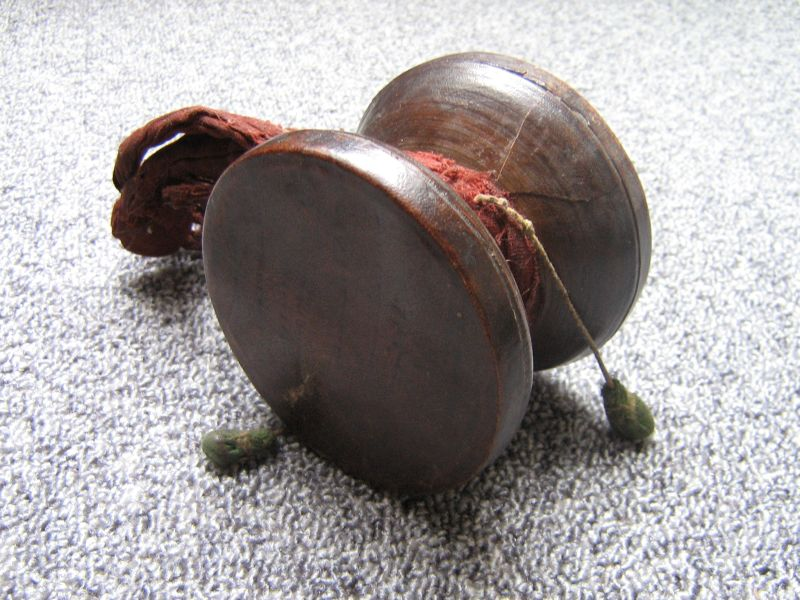
Damaru tibetà; antigament eren construïts amb dos cranis humans retallats.
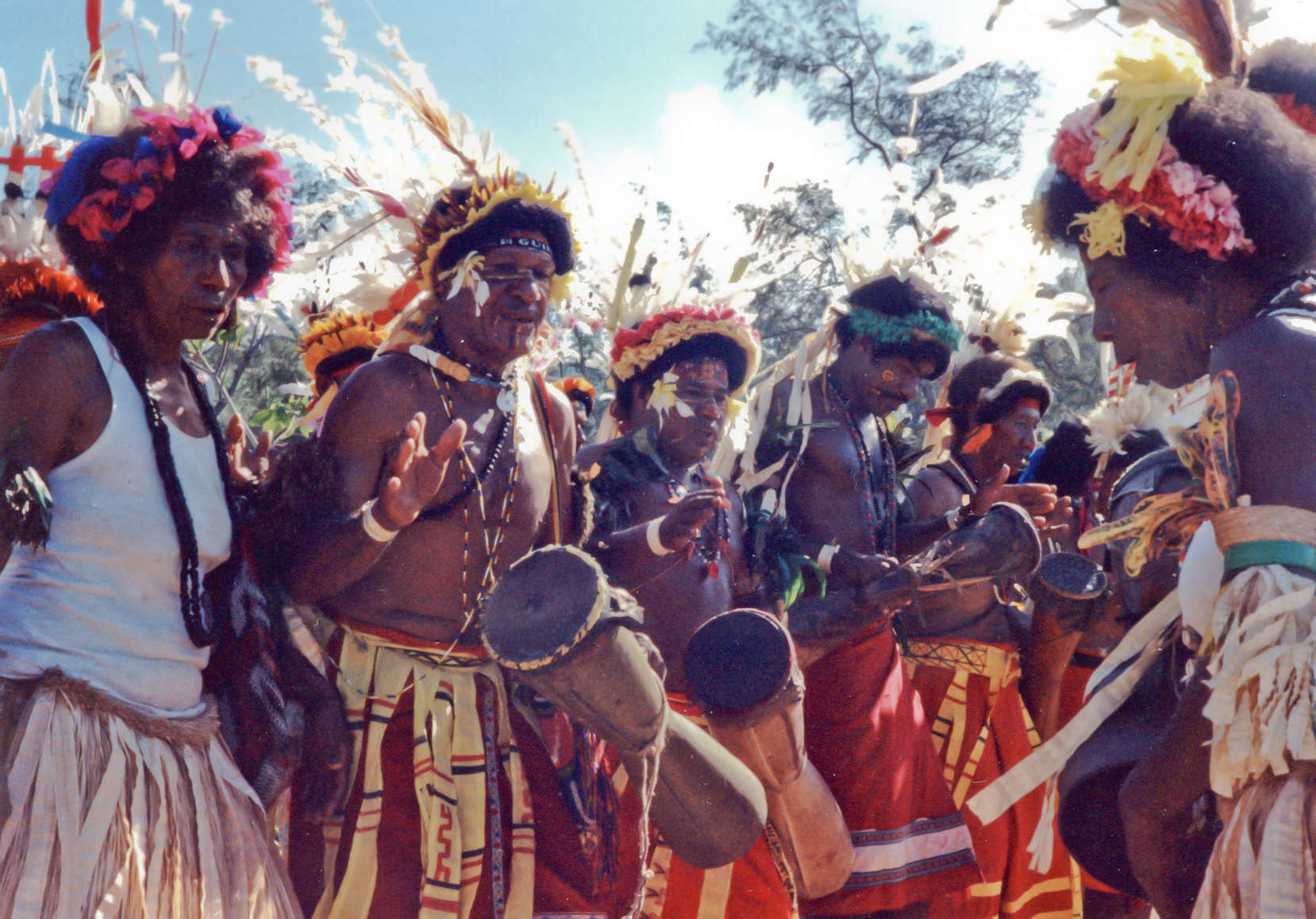
Músics de Papua Nova Guinea.

Tambors en forma de copa, o de bol o recipient, però amb un peu. Els que existeixen actualment al nostre continent com el tarabuka de Grècia i el darbuk de Sèrbia són clarament derivats —tant per la forma com pel nom— del darbuka àrab que hom pot trobar des del Marroc fins al centre d'Àsia amb formes, decoracions i materials diversos. A Àfrica Occidental aquest tipus de tambor és present a Nigèria, Ghana i Costa d'Ivori. En alguns d'aquests països i al Congo hi ha tambors antropomòrfics. Igualment existeixen a la Polinèsia, Hawaii, i les illes Marqueses.

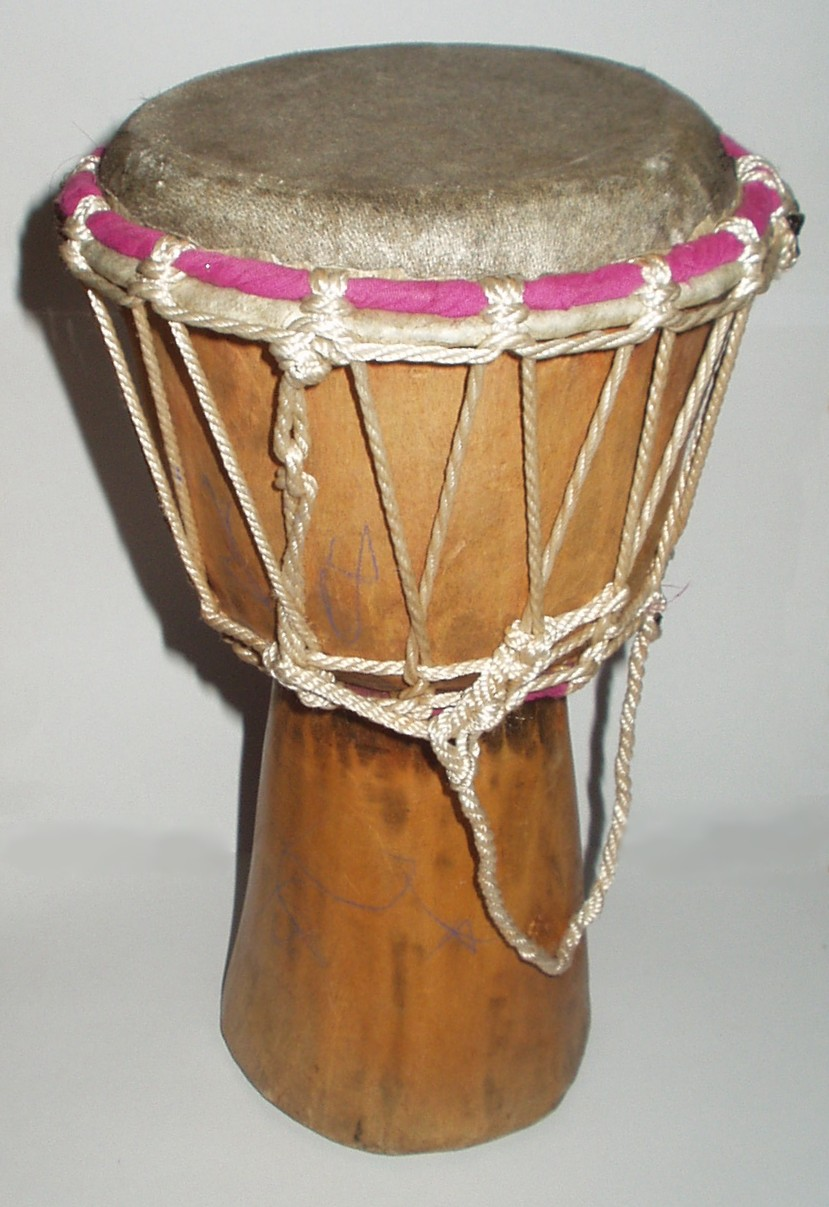
Djembé d'Àfrica occidental.
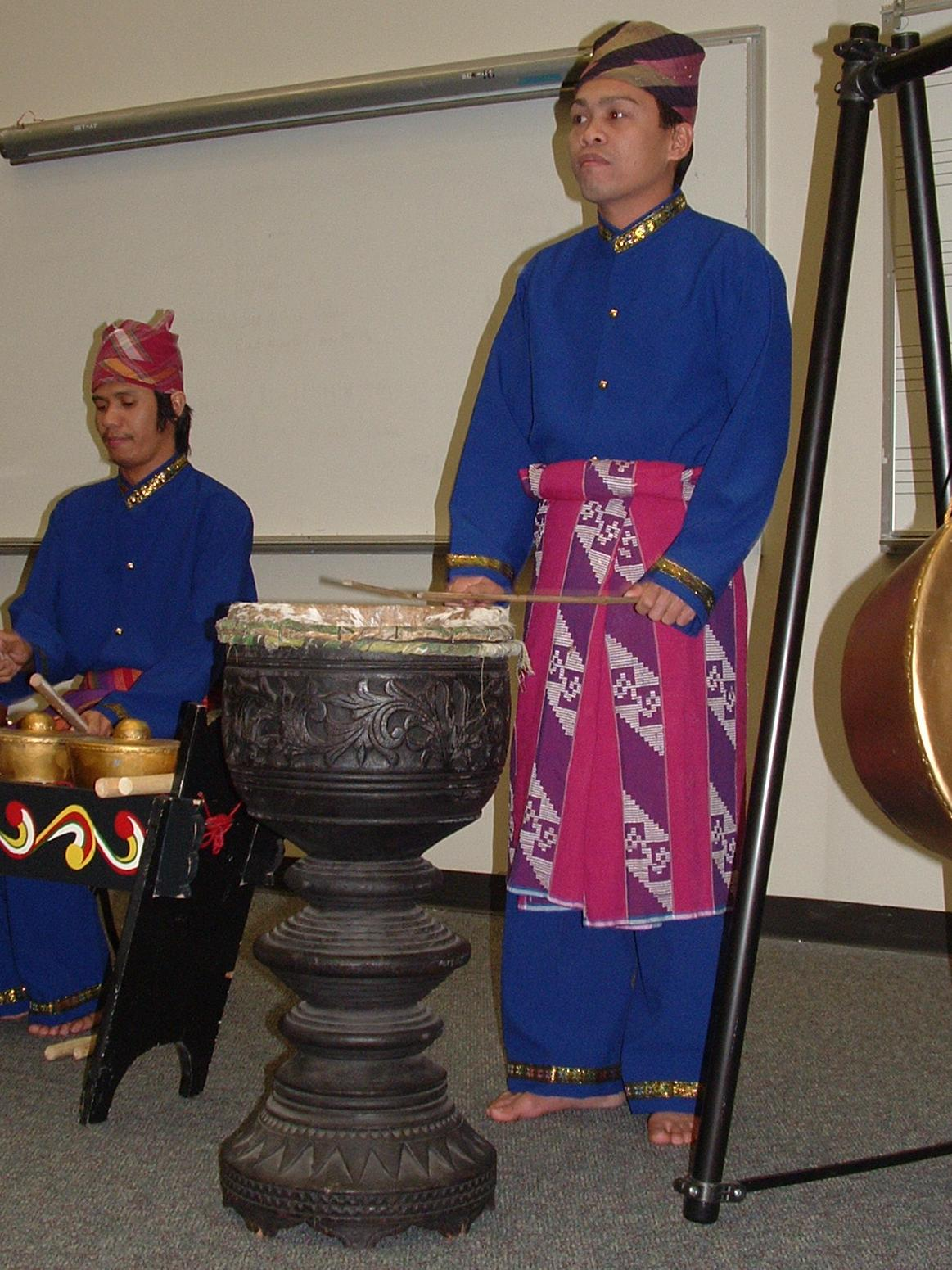
Tambor dabacan, de les Filipines
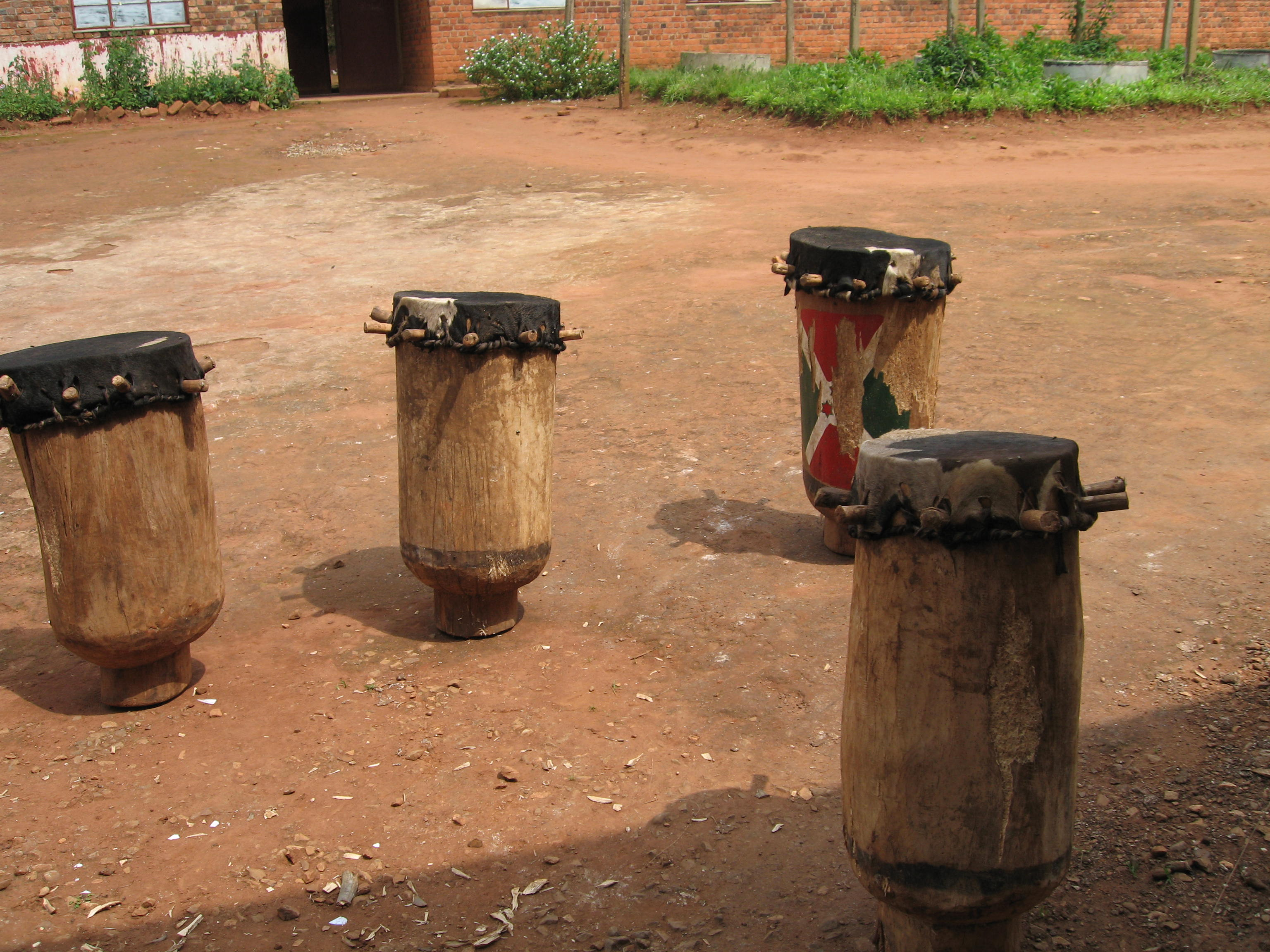
Tambors sagrats ‘'gitega, deBurundi
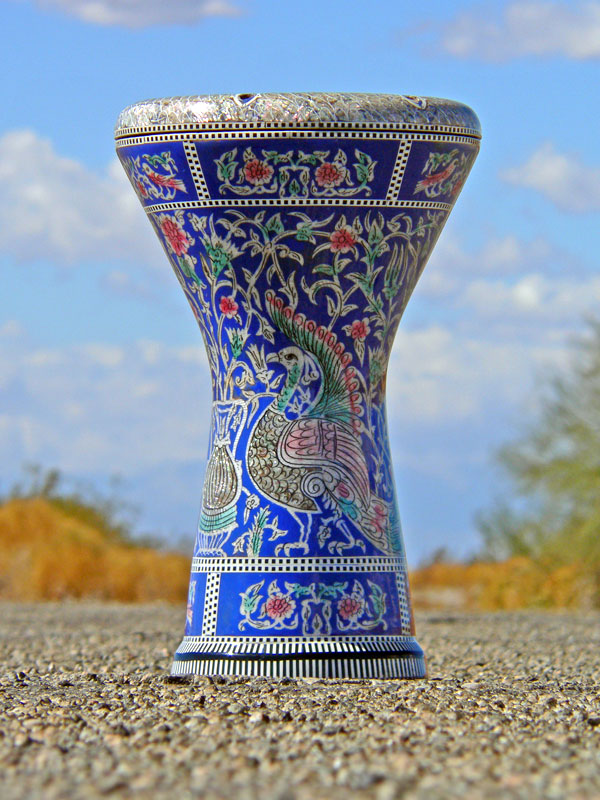
Darbuka
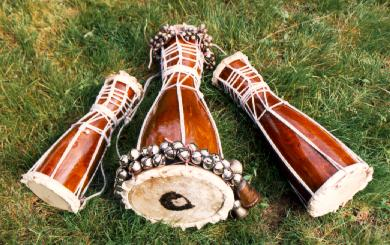
Tambors batá, de Cuba.
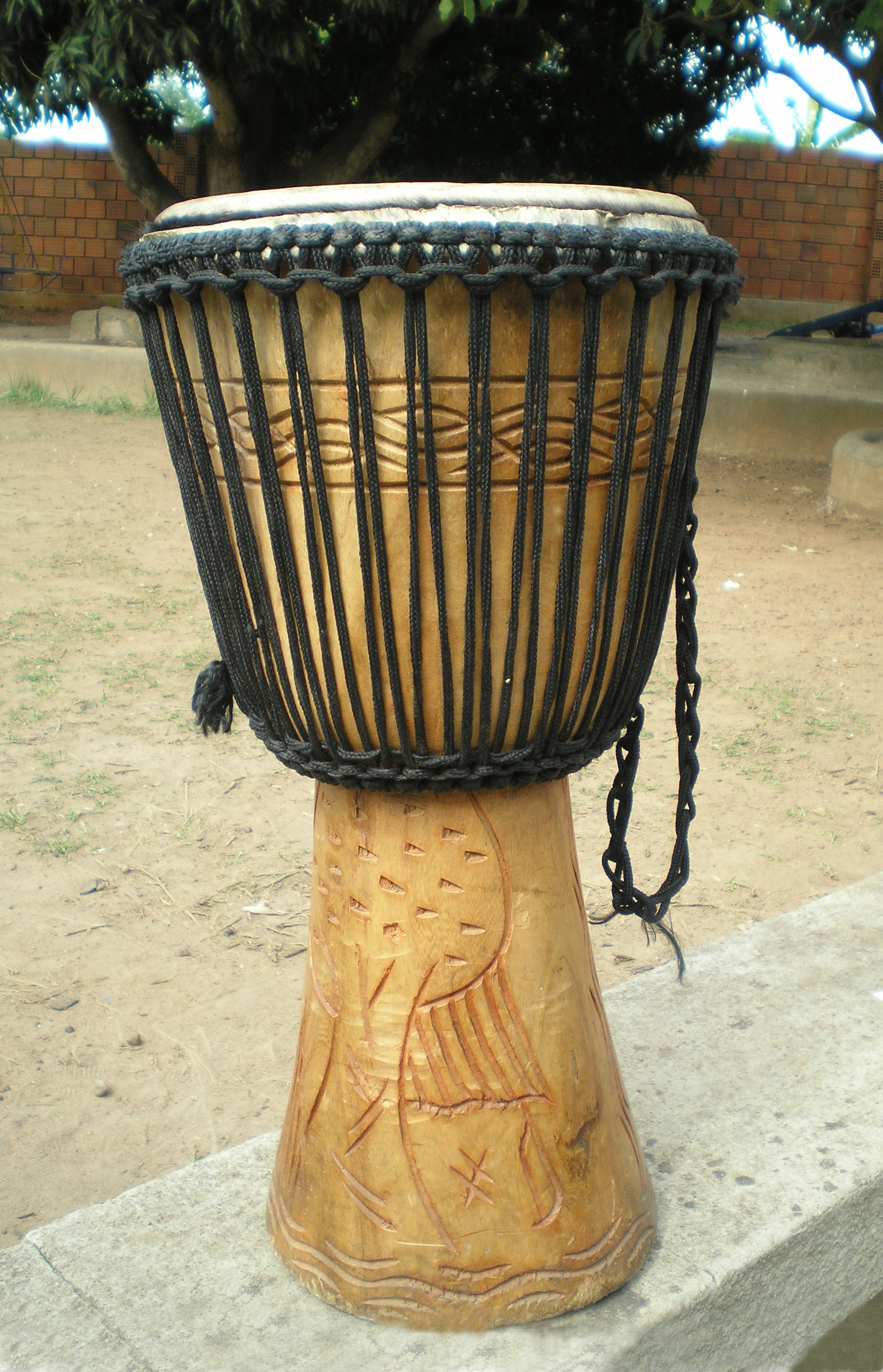
Djembé de Ghana
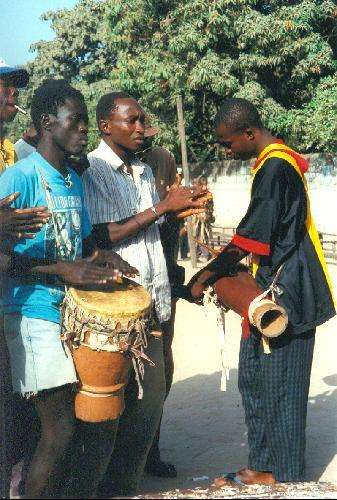
Tambors de Gàmbia

- Dintre d'aquest grup, alguns distingeixen, encara, un altre subgrup: els anomenats tambors llargs caracteritzats pel fet que la llargada del cilindre és molt més gran que el diàmetre. Poden tenir formes força diverses: cilíndrics, de barril, de rellotge de sorra, de copa, amb peu, etc. Es troben a Àfrica (Camerun, Congo, Nigèria, Sud-àfrica, a Amèrica (entre els indis Talamanca i els Chocó), Xina, Índia, Nova Guinea, Polinèsia, etc.

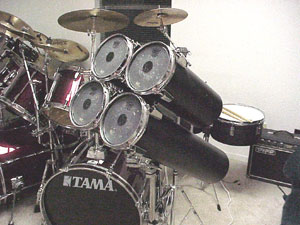
Tambors llargs en una bateria.
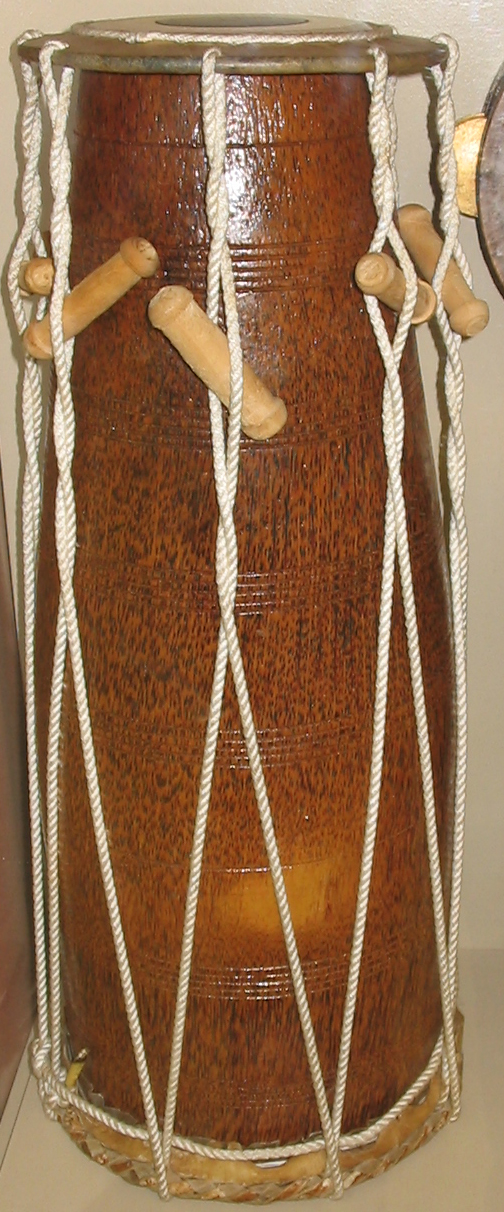
Tambor cilíndric de dues membranes, provinent de Sud-amèrica.
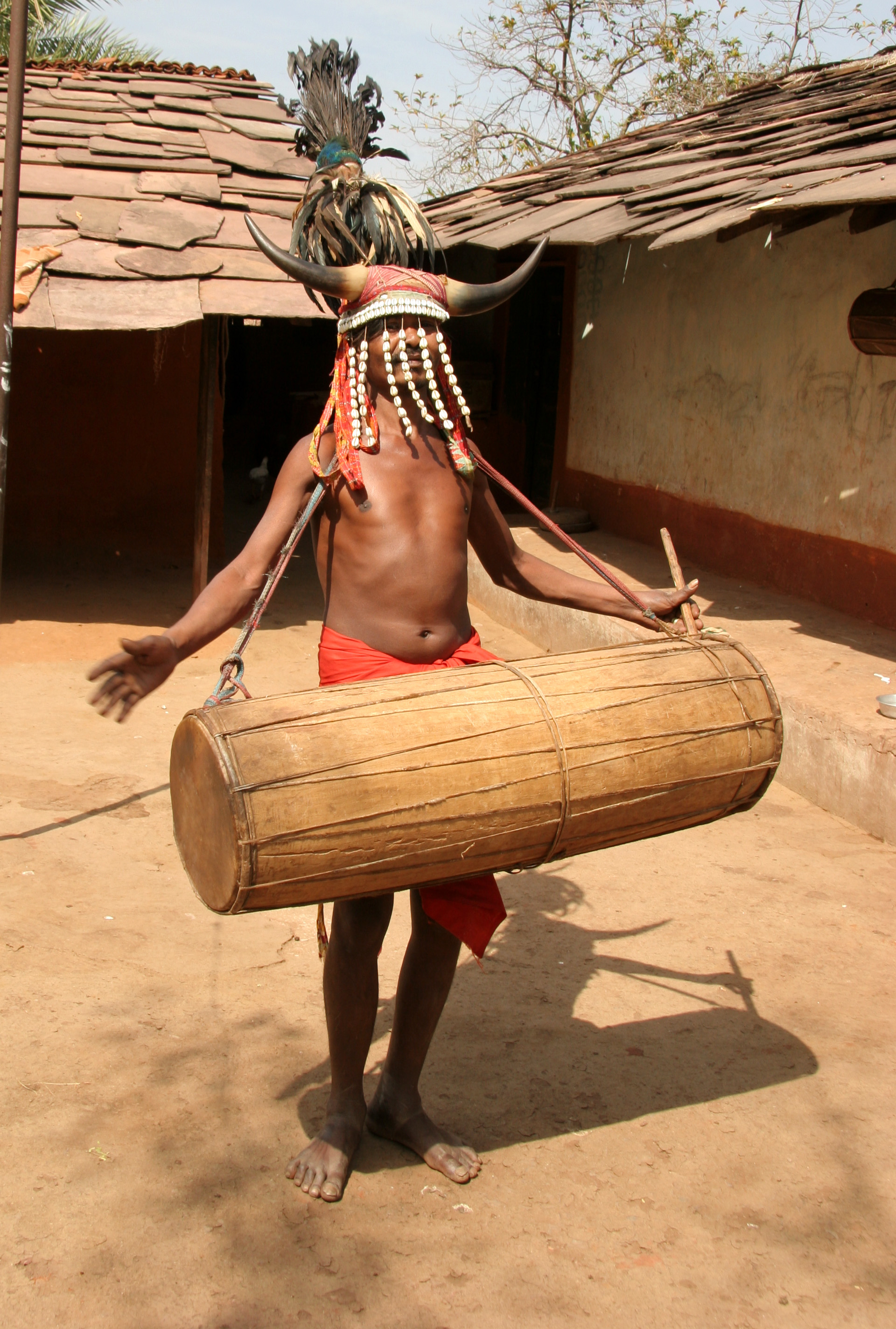
Tambor llarg de l'índia.
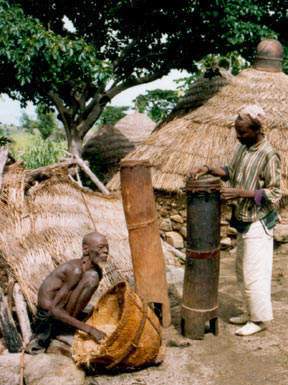
Tambors llargs de Nigèria.

- Tambors de marc: Consisteixen en una o dues membranes lligades i tensades a un simple marc que acostuma a ser fet d'una peça de fusta prima que configura una petita cavitat que afegeix una mica de ressonància a la vibració de la membrana. Hornbostel i Sachs especifiquen que el límit per considerar que un tambor és de marc i no és cilíndric és que la profunditat del cos sigui menor que el radi de la membrana. També fan notar que, això faria que la caixa hagués de ser considerada un tambor de marc, però com que deriva dels tambors cilíndrics, es contempla dins d'aquell grup.

Normalment són circulars, però també n'hi ha d'altres formes, com per exemple els tambors quadrats que es troben en algunes zones d'Espanya i de Portugal. Tambors d'aquests tipus estan associats als rituals i al xamanisme en diverses cultures com per exemple entre els esquimals o els lapons; en aquests casos és habitual que les membranes tinguin decoració de caràcter simbòlic. Alguns tenen un mànec en línia amb el seu diàmetre per a subjectar-los, mentre que altres s'agafen directament pel marc. Alguns, encara, en comptes de ser picats amb la mà (la majoria) o una baqueta (són pocs), dels costats del marc i contraposades pengen unes cordes al final de les quals hi ha unes boles que piquen alternativament una membrana i l'altra quan es fa girar el mànec. És el cas, per exemple, del terbang i el kelontong de Java, i també es troba al Tibet. Se'n troben exemplars entre els nadius d'Amèrica del Nord, a Panamà, Argentina, Sèrbia, a l'Índia, etc.
Alguns exemplars de tambors de marc fan unes incisions dins del marc en les quals col·loquen uns petits discs metàl·lics, per parelles, que piquen entre ells en sacsejar el tambor. En aquest cas es tracta d'un instrument mixt, membranòfon i idiòfon. N'existeixen molts exemples, el més comú dels quals és la pandereta pròpia d'Espanya (modernament la pandereta en molts contextos es construeix en metall i ja ha perdut la membrana, de manera que és sols un idiòfon). Altres exemplars són el reshoto i el buben, tots dos de Rússia, el tar a Turquia, i el riq, el daf comuns a diversos països àrabs.

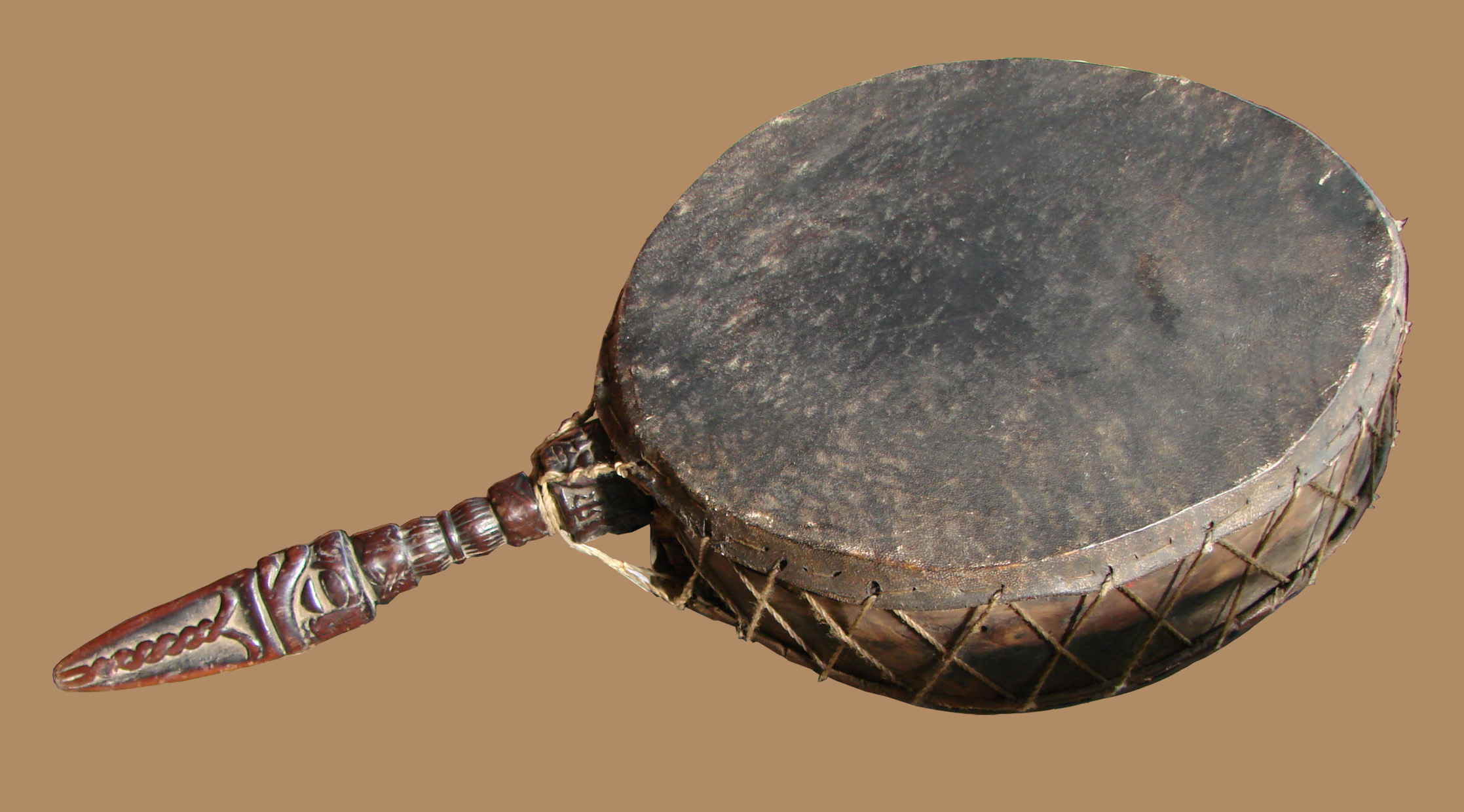
Tambor amb mànec, del Tibet.
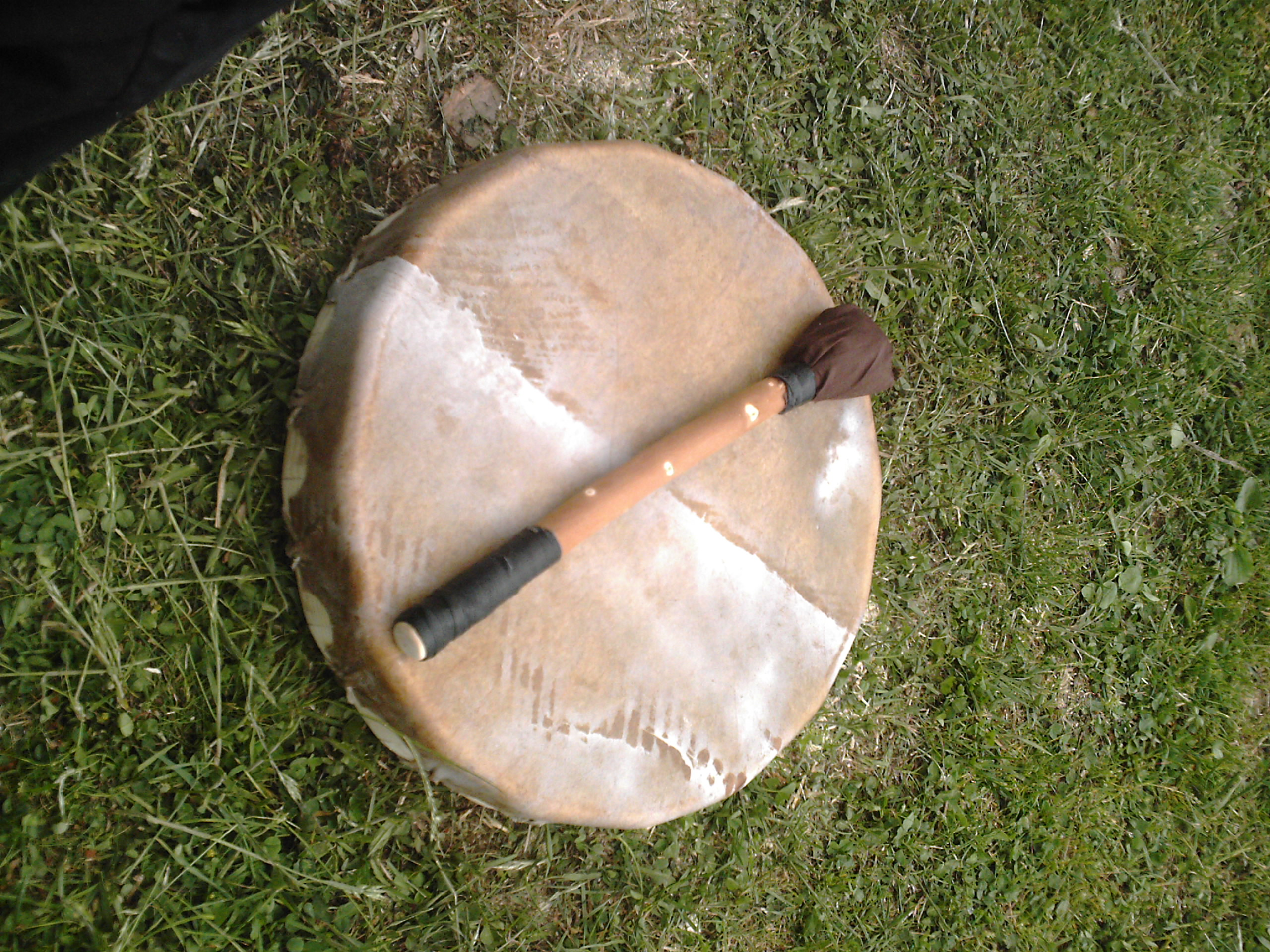
Tambor de marc i la seva baqueta.
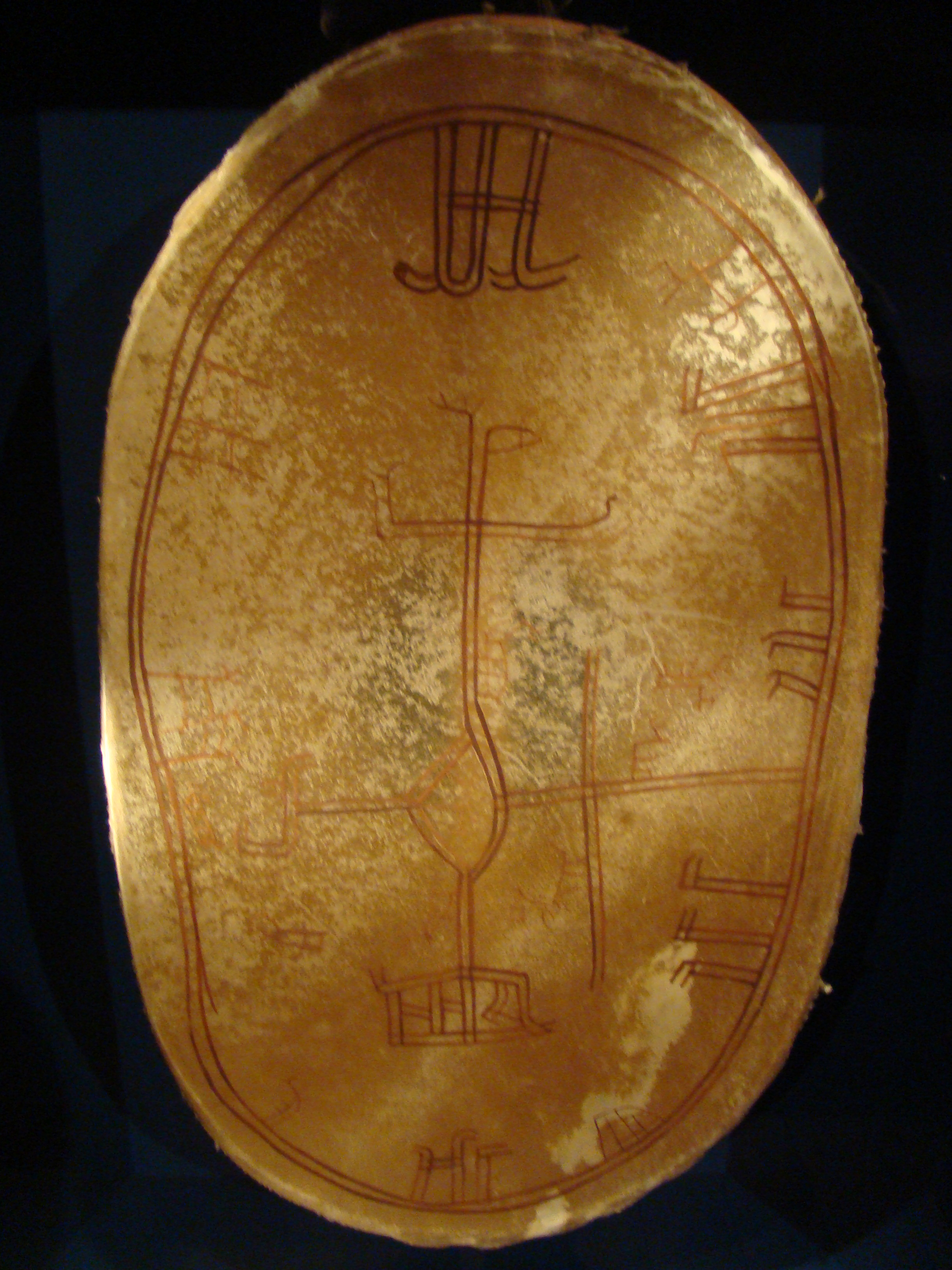
Tambors xamànic dels lapons.
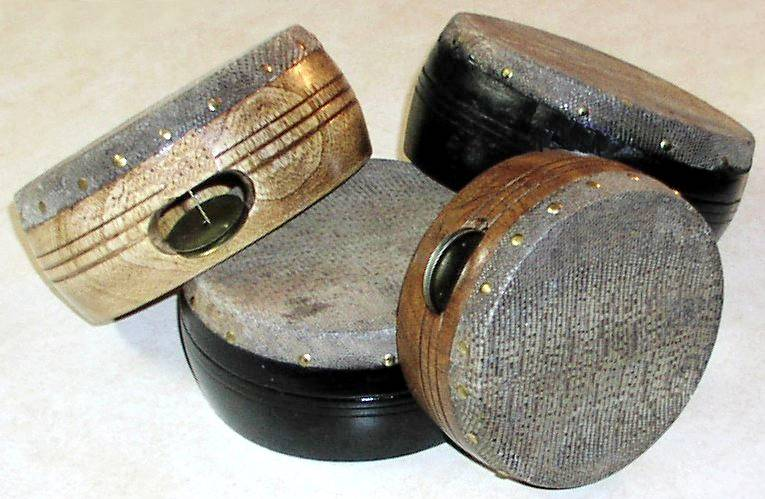
Exemplars de Kanjira, de l'Índia.
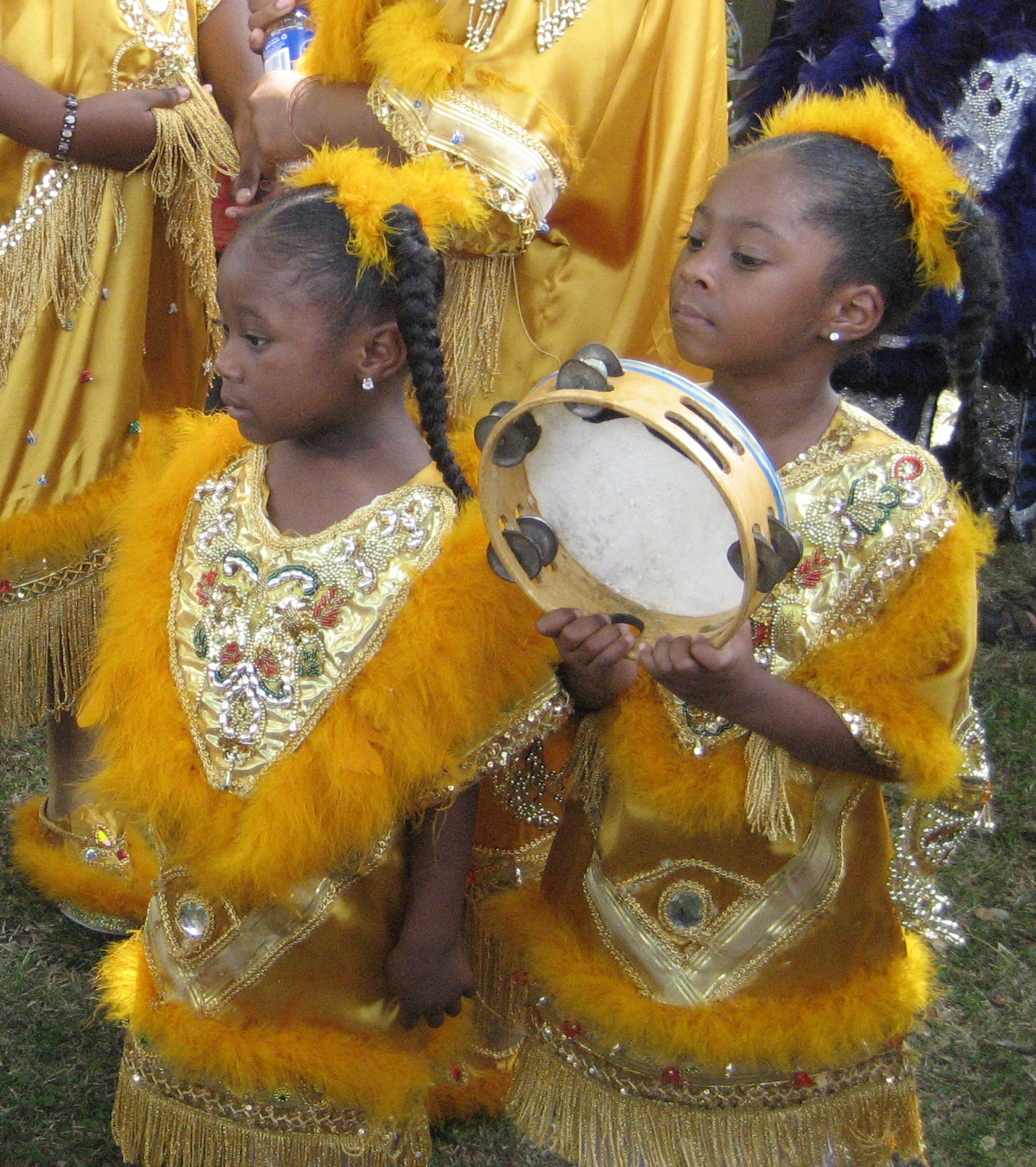
Pandereta a New Orleans
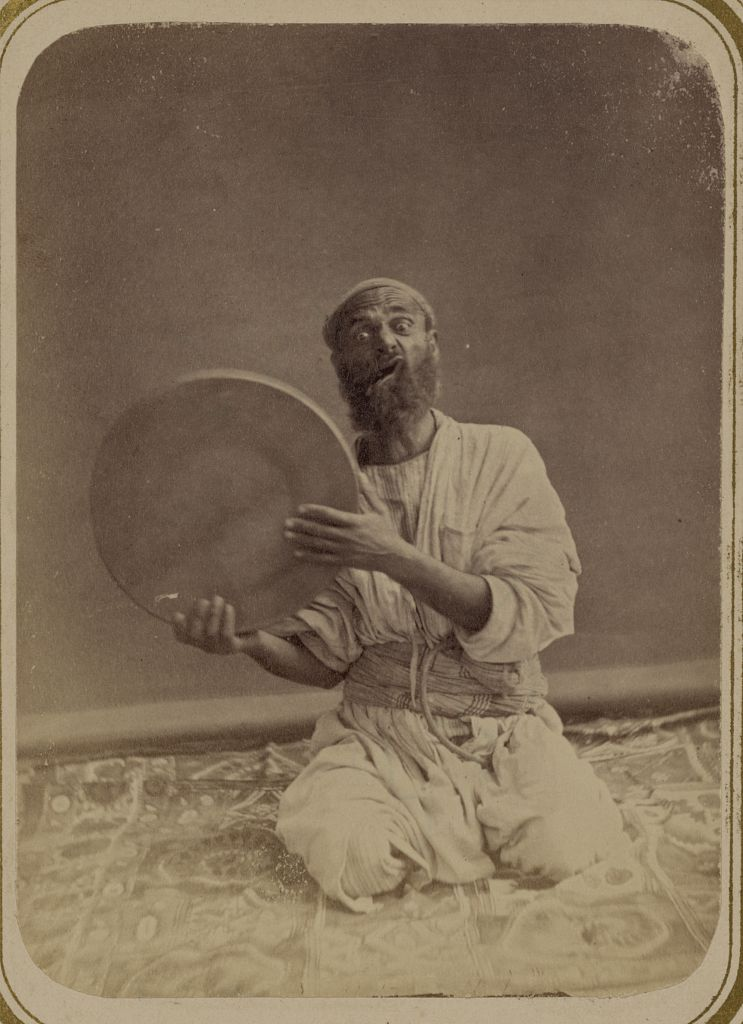
Tambor dayra de l'Àsia central. Fotografia feta entre 1865 i 1872.
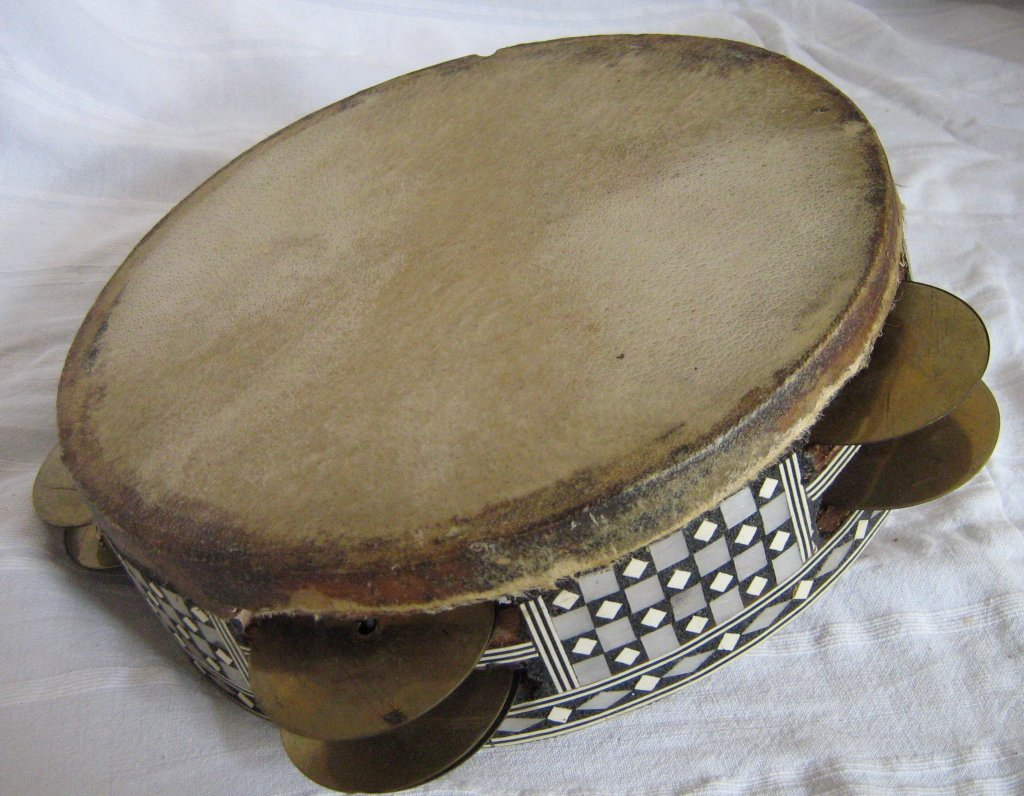
Riq àrab
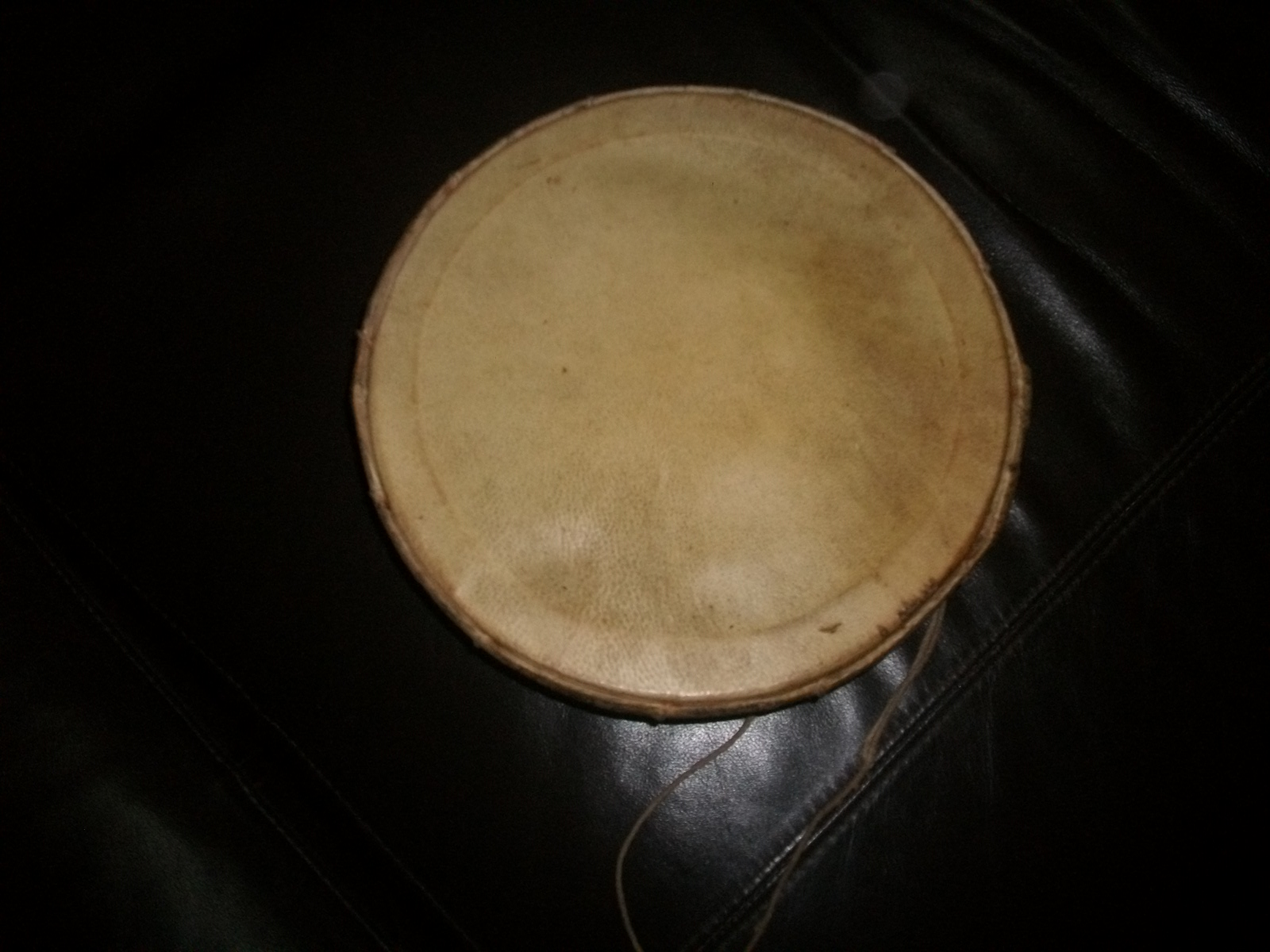
Daff àrab
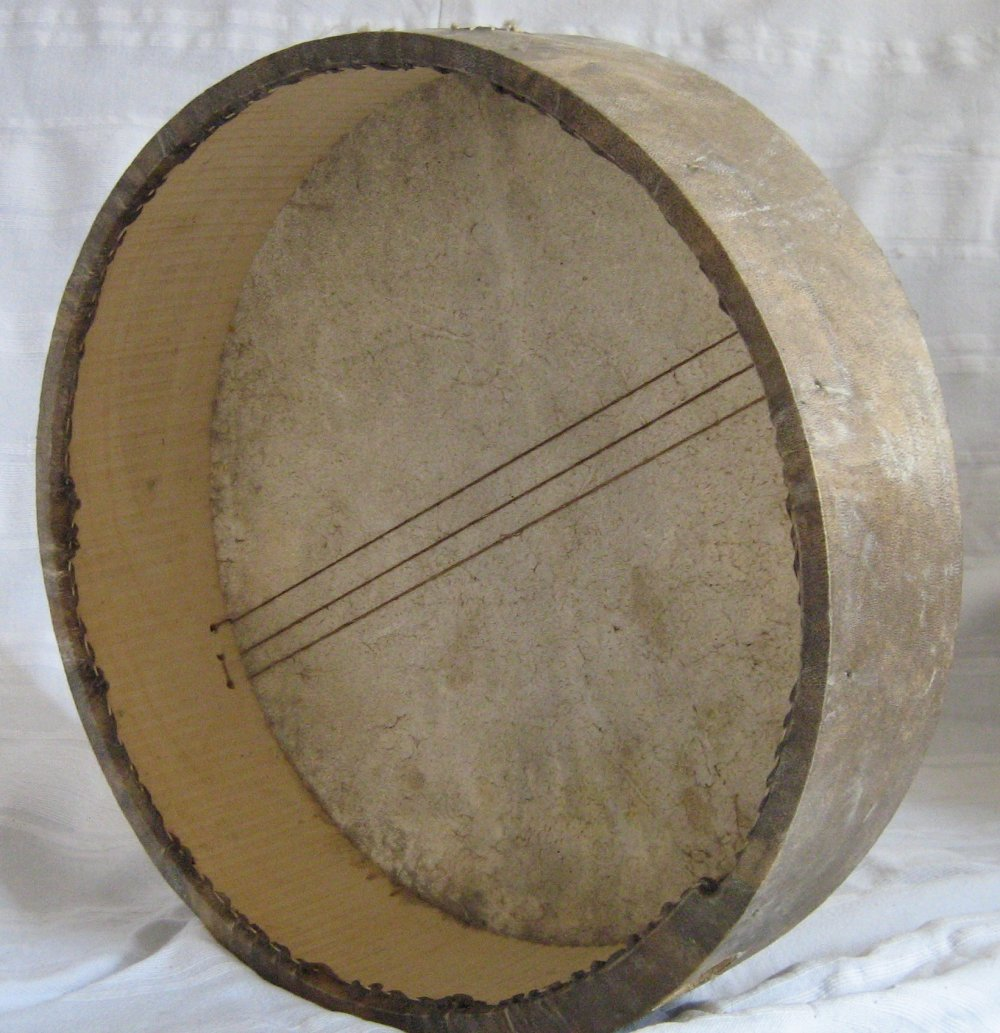
Bendir àrab.
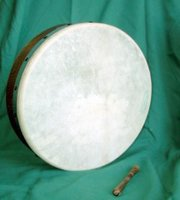
Bodhrán, de la música celta, especialment de la irlandesa.
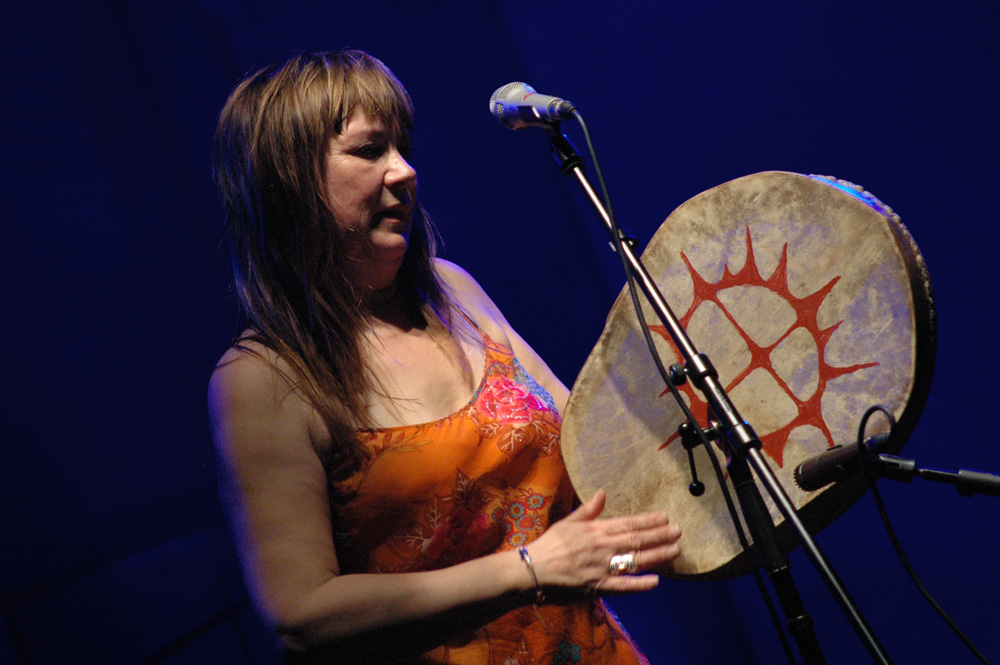
La cantant lapona Meri Boine, tocant el tambor xamànic lapó.

Quant al nombre de tambors, tot i que la majoria es toquen sols; és a dir, un únic membranòfon és considerat l'instrument, també hi ha múltiples exemples d'instruments configurats per dos o més tambors. Entre els tambors que van per parelles o per grups més nombrosos. els dos exemples més propers són el de la bateria i el de les timbales d'orquestra; en el primer cas es tracta de diversos tambors cilíndrics combinats amb alguns idiòfons; en el segon el nombre d'instruments que integren el conjunt ha anat augmentant des dels dos inicials que hi havia en el segle xviii si ens referim a l'orquestra o en el segle xv si ens referim als seus antecessors no orquestrals. Però també és el cas del tabla de l'Índia; un dels tambors és cilíndric i l'altre cònic. Forma part del grup de música més habitual d'aquell país, acompanyant el sitar i establint el tala o principi rítmic de la composició. A Costa d'Ivori també es toquen conjunts de tambors de copa, de fins a cinc instruments relligats entre ells.

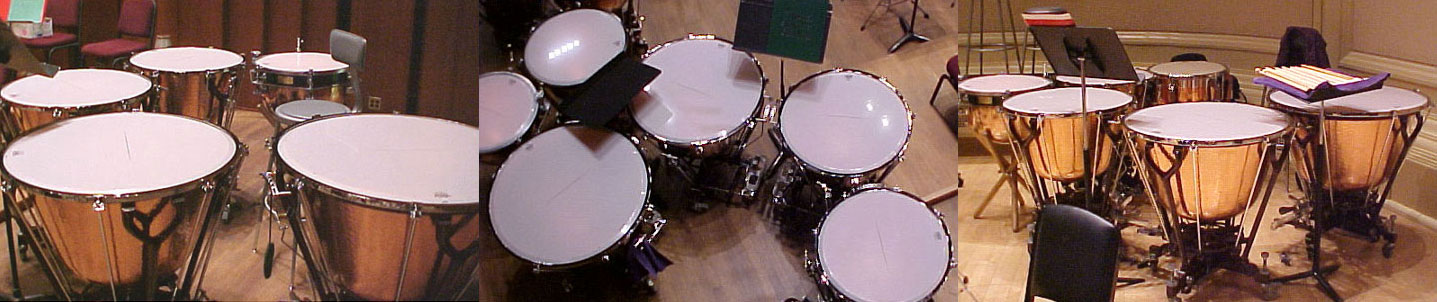
Tres combinacions diferents de timbales orquestrals.
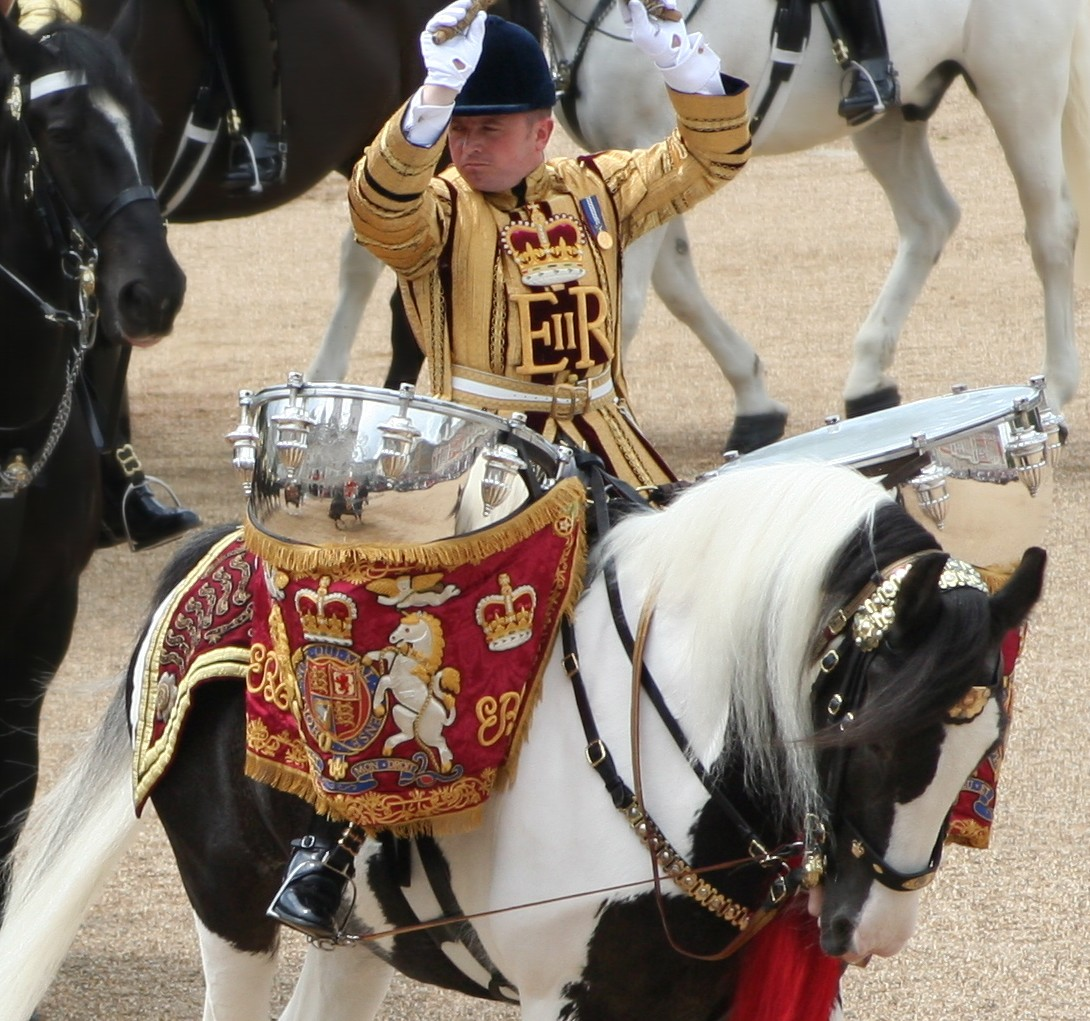
Timbales disposades sobre un cavall per poder ser tocades pel genet.
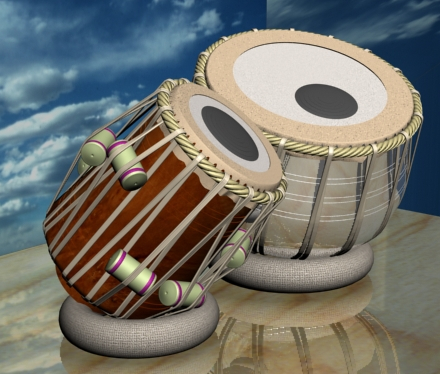
Tabla de l'Índia.
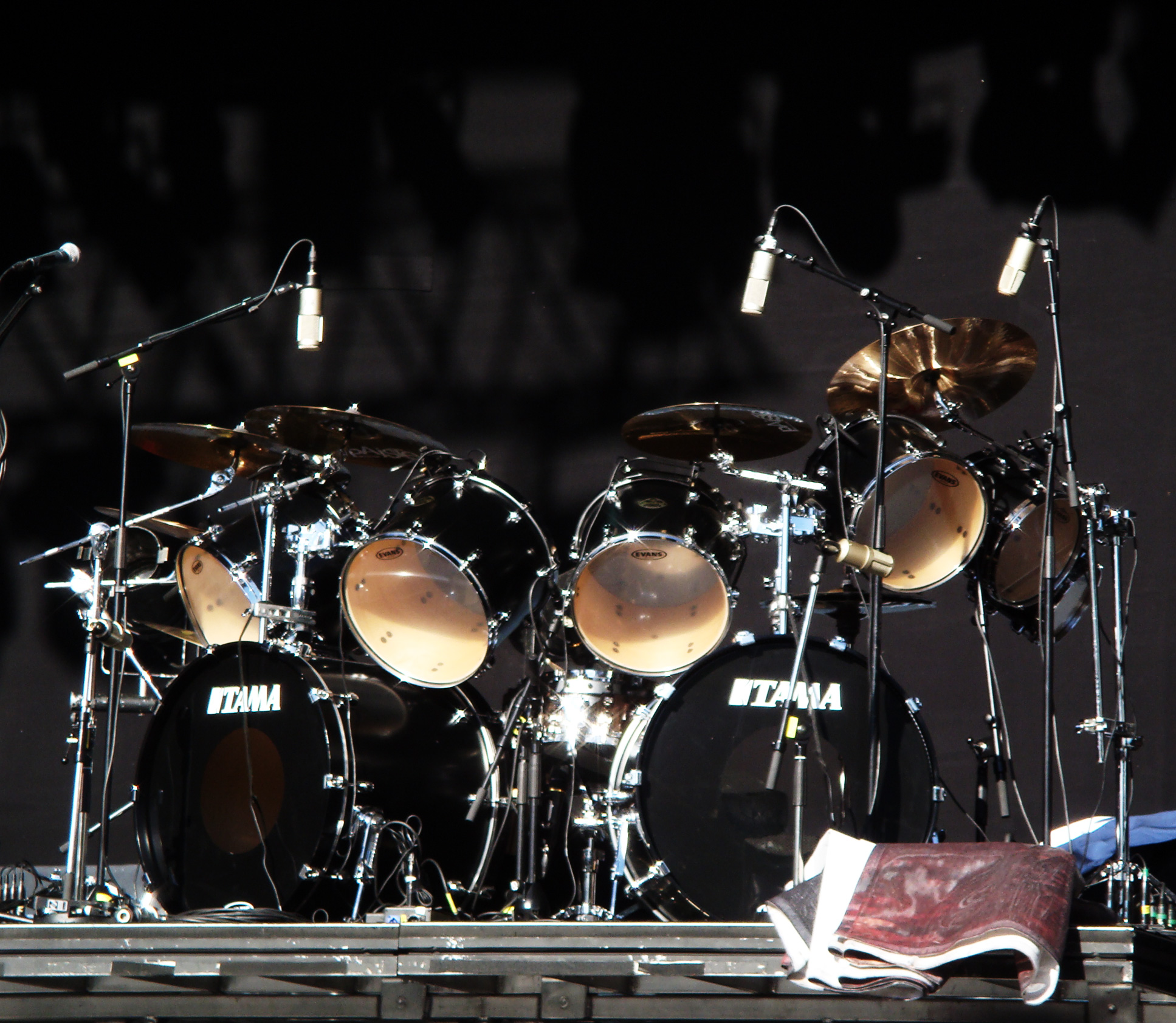
Tambors múltiples que formen part de la bateria.
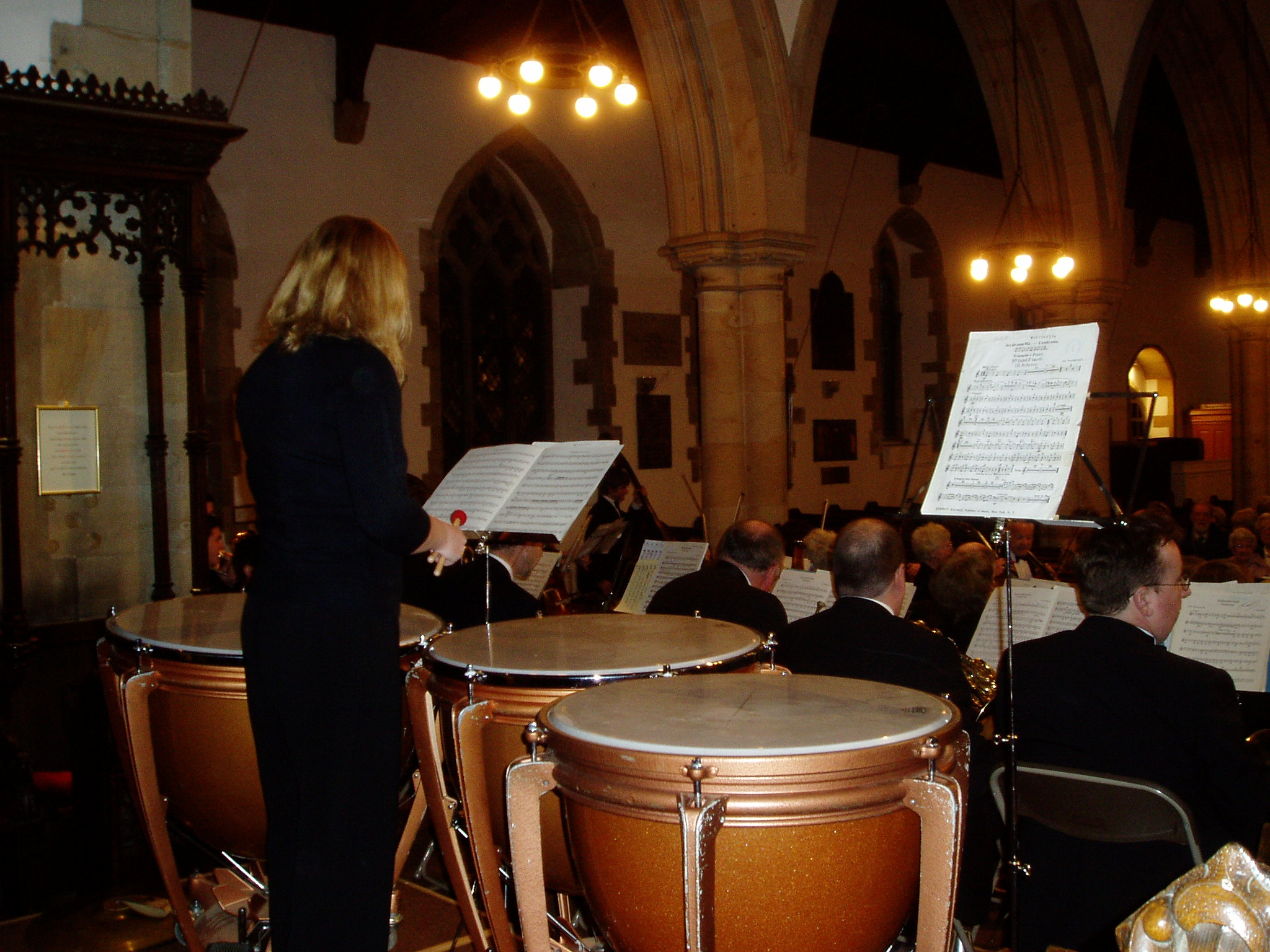
Timbales en una orquestra.
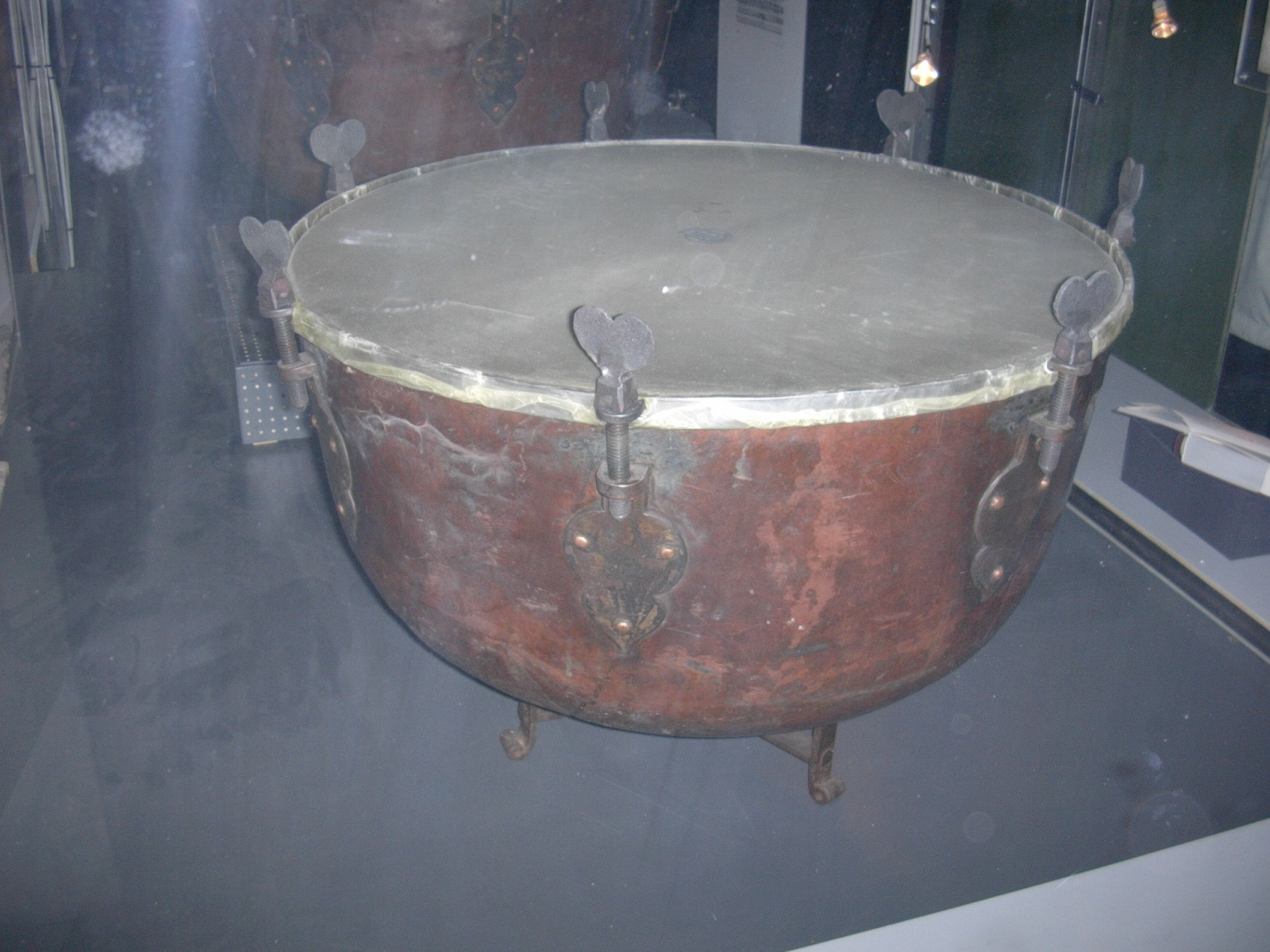
Timbala antiga.
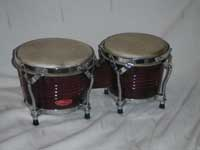
Bongos
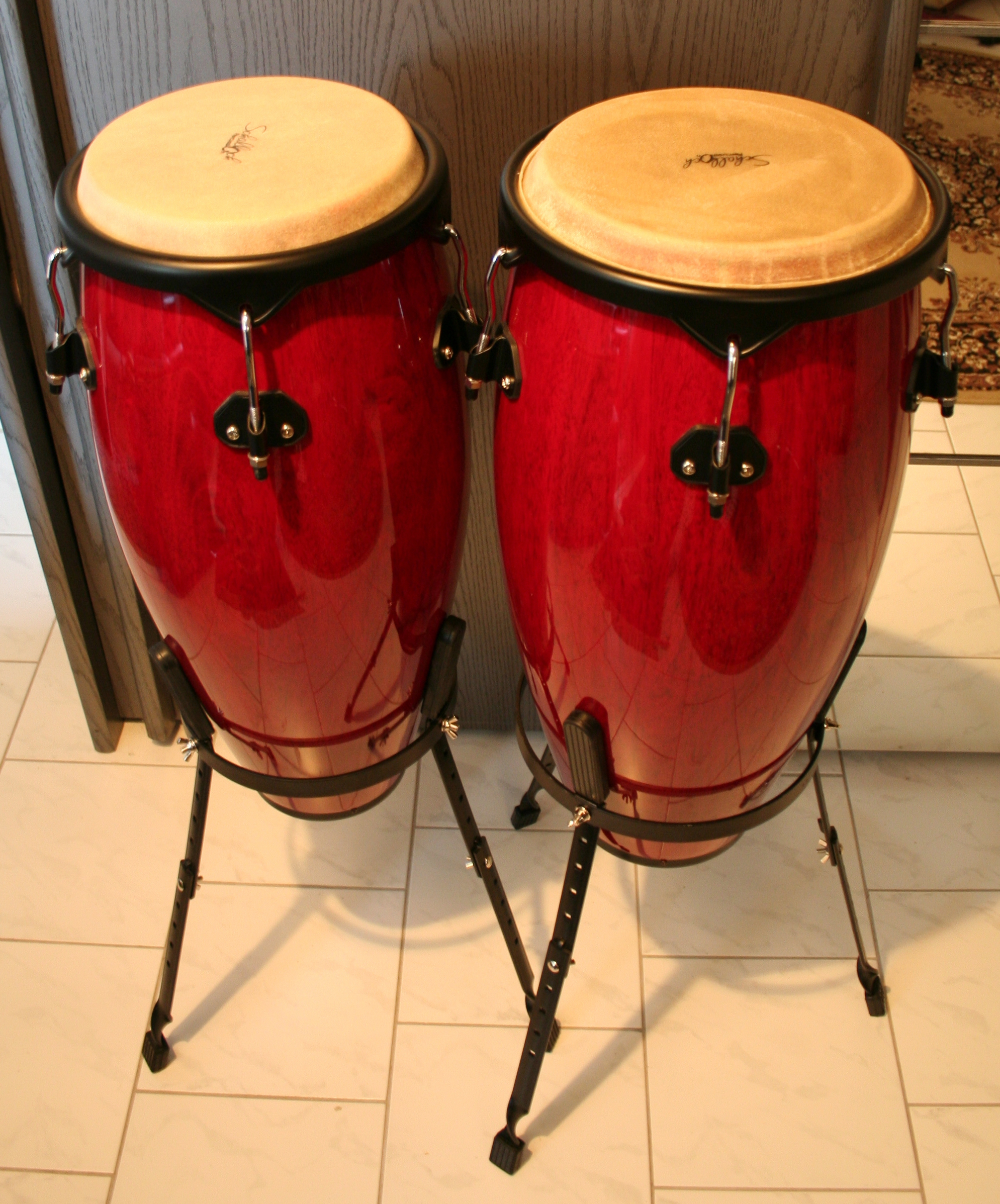
Congues

## Història
Aquest instrument al qual es dona també el nom de caixa de guerra era anomenat pels grecs tympanon o typanon i tympanum pels romans.
Homer no diu res del tambor ni a la Ilíada ni en l'Odissea. A les bacants d'Eurípides, Bacus encarrega als seus sequaços prendre els tambors dels quals acostumaven a servir els frigis. Aquests tambors, afirma, "inventats per mi i per Rhea o la gran mare dels déus, Cibeles". En un altre passatge diu que els Coribants ho van inventar per a ell. Entre els grecs es creia que els frigis van ser els inventors del tambor al pas que els romans pensaven que havien estat els sirians. El més probable sembla que els grecs prenguessin l'ús dels tambors dels asiàtics i que d'ells passaria els romans.
Se servien per als tambors de pell de bou però més comunament de la d'ase, amb el motiu Fedre va escriure la primera faula del quart llibre. El tambor consistia en un cercle de fusta o de metall cobert d'una pell el que donava la figura d'una garbell. Es tocava el tambor algunes vegades amb baquetes o amb el Tirso però el més comú era amb la mà i de la mateixa manera com es toca el pandero, al qual se semblava moltíssim el tambor dels antics. Posaven en ell per a produir un so més estrepitós unes planxes de metall i també campanetes i cascabells. El tympanum va passar a ser el símbol de l'efeminació perquè principalment feien ús d'ell els homes consagrats a Cibeles. Així és que les tocadores del timpà van ser després enumerades entre les dones de mals costums. Una de les coses que sant Just desitjava desterrar dels banquets eren els tocadors de cròtal i del tambor.

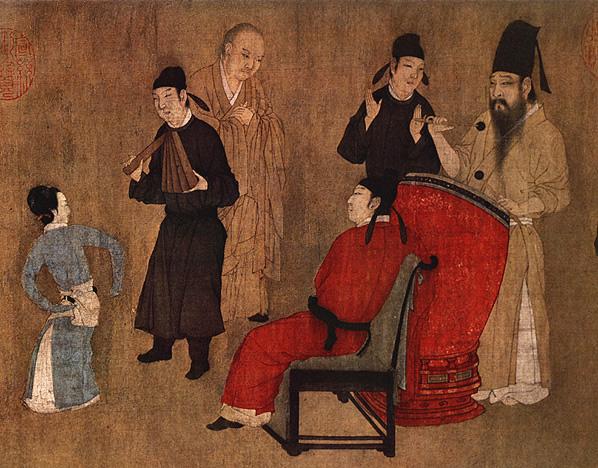
percussionistes xinesos tocant el tambor

En cap monument antic es veu un tambor amb dues pells si bé parlen ja d'ells els autors del Baix Imperi. Isidor de Sevilla diu que la simfonia és un instrument que es fereix o toca alternativament o a un mateix temps pels dos costats i que la barreja dels tons greus i aguts forma una harmonia molt agradable. Prudenci vol que amb la simfonia es va donar ja el senyal d'atac a la batalla d'Àccium.
D'això i de l'etimologia del nom sembla que el coneixement o ús d'aquest tambor és més antic del que generalment es creu, és a dir, de l'època de les guerres dels sarraïns o moros amb els nostres ascendents. Tanmateix, cal confessar que els moros van ser els primers que van usar en els exèrcits aquests instruments que ells anomenaven Al-tambor. Els timbals, instrument propi de l'antiga cavalleria i conservat encara en alguns indrets de Catalunya en les festes populars és igualment invenció àrab.
Alguns historiadors suposen que els xinesos fan ús del tambor des de temps immemorials. Instrument semblant al tambor usen també molts pobles d'Àfrica.
És indubtable que els espanyols van adoptar el tambor prenent-ho dels àrabs ja en l'edat mitjana. Després d'haver estat suprimits durant el regnat d'Amadeu de Savoia van ser restablerts el 1893 pel general López Domínguez.

## Varietats
Els intruments de tipus tambor són els instruments de percussió més comuns. Alguns són:

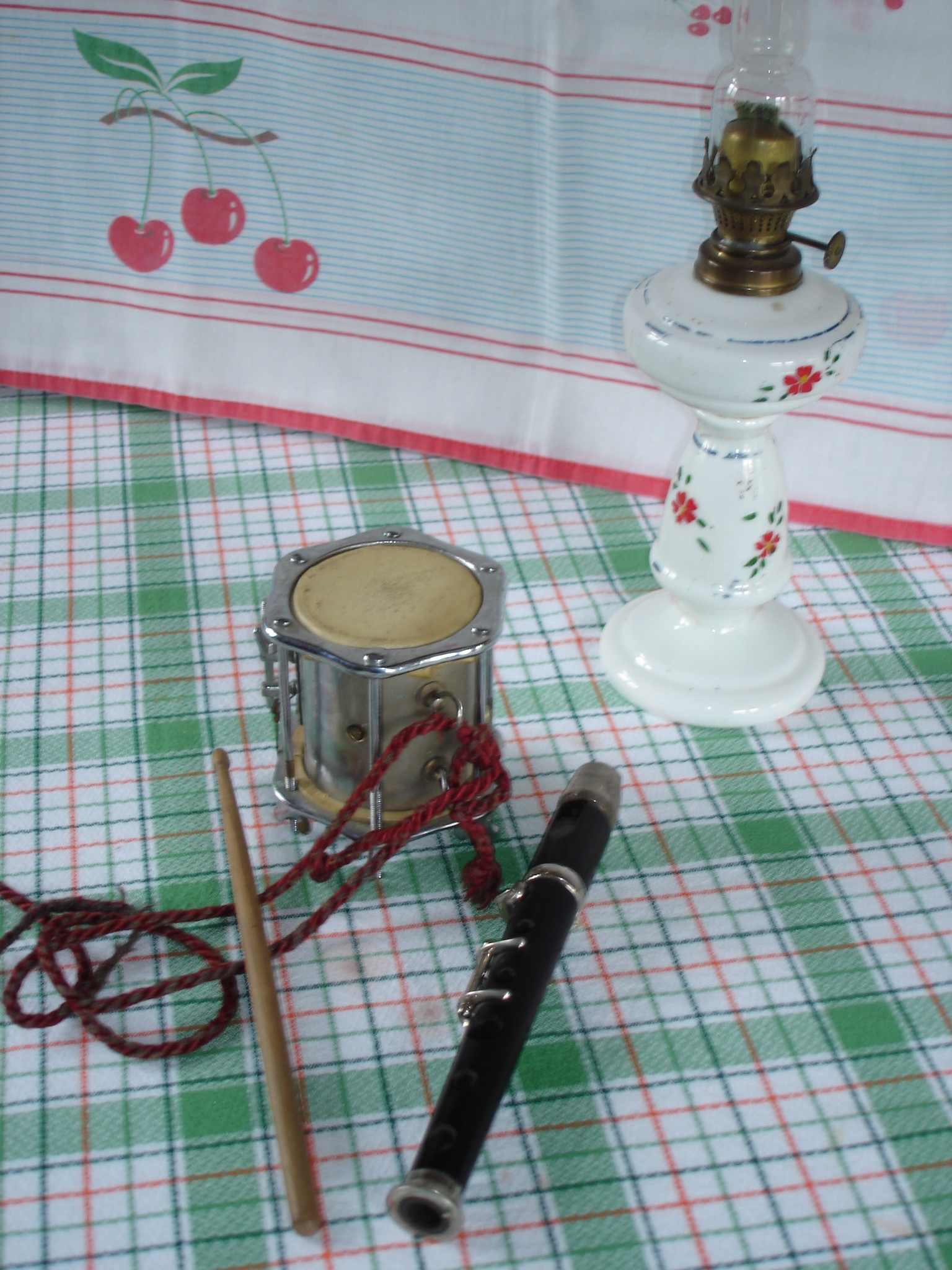
Tamborí i flabiol.

- Tamborí és un instrument de percussió de dotze centímetres de longitud format per una caixa de ressonància amb estructura metàl·lica o de fusta recoberta de peces de pell. Es fa servir usualment per acompanyar el so del flabiol com per exemple en la sardana en la que marca el ritme.

- Bombo és utilitzat a la banda, a l'orquestra simfònica (des del segle xix i com a part integrant d'una bateria; aquest darrer sol mesurar entre 18 i 22 polzades (angleses) de diàmetre, i es toca mitjançant un pedal especial que duu una maça.

- Bongó el seu origen es remunta a la zona oriental de Cuba que conjuntament amb el desenvolupament del són, arriba a la seva forma definitiva i major esplendor en arribar a l'Habana a partir de 1909. És un instrument anomenat de percussió menor. Membranòfon compost per dos tambors de fusta amb un pedaç cadascun, amb una diferència d'alçada entre ells generalment d'una quarta o cinquena. Els pedaços són cenyits per unes anelles i un sistema de tensió per claus (en el seu inici eren tensats mitjançant la calor del foc o amb cordes o corretges). Els tambors van units pel costat amb una peça de fusta, encara que antigament es feia amb una tira de cuir o una soga. Els tambors són de forma cònica i s'executen amb els cops de les palmes de la mà o amb baquetes. El tambor més petit és anomenat mascle i es col·loca a l'esquerra; quedant a la dreta el major anomenat femella. Generalment es col·loca entre els genolls de l'executant assegut, encara que també és molt utilitzat sobre un faristol. L'executant sol alternar el seu ús amb l'esquella cubana, utilitzat generalment en el clímax del són, anomenat el montuno.

- Caixa o redoblant, és un tambor, normalment de poca alçada, amb brins anomenats bordons disposats diametralment a la membrana inferior, els quals li donen el seu característic timbre més estrident i metàl·lic que el tambor comú. Al músic que toca la caixa se li diu al seu torn per associació caixa, tenint formació de percussionista. Aquest instrument és utilitzat en orquestra, a bandes de música, i és una part fonamental de la bateria.

- Conga és un tambor, normalment de poca alçada, amb brins anomenats bordons disposats diametralment a la membrana inferior, els quals li donen el seu característic timbre més estrident i metàl·lic que el tambor comú. Al músic que toca la caixa se li diu al seu torn per associació caixa, tenint formació de percussionista. Aquest instrument és utilitzat en orquestra, en bandes de música, i és una part fonamental de la bateria.

- Darbuka és un tambor d'un sol pedaç amb forma de copa. Originalment s'usava greda per armar la caixa de ressonància i cuir de cabra o peix per al pegat, però també se sol utilitzar fusta o metall per a la seva fabricació; en l'actualitat és comú l'ús de fibra de vidre o alumini per a la caixa i plàstic per al pedaç. Aquest últim és el més utilitzat avui en dia pels músics professionals, ja que no l'afecten les condicions climàtiques com la humitat la que genera el pedaç perdi la seva tensió i es desafini, havent-se d'escalfar per poder executar l'instrument.

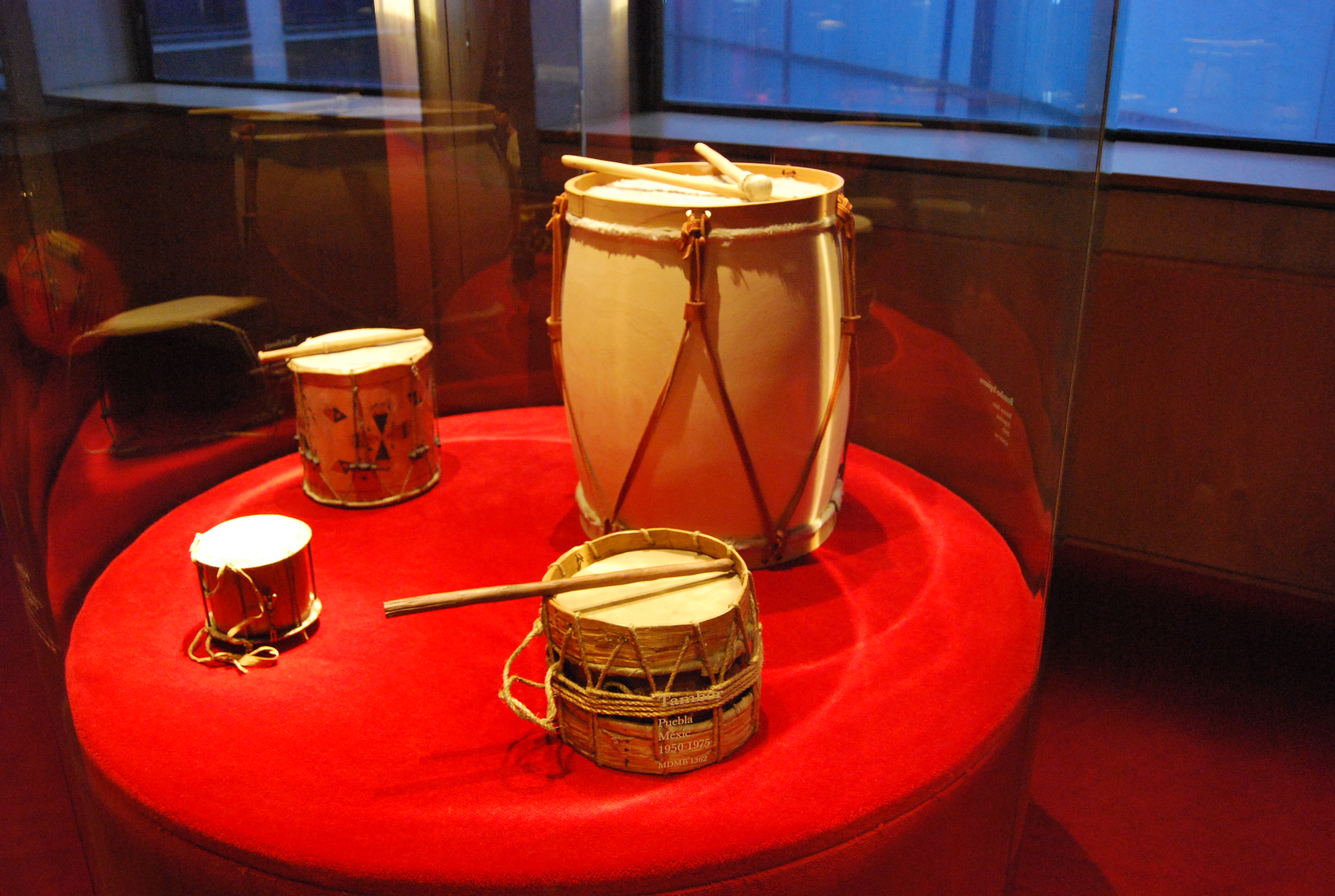
Tambors al Museu de la Música de Barcelona

- Taiko és un tambor japonès d'un diàmetre d'1,3 m, tocat amb palets de fusta anomenats bachi. A fora del Japó, el terme es refereix als diferents tipus de tambors japonesos. Tambor en japonès s'escriu 'wa-daiko'. Taiko també es refereix al relativament recent art de Ensamble musical de percussió Taiko (en japonès, conegut com a "Kumi-daiko"). El Taiko és emprat en molts esdeveniments festius tradicionals del Japó, essent a vegades el centre d'atracció, com en el Bon Odori , una dansa tradicional. Per culpa del seu gran pes els japonesos el solen deixar fix en un lloc (passa el mateix amb el piano), per no haver de portar amb gran esforç a un altre lloc. El seu pes oscil·la entre els 295 i 310 quilograms. Tots dos extrems estan coberts per membranes, però només es percudeix, d'una banda, amb un gruix parell de malls de fusta. Els que es guanyen la vida gràcies a aquest fantàstic instrument el transporten en carretes, i els més atrevits, el porten a l'esquena.

- Timbal és un instrument musical de percussió de sonoritat greu, que pot produir cops secs o ressonants. S'utilitza colpejant els pedaços amb un palet o baqueta especial, "baqueta de timbal". Està format principalment per un calderó de coure, cobert per una membrana. Es pot afinar per la qual cosa produeix sons determinats, val a dir, notes musicals.

- Tumbadora o conga es colpeja només amb les mans, sense cap altre element percussor. Com la majoria dels membranòfons llatinoamericans que han perdurat, el seu pegat originalment estava fet de cuir animal, però actualment es fabrica amb plàstic, cosa que el fa més resistent i li modifica sensiblement el timbre. L'executant de congues pot tocar assegut o dret. És habitual que la conga es presenti per parells sobre un trípode, com ocorre amb les timbaletes, encara que també les podem trobar amb un format de tres, quatre i fins a cinc congues (la qual cosa no és tan habitual). Té característiques similars, quant a la forma, als bongos, però amb una caixa bastant més llarga. La seva tècnica és notablement diferent. Existeixen diversos cops: Quemao obert, Quemao tancat, to obert, to tancat, palma i dits. En l'escriptura musical, cadascun d'aquests tocs té un símbol que els representa.

- Bateria està formada per un conjunt de tambors, normalment de fusta, coberts per dos pedaços, un colpejat (a la part superior) i un altre ressonant (a la part inferior). Aquests tambors poden variar el seu diàmetre, afectant el to, i la profunditat, variant la sensibilitat sobre el pedaç de ressonància. La bateria es pot afinar amb una clau d'afinació. Mentre més tens el pedaç, més agut el so, i viceversa.